# Storia dell'aviazione

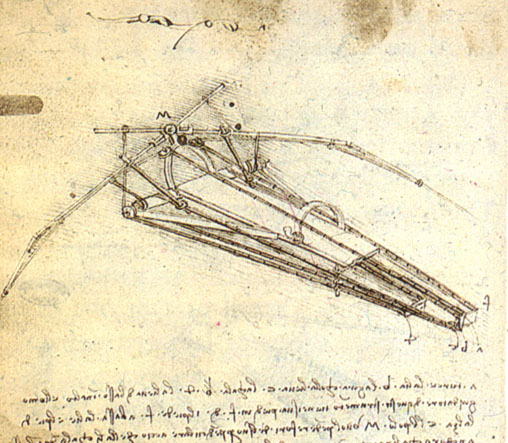
La fusoliera dell'ornitottero di Leonardo da Vinci

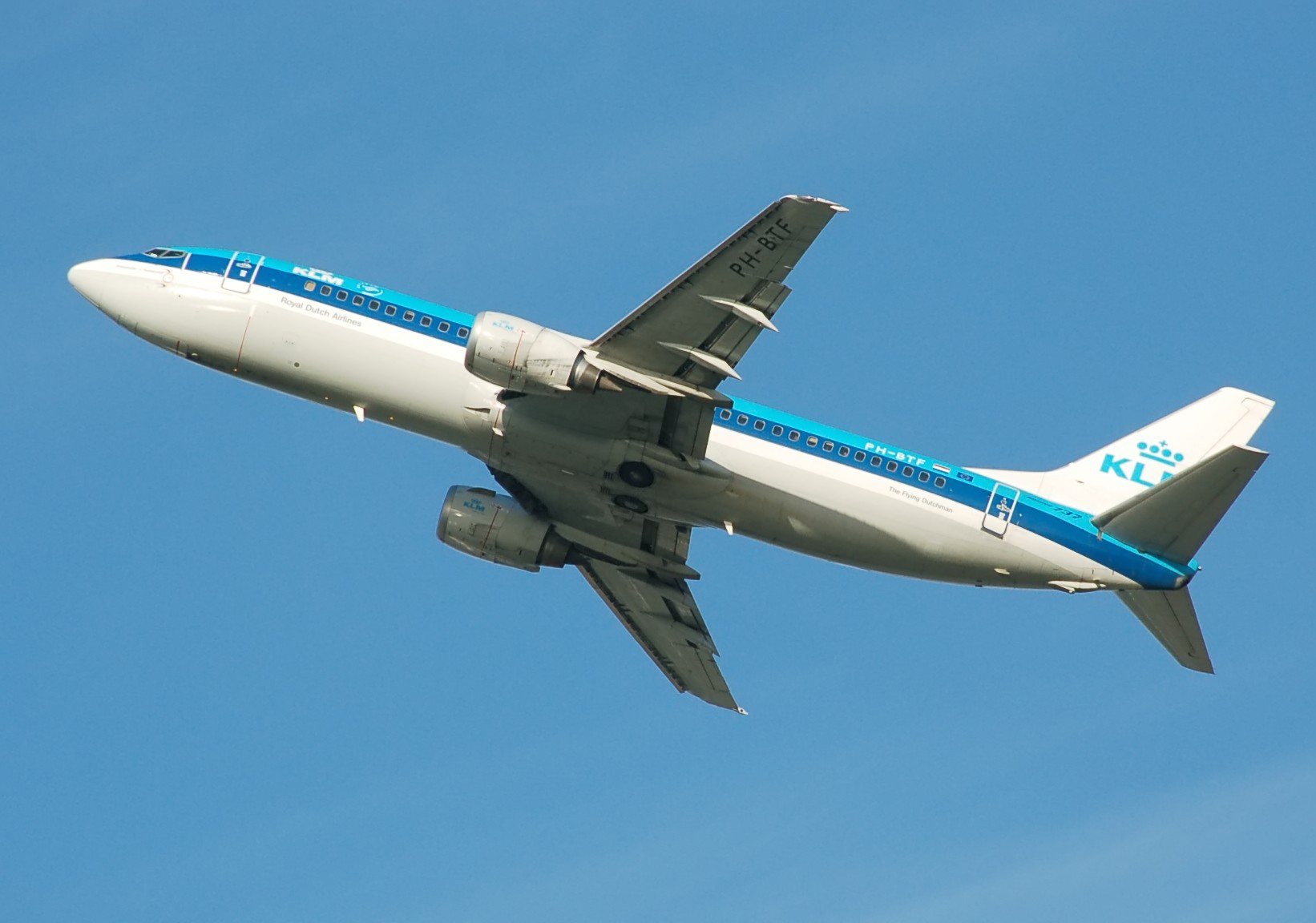
Un Boeing 737, moderno aereo da trasporto passeggeri

la storia dell'aviazione è la disciplina che tratta dal punto di vista storico e cronologico lo sviluppo del volo umano con l'ausilio di mezzi meccanici, cioè di tutto ciò che rientra nella definizione di aviazione, dai primi tentativi di alzarsi dal suolo per mezzo di aquiloni e alianti, agli esperimenti con gli aerostati, ai voli con mezzi motorizzati più pesanti dell'aria e oltre.
Il desiderio dell'umanità di volare ha radici molto antiche, e alla vera e propria storia si affianca una "preistoria" dell'aviazione legata a un gran numero di miti e leggende appartenenti alle tradizioni culturali più varie. Oltre alla fascinazione per il tema del volo nelle narrazioni fantastiche, però, anche alcuni dei presupposti tecnologici dell'aviazione hanno avuto dei precursori molto antichi. Oltre ai miti come quello di Dedalo e Icaro, la storia dell'aviazione si occupa anche, ad esempio, dei primi oggetti volanti legati alle antichissime tradizioni cinesi e indiane della lanterna volante e dell'aquilone.
Nel mondo occidentale l'attenzione sì concentrò sul volo, per la prima volta in modo sistematico, nel corso del Rinascimento e in particolare con gli studi di Leonardo da Vinci. Fu poi nel XVII secolo che, con una nuova consapevolezza metodologica, altri studiosi si rivolsero verso il campo dell'aviazione, e nel 1783 venne raggiunto l'importante risultato del primo volo di una mongolfiera; nel corso del XIX secolo, poi, accanto a un sempre maggiore affinamento della formula dell'aerostato (a partire dalla nascita del dirigibile) vennero intrapresi studi sempre più accurati a proposito del volo di macchine "più pesanti dell'aria", spesso senza motore e in alcuni casi con motori a vapore: il lavoro di precursori come George Cayley, Francis Herbert Wenham, Otto Lilienthal e molti altri venne coronato, intorno ai primi anni del XX secolo, dal successo dei primi veri aviatori, a cui spesso ci si riferisce come ai "pionieri dell'aviazione": Traian Vuia, i fratelli Wright, Alberto Santos-Dumont e gli altri che riuscirono gradualmente a realizzare in pieno il sogno di un aeroplano a motore controllabile e affidabile.
Nel Novecento, poi, l'aviazione conobbe uno sviluppo rapidissimo: tra il 1909 e il 1911 vennero superate le prime barriere naturali; la prima guerra mondiale vide il primo importante impiego bellico dei velivoli; negli anni venti e trenta il trasporto aereo conobbe una grande diffusione, e nacquero le prime compagnie aeree transatlantiche; inoltre in questo periodo videro la luce i primi elicotteri. Durante la seconda guerra mondiale l'impiego bellico dell'aereo si generalizzò, sia per scopi di bombardamento sia di caccia, e l'aviazione divenne anzi un elemento di fondamentale importanza militare e strategica. La seconda metà del Novecento ha visto la diffusione del trasporto aereo presso tutte le fasce della popolazione dei Paesi sviluppati, mentre aeroplani ed elicotteri, sempre più raffinati anche dal punto di vista dell'elettronica, sono stati impiegati praticamente in tutti i conflitti armati.
Le tre direttrici fondamentali del progresso aeronautico del Novecento sono state:
- Controllo: inizialmente i veleggiatori erano controllati dal movimento del corpo del pilota (come nel caso di Lilienthal) o deformando le ali (fratelli Wright). Gli aeromobili moderni utilizzano superfici di controllo come gli alettoni e gli equilibratori. Su alcuni aerei, sia militari sia civili, queste superfici di controllo sono stabilizzate da sistemi avionici computerizzati, al punto che un volo regolare non è possibile senza i computer.
- Potenza: i motori aeronautici sono divenuti sempre più leggeri ed efficienti, dal motore a vapore di Clément Ader ai motori a pistoni, a getto e a razzo.
- Materiali: dall'iniziale utilizzo di tela e legno, i materiali aeronautici si sono evoluti verso il telaio di lega leggera e tubi in acciaio, la costruzione monoscocca in alluminio e, soprattutto con l'inizio del XXI secolo, i materiali compositi.

## La "preistoria" del volo

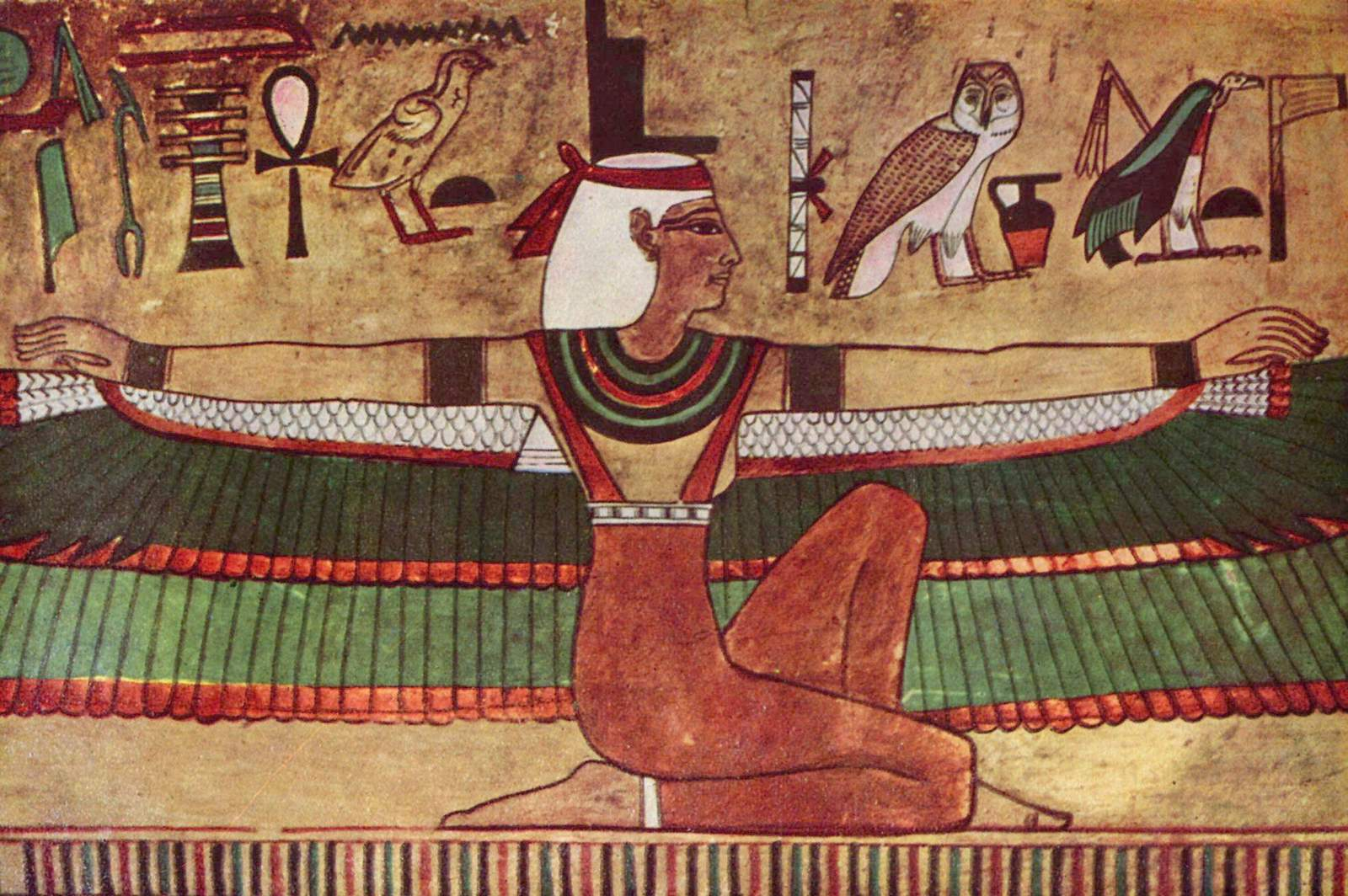
La dea Iside, appartenente alla mitologia dell'antico Egitto, era spesso raffigurata con le ali

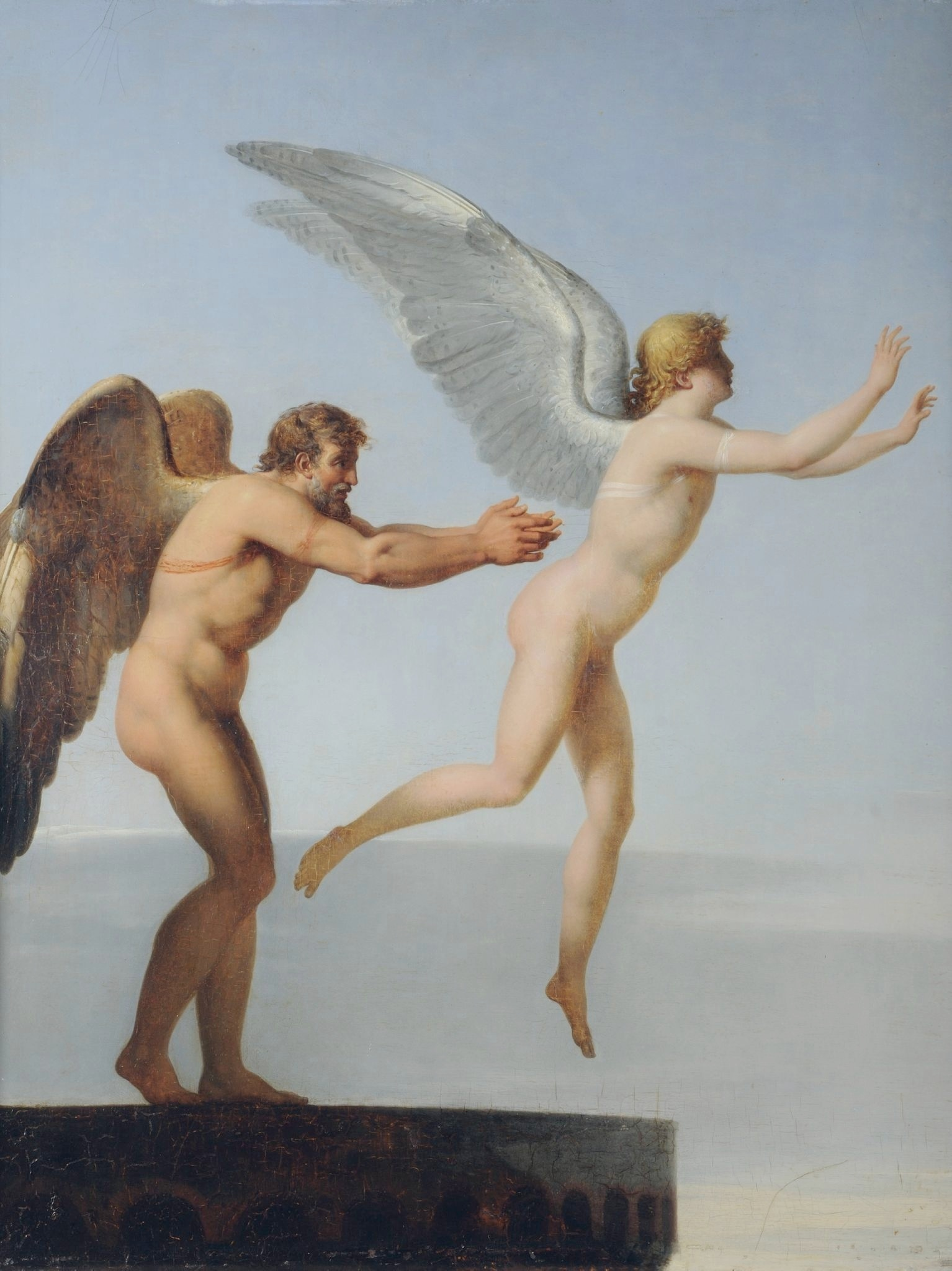
Il decollo di Icaro in un dipinto dell'artista francese Charles Paul Landon del 1799

### Mitologia e leggende
Molti miti e leggende testimoniano che il sogno di volare come gli uccelli ha caratterizzato fin dall'antichità diverse culture di molte parti del mondo; già nell'antico Egitto era frequente che alcune divinità, ad esempio Iside, venissero raffigurate con le ali; lo Zoroastrismo dava grande importanza a personaggi alati con caratteristiche sovrumane; e anche l'iconografia cristiana conserverà e riprenderà le figure di esseri alati intermediari tra l'uomo e Dio reinterpretandole come angeli.
Una leggenda persiana del XVI secolo a.C. narra del re Kai Kawus, noto anche come "il re folle", sollevato con tutto il suo trono da alcune aquile e da esse trasportato fino in Cina, e pare che anche nella cultura indiana siano presenti fin dal XIII secolo a.C. oggetti volanti mitologici; essi, genericamente noti come Vimana, sono descritti accuratamente anche dal punto di vista tecnico in un documento, noto come Vaimanika Shastra, sulla cui autenticità però sussistono dei dubbi.
Per quanto riguarda la Grecia antica, la cui mitologia conservò alcune divinità alate, come Nike, è particolarmente degno di nota il mito di Icaro e Dedalo, nel quale, forse per la prima volta in Occidente, la capacità di volare veniva attribuita a un semplice essere umano dotato di straordinario ingegno.
Una leggenda inglese narra di un re Bladud che, nell'852 a.C., avrebbe preso il volo grazie a delle ali di penne d'uccello e si sarebbe librato per diverso tempo sopra Londra, prima di perdere l'equilibrio e precipitare al suolo morendo tragicamente.
Altrettanto leggendaria sembra la storia del filosofo, matematico, astronomo, uomo politico e stratega greco Archita che, intorno al 400 a.C., avrebbe disegnato e costruito una "colomba meccanica" in legno, il primo dispositivo volante basato su un modello a forma di uccello, riuscendo a farlo volare con successo. Questa macchina, chiamata Colomba (in greco Περιστερὰ, Peristerà) dal suo stesso inventore, può essere stata sospesa a un cavo o a un perno per volare, ed è possibile che fosse propulsa da un getto di vapore.

### Palloni ad aria calda e aquiloni in Cina
Progressi importanti relativi ad alcuni tipi di primitive macchine volanti vennero compiuti in Cina; secondo la tradizione, ad esempio, nel V secolo a.C. l'inventore e filosofo Lu Ban ideò un "uccello di legno" che può essere stato un grande aquilone, o addirittura un primitivo aliante, e riuscì a tenerlo in aria per diverso tempo. È possibile che questo risultato sia stato ottenuto grazie a un vento stabile e forte con l'aquilone, o aliante, ancorato a terra per mezzo di un cavo.

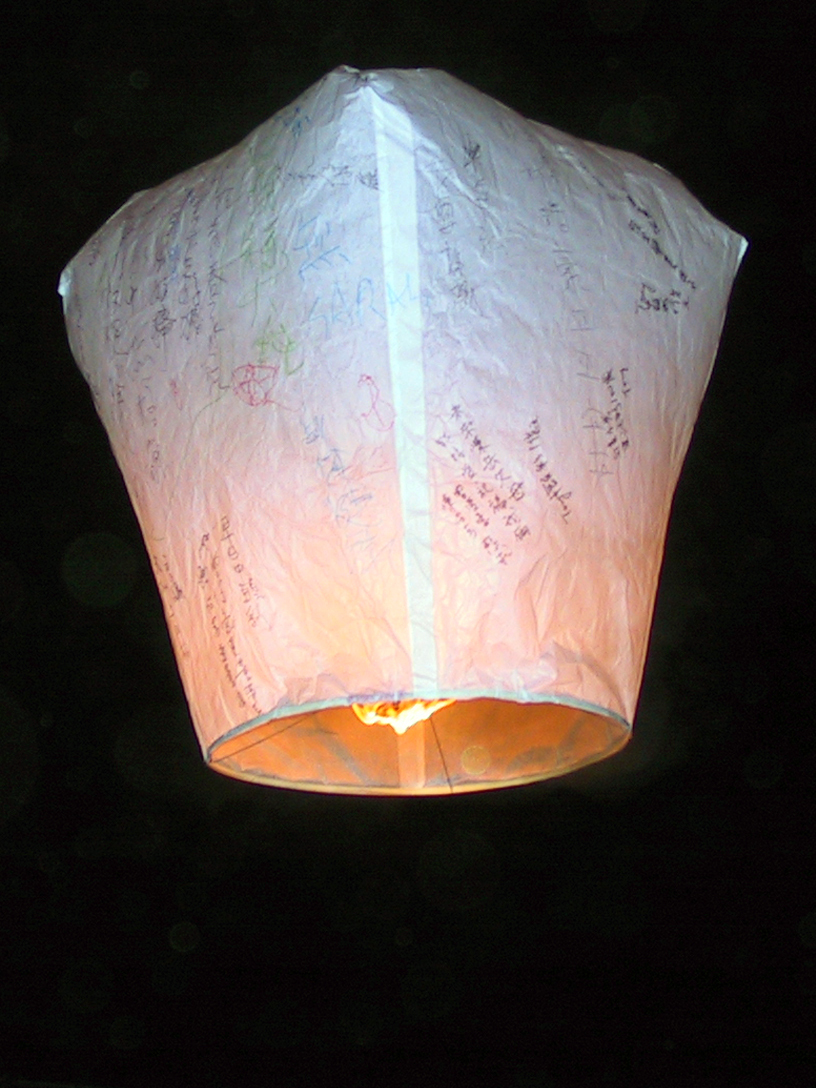
Una moderna lanterna volante thailandese

Anche se la consuetudine di far volare per gioco gli aquiloni (che probabilmente sono il tipo di oggetto volante più antico) si diffuse in Cina a partire dal VII-VIII secolo, diventando presto cosa relativamente comune, sembra che l'uso militare dell'aquilone stesso sia ancora più antico: alcuni aquiloni vennero usati per trasportare dei messaggi durante l'assedio di Nanchino del 547-549, e risulta che un aquilone venne usato per compiere delle misure di distanza già intorno al 200 a.C.
Sempre secondo la documentazione tradizionale, risulta che nel 559 avvenne il primo volo planato di un essere umano, portato a termine usando un aquilone; dallo Zizhi Tongjian ("Manuale completo per aiutare a governare", un'opera storiografica cinese dell'XI secolo), e dal Běi Shǐ ("Storia delle dinastie settentrionali", un testo appartenente al ciclo delle Ventiquattro Storie), risulta che Yuan Huangtou, figlio dell'imperatore Yuan Lang della dinastia Wei orientale venne fatto prigioniero durante una lotta per la successione nel regno della dinastia Wei settentrionale, e venne costretto dal suo nemico, Gao Yang, a saltare dalla torre della città di Ye appeso a un grande aquilone di carta; lanciatosi dalla torre in cui era tenuto prigioniero insieme ad alcuni compagni, fu l'unico a sopravvivere al volo, ma venne poi ugualmente giustiziato.
Anche la lanterna volante (nota anche come lanterna Kongming, un piccolo involucro generalmente costruito in carta e sollevato grazie all'aria calda prodotta da una semplice candela) era conosciuta in Cina fin da tempi antichi. L'invenzione di questo dispositivo, concettualmente identico alle moderne mongolfiere, è di solito attribuita al generale Zhuge Liang (180-234 d.C., noto anche con il titolo onorifico di Kongming). Si dice che la usò per spaventare le truppe nemiche:
Comunque, il dispositivo basato su una lampada in un involucro è documentato in precedenza e, secondo il sinologo britannico Joseph Needham, i palloni ad aria calda erano conosciuti in Cina già dal III secolo a.C.
Durante la dinastia Yuan (XIII secolo) sotto signori come Kublai Khan, le lampade rettangolari divennero popolari nelle celebrazioni, durante le quali erano solite attrarre grandi folle. Sotto l'Impero mongolo, la loro progettazione si può essere diffusa lungo la Via della seta in Asia centrale e nel Medio Oriente. Luci flottanti quasi identiche, con lampade rettangolari in incastellature di carta sottile, sono comuni nelle celebrazioni tibetane e nelle feste induiste di luci, le Diwali. Comunque non ci sono prove che siano state usate per il volo umano.

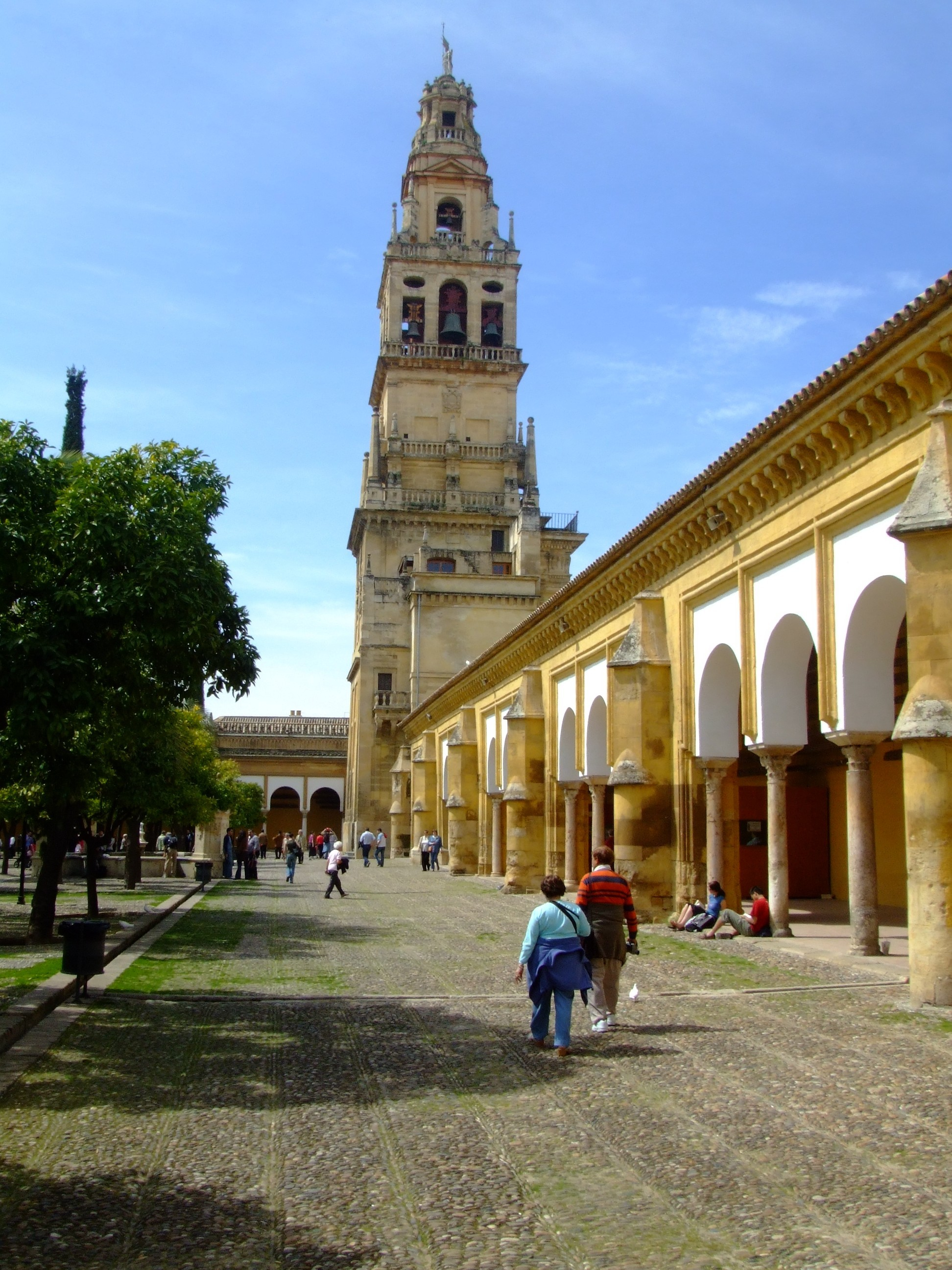
Minareto della Grande Moschea di Cordova. Si riporta che nell'852, Abbas Ibn Firnas saltò dalla sua cima con un apparecchio simile a un paracadute, e sopravvisse con lesioni non gravi.

### Paracadute e veleggiatori nella Spagna araba e in Inghilterra
A Cordova, nella Spagna islamica, sotto il califfato degli Omayyadi (IX secolo) furono effettuati diversi tentativi di volo dal poeta, astronomo e inventore berbero Abbas Ibn Firnas.
Nell'852, durante il regno dell'emiro Abd al-Rahman II ibn al-Hakam, un certo Armen Firman costruì con dei panni irrigiditi da una struttura in legno un grande mantello simile a un'ala o a un ombrello. Con questo apparato saltò dal minareto della Grande Moschea di Cordova. Pur non potendo volare, il suo congegno rallentò la caduta, e il temerario se la cavò con lesioni minori: il suo apparecchio oggi è considerato un antesignano del moderno paracadute.
Ventitré anni dopo, nell'875, Abbas Ibn Firnas (ormai sessantacinquenne) si lanciò a sua volta da una collina impiegando un rudimentale libratore, comunque molto più simile a un moderno aliante che a un goffo mantello-paracadute. Risulta che riuscì a compiere una lunga planata, ma precipitò e rimase ferito. L'atterraggio duro, che causò ad Abbas Ibn Firnas una lesione alla schiena abbastanza grave, anche se non mortale, fu causato probabilmente dalla mancanza di un timone di coda. La sua morte, dodici anni dopo, può essere stata accelerata dalla ferita. È considerato possibile che Armen Firman e Abbas Ibn Firnas siano in realtà la stessa persona.
Più di un secolo dopo, tra il 1000 e il 1020, in Gran Bretagna il monaco benedettino Eilmer di Malmesbury volò per circa 200 metri usando un aliante ispirato al mito di Dedalo e Icaro; perso però il controllo, il monaco rimase ferito in un atterraggio piuttosto violento. Anche per quanto riguarda Eilmer gli storici ritengono che l'incidente fu dovuto alla mancanza di una coda per stabilizzare l'apparecchio. L'episodio, che rimase famoso in Europa nei successivi tre secoli, è riportato dallo storico medievale Guglielmo di Malmesbury in un testo del 1125. Essendo costui un monaco della stessa abbazia, è verosimile che abbia avuto a disposizione testimonianze dirette di persone che avevano conosciuto Eilmer personalmente.

### Europa rinascimentale, Impero ottomano e rivoluzione scientifica

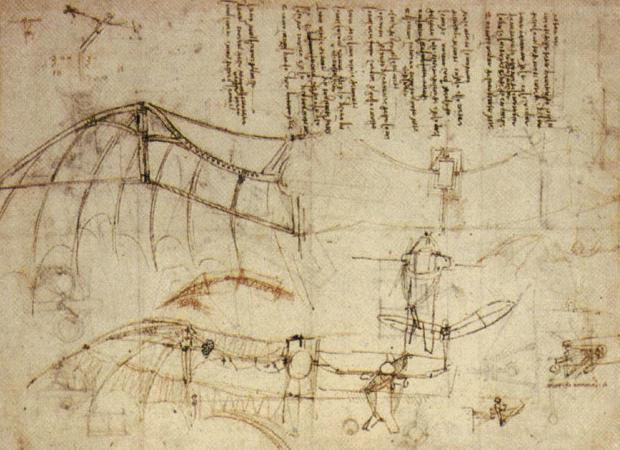
Le ali dell'ornitottero di Leonardo da Vinci

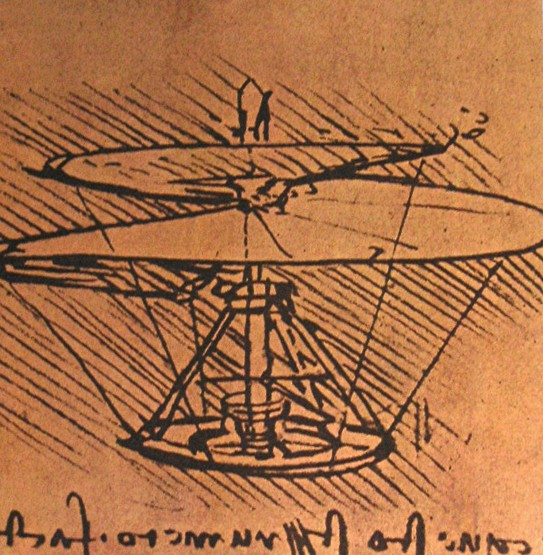
L'elicottero a vite concepito da Leonardo

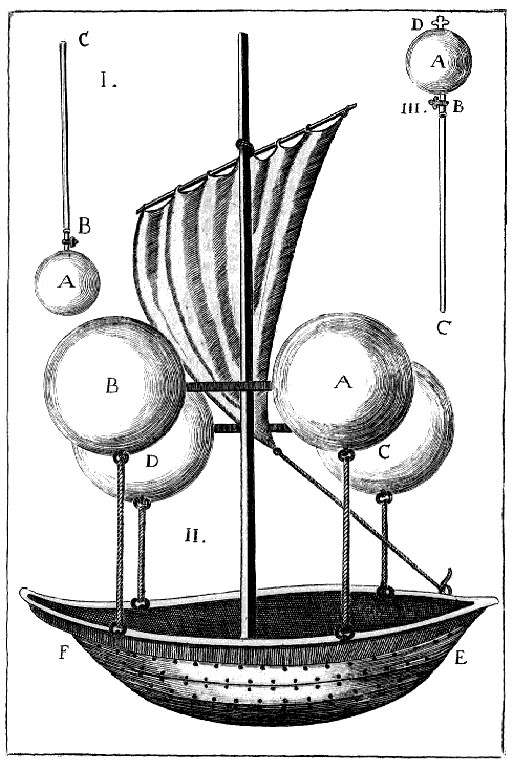
L'aeronave più leggera dell'aria di Francesco Lana de Terzi, 1670

In Europa, l'interesse per il volo si riaccese (e si caratterizzò per la prima volta per un approccio scientifico, o almeno sistematico) nel Rinascimento; sono particolarmente degni di nota gli studi, intrapresi tra la fine del XV e l'inizio del XVI secolo, dall'inventore, artista e naturalista italiano Leonardo da Vinci. Circa 500 anni dopo Malmesbury e Abbas Ibn Firnas, Leonardo ideò un libratore da pendio in cui le parti interne delle ali erano fisse e le estremità ospitavano delle superfici mobili di controllo (come nel volo planato degli uccelli); nel corso della sua vita studiò anche diversi modelli ad ala battente, chiamati ornitotteri, disegnò un paracadute e studiò una "vite aerea" a propulsione umana, considerata un primo antesignano dell'elicottero. Oltre a disegnare decine di macchine volanti o loro parti, risulta che in almeno un'occasione Leonardo costruì un modello di aliante e lo fece collaudare da un suo assistente, Tommaso Masini detto "Zoroastro"; egli si lanciò dalla collina di Fiesole, ma compì solo un brevissimo salto e si ruppe una gamba atterrando.
Quello che risulta più notevole delle idee, dei progetti e delle eventuali realizzazioni di Leonardo comunque è il minuzioso procedimento di osservazione di cui esse erano il risultato: nel suo Codice sul volo degli uccelli, noto anche come Trattato delli uccelli, cominciato nel 1505 e rimasto incompiuto, egli mirava (sempre tramite osservazione degli uccelli stessi) a comprendere e a descrivere le dinamiche fisiche del volo, partendo dall'anatomia degli uccelli per giungere fino alla comprensione del concetto di resistenza aerodinamica; in tale opera egli annotò le sue osservazioni sul volo degli uccelli e progettò con dovizia di particolari la sua macchina più evoluta, il Grande nibbio, ideata osservando il volo di un nibbio reale.
Altre testimonianze di rocamboleschi tentativi di volare risalenti al XVII secolo provengono dalla Turchia. Il viaggiatore ottomano Evliya Celebi riferì che nel 1630-1632 il dotto Hezarfen Ahmet Celebi usò un aereo dotato di ali per volare attraverso il Bosforo. Lanciato dalla cima della Torre di Galata a Istanbul (alta 62 metri), dichiarò di avere volato per circa 3 chilometri, atterrando senza danni.
Nel 1633 il fratello di Hezarfen, Lagâri Hasan Çelebi, si lanciò in aria in un razzo dotato di sette ali, composto da una grande gabbia con una cima conica riempita di polvere da sparo. Questo sembra essere il primo esempio conosciuto di un razzo con equipaggio umano e di aereo dotato di mezzi di propulsione. Il volo fu compiuto nell'ambito delle celebrazioni per la nascita della figlia dell'imperatore ottomano Murad IV. Evliya riferì che Lagari fece un atterraggio morbido nel Bosforo usando le ali attaccate al suo corpo come un paracadute dopo che la polvere da sparo si era consumata. Si è stimato che il volo durò circa venti secondi e che la massima altezza raggiunta fu di circa 300 metri. Lagari fu ricompensato dal sultano con un'importante posizione militare nell'esercito ottomano.
Ancora in Italia, nel frattempo, il naturalista gesuita Francesco Lana de Terzi si dedicava al problema del volo affrontandolo da un punto di vista strettamente scientifico, con tale rigore fisico e matematico da venire considerato da alcuni il vero e proprio "padre dell'aeronautica" moderna. Nel 1670 pubblicò un lavoro, intitolato Prodromo overo saggio di alcune inventioni in cui studiava approfonditamente la fisica del volo, con particolare riferimento all'ambito del "più leggero dell'aria". Lana concepì un'aeronave (intesa in senso piuttosto letterale) appesa a quattro sfere metalliche all'interno delle quali fosse stato fatto il vuoto; esse, in accordo con il principio di Archimede, avrebbero ricevuto una spinta verso l'alto che, secondo i calcoli dello scienziato lombardo, avrebbe dovuto essere sufficiente a sollevare la navicella con un equipaggio umano a bordo. Il problema più grave con cui il progetto di Lana avrebbe dovuto fare i conti sarebbe stata la pressione atmosferica, che avrebbe sicuramente schiacciato le sfere in cui fosse stato fatto il vuoto; Lana aveva considerato questa possibilità, ma l'aveva esclusa ritenendo che la forma sferica, grazie alla sua simmetria, avrebbe potuto resistere a praticamente qualunque pressione. Egli comunque non costruì mai la sua aeronave.
Nel 1709 un altro gesuita, il portoghese Bartolomeu de Gusmão, ideò una navicella che avrebbe dovuto essere sollevata da dell'aria calda raccolta sotto una sorta di ombrello; forse influenzato da Lana nel progetto, collaudò la sua macchina volante davanti al re del Portogallo Giovanni V (che aveva sovvenzionato l'esperimento): l'aerostato si sollevò per un breve istante dal suolo ma, sbandando, rischiò di incendiare la casa del re.

## Nascita del volo moderno: il "più leggero dell'aria"

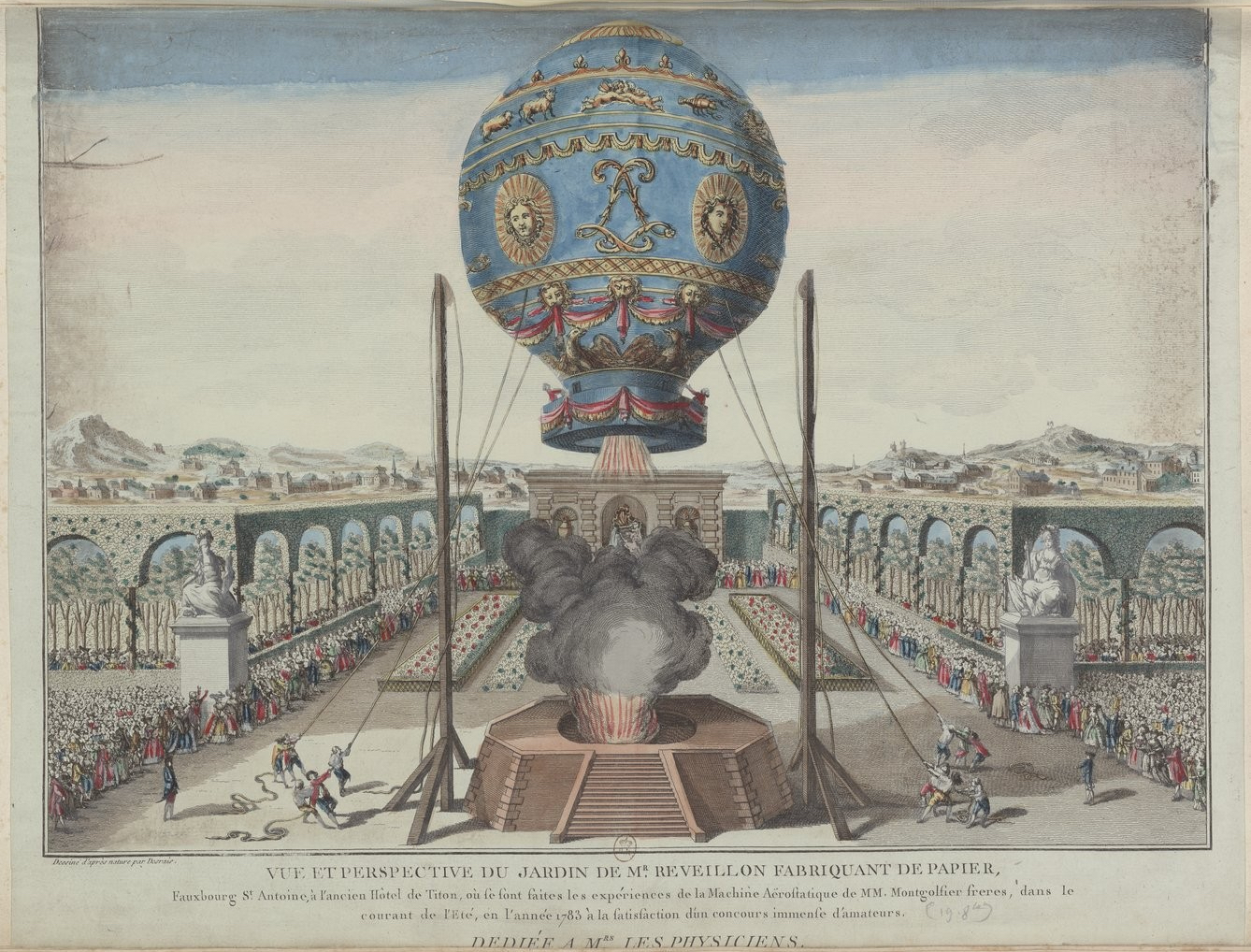
Un volo di prova (frenato da alcune funi) della mongolfiera del fratelli Montgolfier il 19 ottobre 1793 in una stampa dell'epoca

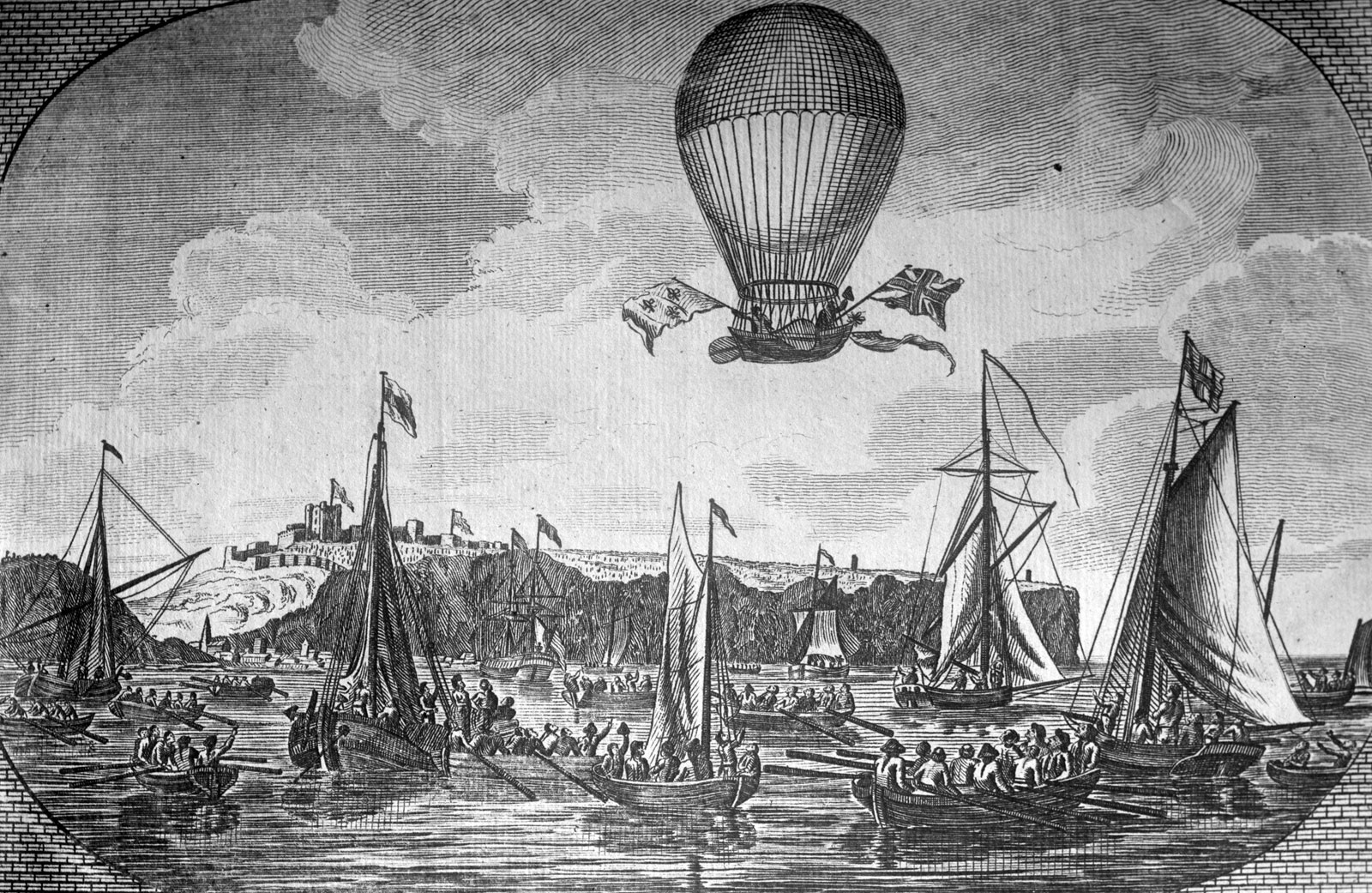
L'attraversamento della Manica da parte di Blanchard nel 1795

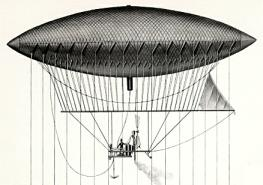
Il pallone manovrabile creato da Giffard nel 1852

Ciò nonostante, il primo vero e proprio volo umano della storia moderna è di solito identificato con quello compiuto nel 1783 dai francesi Jean-François Pilâtre de Rozier e François Laurent d'Arlandes a bordo di un pallone ad aria calda costruito dai fratelli Montgolfier (che da loro avrebbe preso il nome di mongolfiera).
Tra il giugno e il novembre del 1783 i Montgolfier avevano progettato, costruito e collaudato diversi palloni, tutti di carta e basati sull'aria calda come fonte di spinta verso l'alto: avevano testato dapprima un piccolo pallone senza equipaggio, poi ne avevano fatto volare uno più grande con a bordo una pecora, un'anatra e un gallo; avevano provato un pallone con equipaggio ancorato a terra con dei cavi e infine, dopo aver avuto successo in queste prove, avevano effettuato il primo volo libero di un equipaggio umano: il 21 novembre, decollati dal centro di Parigi, Pilâtre de Rozier e Laurent volarono per circa 25 minuti, percorrendo una distanza di 9 chilometri.
Tuttavia, l'aria calda non era un mezzo efficiente per tenere in volo i palloni: man mano che essa si raffreddava, la mongolfiera tendeva a scendere; tentando di riscaldare costantemente l'aria con una fiamma si rischiava seriamente di incendiare gli involucri di carta o di tela. Il problema fu risolto dall'inventore e scienziato francese Jacques Alexandre César Charles con l'impiego del gas idrogeno. Il primo pallone a idrogeno della storia, collaudato senza equipaggio il 27 agosto di quello stesso 1783, volò con successo per 24 chilometri, ma venne distrutto all'atterraggio da una folla di contadini terrorizzati; il 1º dicembre, Charles e un suo assistente, M.N. Robert, compirono il primo volo umano su un pallone a idrogeno.
Il 7 gennaio 1795 l'inventore francese Jean-Pierre Blanchard e il medico statunitense John Jeffries compirono il primo attraversamento in volo del canale della Manica, a bordo di un pallone a idrogeno.
Nel 1797 l'inventore francese André-Jacques Garnerin, lanciatosi da un pallone, effettuò con successo la prima discesa in paracadute.
Ben presto la popolarità del volo in pallone si diffuse, e tra il 1795 e i primi anni del XIX secolo si moltiplicarono anche gli incidenti: Pilâtre de Rozier fu la prima vittima di un incidente con un aerostato, e nel 1819 morì a causa dell'incendio di un pallone anche la prima aeronauta donna della storia, Sophie Blanchard, già vedova di Jean-Pierre Blanchard, anch'egli morto per un incidente simile.
Nel corso dell'Ottocento, poi, i palloni iniziarono a essere impiegati sperimentalmente per scopi militari in seno a diverse forze armate. Ad esempio nel 1849, durante la prima guerra d'indipendenza italiana, in occasione dell'assedio austriaco di Venezia in rivolta, gli austriaci tentarono di piegare la resistenza degli insorti bombardando la città. Accanto all'artiglieria, essi impiegarono per la prima volta dei palloni aerostatici nel tentativo di portare a termine un bombardamento aereo. Già allora l'uso dei palloni per scopi bellici non era del tutto nuovo, poiché fin dal 1794 l'esercito francese aveva costituito una "Compagnia aerostieri" con palloni frenati (ancorati a terra da dei cavi) per la ricognizione; ma il 2 luglio 1849 duecento mongolfiere austriache furono caricate con bombe incendiarie, collegate a micce a tempo che avrebbero dovuto lasciar cadere l'esplosivo esattamente quando i palloni fossero giunti sopra la città. Tuttavia il vento respinse i palloni, facendoli tornare verso le linee austriache, cosicché il primo tentativo di bombardamento aereo della storia risultò fallimentare.
I palloni erano stati usati per la ricognizione anche durante le guerre napoleoniche (1803-1815), e lo saranno di nuovo durante la guerra civile americana (1861-1865).
Durante l'assedio di Parigi nella guerra franco-prussiana (1870), decine di palloni francesi trasportarono centinaia di chilogrammi di posta (oltre a persone e piccioni viaggiatori) oltre le linee nemiche che circondavano la città.
Più tardi, palloni migliorati vennero impiegati per scopi di bombardamento dalla Francia, dal Giappone e dall'Italia durante le loro guerre coloniali (ad esempio, rispettivamente, in Vietnam nel 1884, in Manciuria nel 1904-1905 e in Libia nel 1911-1912). Notare che, nel 1899, la prima conferenza di pace dell'Aia aveva proibito di sganciare qualunque tipo di esplosivo dai palloni.
I palloni sferici, sia ad aria calda sia a idrogeno, avevano un grosso difetto: i loro movimenti verticali potevano essere regolati solo con l'ausilio di zavorre e regolazioni della temperatura e della pressione del gas, mentre quelli orizzontali non potevano essere controllati affatto, e i palloni erano in balìa del vento. Il lavoro per lo sviluppo di un pallone motorizzato manovrabile (oggi chiamato aeronave o dirigibile) continuò saltuariamente attraverso tutto il XIX secolo. In realtà, il pallone con cui Blanchard aveva attraversato la Manica era già, in qualche modo, "dirigibile", poiché era dotato di ali battenti (azionate direttamente dall'equipaggio) per la propulsione e di una coda per girare. Tuttavia, il primo volo a motore di un mezzo più leggero dell'aria (e quindi anche il primo volo a motore in assoluto) venne compiuto dall'inventore francese Henri Giffard nel 1852; egli volò per 24 chilometri con un pallone affusolato azionato da un motore a vapore.
Un altro progresso avvenne nel 1884 quando un dirigibile dell'esercito francese dotato di un motore elettrico, il La France di Charles Renard e Arthur Krebs, compì il primo volo libero completamente controllato su tutti gli assi. Il dirigibile, lungo 52 metri, con un volume di 1900 metri cubi, percorse 8 chilometri in 23 minuti grazie a un motore elettrico da 8,6 cavalli.
Fu, però, l'introduzione del motore a combustione interna a causare l'esplosione della popolarità del dirigibile: il primo volo di una macchina con questo tipo di propulsore avvenne nel 1872, quando l'ingegnere tedesco Paul Haenlein fece volare con successo il suo dirigibile sopra Vienna.
Lo sviluppo e l'impiego dei dirigibili crebbero costantemente fino agli anni trenta del XX secolo. Si veda più avanti il paragrafo L'età d'oro del dirigibile.

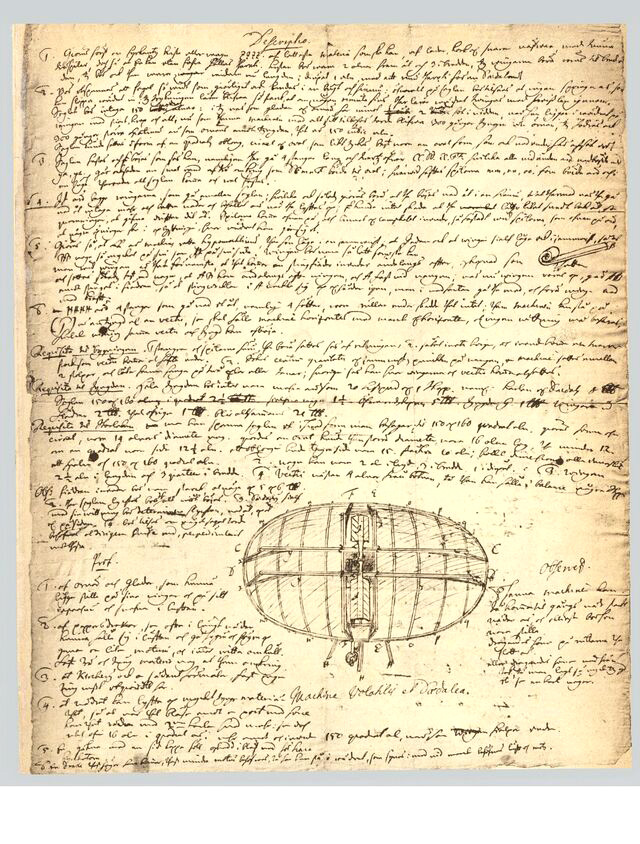
Uno schizzo della macchina volante Daedalian concepita da Emanuel Swedenborg nel 1714

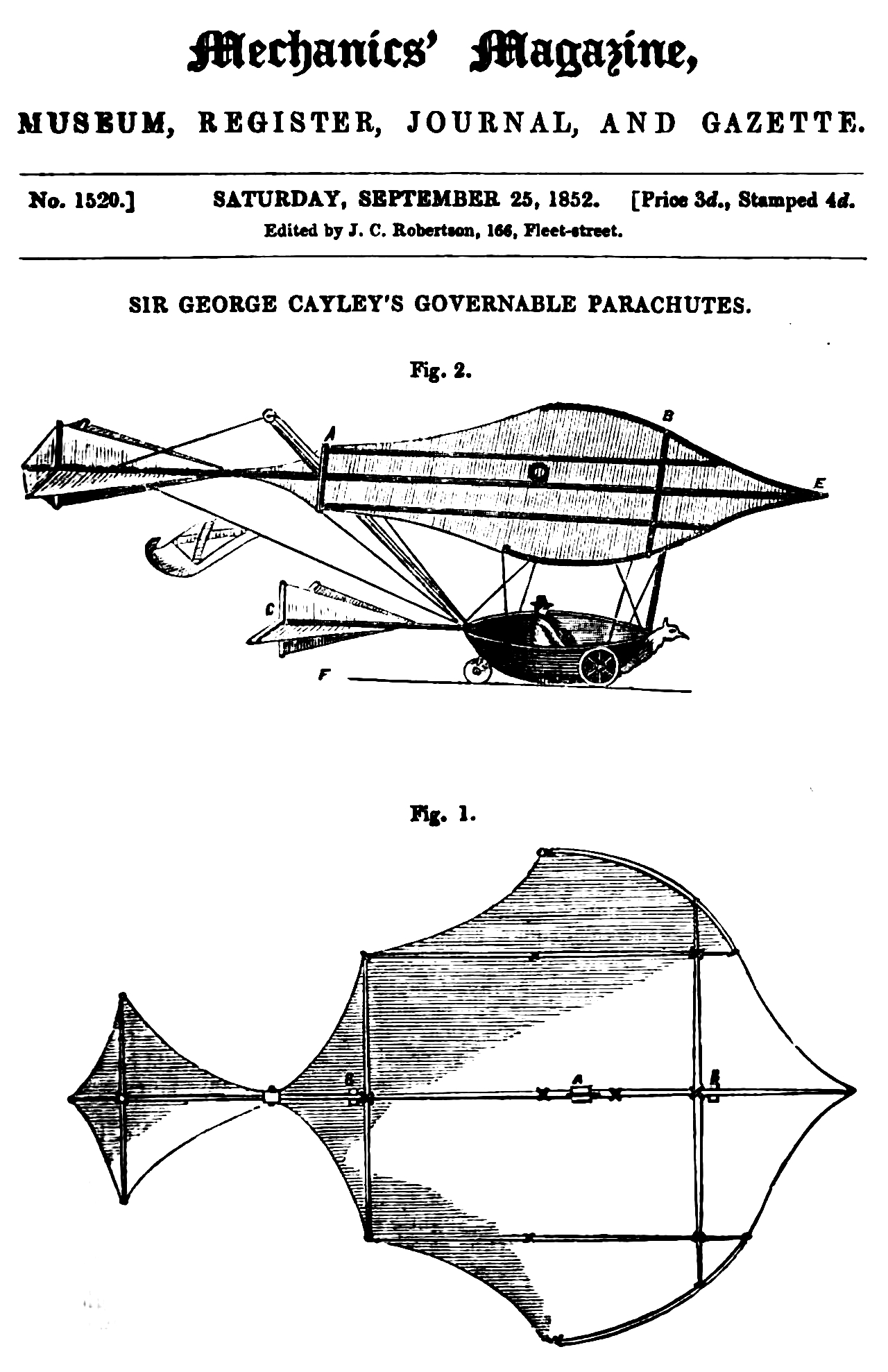
L'aliante di Sir George Cayley, 1852

## I precursori del "più pesante dell'aria"

### Primi approcci scientifici
Uno tra i primi articoli di aviazione concernenti il volo di macchine più pesanti dell'aria (Bozza di una macchina per volare) fu pubblicato dal teologo e filosofo svedese Emanuel Swedenborg nel 1716. Due anni prima egli aveva concepito una macchina volante che consisteva in una leggera intelaiatura ricoperta da teli robusti e fornita di due grandi remi, o pale, che si muovevano ruotando intorno a un asse trasversale e che erano organizzate in modo che la battuta a salire non incontrasse resistenza e quella a scendere fornisse la propulsione. Addirittura, lo schizzo conteneva un'indicazione di un sistema per il controllo del volo, basato sulla manipolazione delle pale che fornivano il sostentamento. Probabilmente Swedenborg sapeva che la macchina non poteva volare, ma la suggeriva come punto di partenza ed era fiducioso nei miglioramenti futuri. Il progetto di Swedenborg è particolarmente notevole perché vi compare, in embrione, il moderno concetto della separazione della spinta dalla portanza: le pale battenti infatti dovevano garantire la prima, e l'ala fissa la seconda.

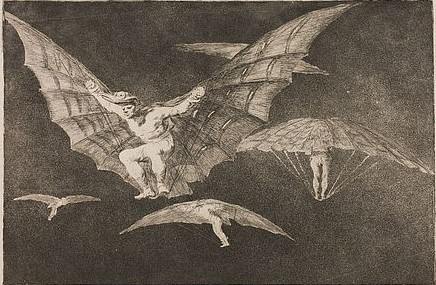
Goya y Lucientes (1815-1816)

Durante gli ultimi anni del XVIII secolo, l'ingegnere inglese Sir George Cayley iniziò il primo studio rigoroso dei principi della fisica del volo; fu, in particolare, il primo a identificare e descrivere le quattro forze fondamentali del volo (spinta, resistenza, portanza, peso). Nel 1799 mostrò il progetto di un aliante che, tranne per quanto riguardava la sua forma in pianta, era molto moderno, poiché introduceva la fondamentale novità di una coda destinata al controllo del velivolo separata dall'ala in sé; il pilota era sospeso sotto il centro di massa per ottenere maggiore stabilità. Nel 1804 Cayley fece volare un modellino del suo aliante; molti anni dopo, nel 1849, ne costruì uno a scala naturale che effettuò con successo un volo di prova senza equipaggio e, nel 1853, compì un breve volo ai comandi del suo cocchiere.

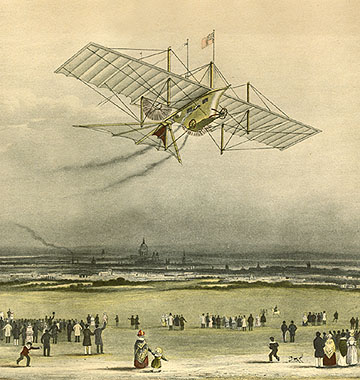
Un'illustrazione di fantasia dell'Aerial Steam Carriage di William Samuel Henson in volo, 1843

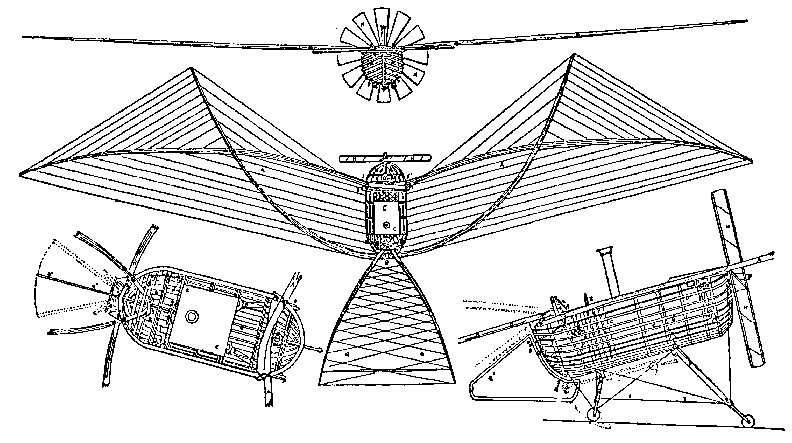
Disegni per il brevetto del Monoplane di Félix du Temple, 1857

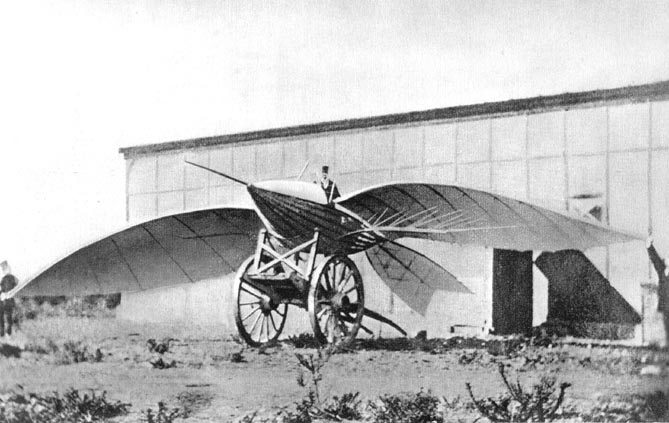
Jean-Marie Le Bris e la sua macchina volante, l'Albatros II, nel 1868

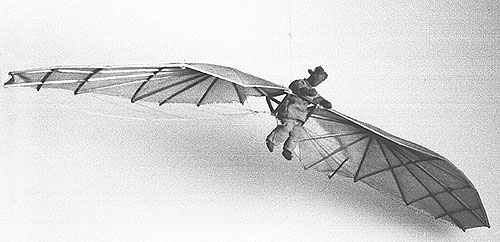
Modello del libratore di Jan Wnęk conservato al Museo etnografico di Cracovia

### Modelli a vapore
Già dal 1840, nel frattempo, aveva cominciato a interessarsi al volo anche l'inventore inglese William Samuel Henson, che si concentrò principalmente sulle possibilità di impiego nel campo dell'aviazione del motore a vapore; nel 1843 brevettò con il nome di Ariel, o Aerial Steam Carriage ("carrozza aerea a vapore"), un grande velivolo che era quanto di più simile a un aereo moderno fosse mai stato concepito prima di allora, poiché il progetto prevedeva un'ala monoplana incurvata, due vere e proprie eliche spingenti a sei pale, una coda con stabilizzatore e timone e un carrello d'atterraggio a tre ruote; tuttavia l'ambizioso progetto di fondare una compagnia di trasporto aereo a vapore (la Aerial Steam Transit Company) si rivelò molto prematuro, visto che le prove eseguite con un modello in scala dell'Ariel furono poco soddisfacenti e Henson non riuscì a trovare i fondi nemmeno per costruire il velivolo a grandezza naturale. Tuttavia, almeno per il suo aspetto complessivo, il velivolo di Henson ebbe una certa influenza sulle macchine volanti successive.
L'inglese John Stringfellow, un collega di Henson che aveva collaborato al progetto dell'Ariel (in particolare in relazione alla sua motorizzazione) ed era stato cofondatore dell'Aerial Steam Transit Company, dopo gli insuccessi del modello in scala di Henson decise di continuare gli esperimenti con le macchine volanti per conto proprio: dopo essersi trasferito negli Stati Uniti riprese a costruire modelli senza equipaggio di aeroplani motorizzati insieme a suo figlio, Frederick J. Stringfellow. Nel 1848 riuscì a far volare per una decina di metri un modello a vapore con un'apertura alare di circa tre metri, e nel 1868 costruì un piccolo triplano dall'aspetto molto moderno che venne esposto al Crystal Palace di Londra, e riuscì in qualche occasione ad alzarsi in volo per brevi distanze.
Nel 1857, l'ufficiale di marina Félix du Temple brevettò una macchina volante caratterizzata da una grande ala monoplana con un apprezzabile angolo di diedro per migliorare la stabilità, una fusoliera simile a uno scafo che alloggiava un motore a vapore e una coda per il controllo; altra caratteristica degna di nota, il monoplano di du Temple aveva un carrello retrattile. La costruzione del velivolo venne completata nel 1874, a Brest, con la collaborazione di Louis du Temple, fratello di Félix; il propulsore originale, troppo pesante e poco potente, venne sostituito con un altro costruito da du Temple stesso e brevettato nel 1867. Così modificato, l'aereo pesava a vuoto solo 75 chilogrammi: è generalmente riconosciuto che, dopo una corsa su uno scivolo inclinato, sia riuscito a decollare con la propria spinta veleggiando brevemente e atterrando senza danni dopo qualche secondo.

### Progressi con gli alianti
Tra il 1856 e il 1868 il marinaio francese Jean-Marie Le Bris costruì e sperimentò in volo con un certo successo due alianti; essi, basati sullo studio anatomico delle ali di un albatro, avevano strutture in legno rivestite in tela e vennero chiamate Albatros Artificiel; risulta che in almeno un'occasione, nel 1857, sfruttando il vento contrario e usando un carro trainato da un cavallo per accelerare il suo velivolo, Le Bris riuscì a far alzare in volo l'aliante e a pilotarlo fino a farlo atterrare delicatamente dopo aver percorso qualche decina di metri, o forse addirittura un paio di centinaia. Questo farebbe di lui il primo uomo a essere decollato da una superficie piana con un mezzo più pesante dell'aria.
Un altro contributo importante al progresso del volo venne dato dall'ingegnere britannico Francis Herbert Wenham; anche se la serie di veleggiatori non pilotati che tentò di costruire non ebbe successo, tra il 1858 e il 1859 scoprì che la maggior parte della portanza dell'ala di un uccello è generata dal bordo frontale, e concluse che ali lunghe e sottili sarebbero state meglio di quelle larghe che molti, all'epoca, preferivano, perché avrebbero avuto un bordo d'attacco di maggiore estensione a parità di peso. Anche oggi per gli alianti si preferiscono ali con un elevato fattore di allungamento. Fu sua anche l'idea di sovrapporre diverse ali per avere velivoli più compatti, la quale era destinata ad avere profonde influenze; infine, in seguito alle scoperte da lui esposte in un saggio del 1866, costruì in collaborazione con John Browning quella che quasi sicuramente fu la prima galleria del vento della storia.
Nel 1866 un contadino, scultore e carpentiere polacco, Jan Wnęk, costruì e fece volare un deltaplano controllabile. Wnęk era analfabeta e autodidatta, e poteva contare solo sulle sue doti di costruttore e scultore e sulla sua conoscenza della natura basata sulle osservazioni del volo degli uccelli. Wnęk era saldamente assicurato al suo aliante tramite il torace e le anche, e lo controllava torcendo il bordo d'uscita delle ali con delle corde attaccate a delle staffe manovrate con i piedi. Registrazioni ecclesiastiche indicano che Jan Wnęk si lanciava da una rampa speciale sulla cima del campanile della chiesa di Odporyszów: la torre era alta 45 metri e si trovava su una collina di 50 metri, per un totale di 95 metri di altezza rispetto alla sottostante vallata. Jan Wnęk fece molti voli pubblici su distanze consistenti tra il 1866 e il 1869, specialmente durante feste religiose, carnevali e celebrazioni di Capodanno. Morì nel 1869 a causa di un incidente capitato durante un volo in occasione della Pentecoste. Non si conoscono registrazioni scritte o disegni lasciati da Wnęk, che quindi non ebbe influenza sui progressi dell'aviazione.

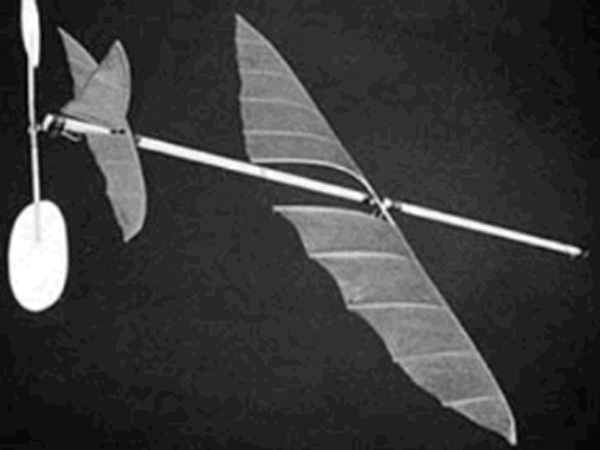
Il Planophore di Pénaud del 1871; notare la configurazione molto moderna

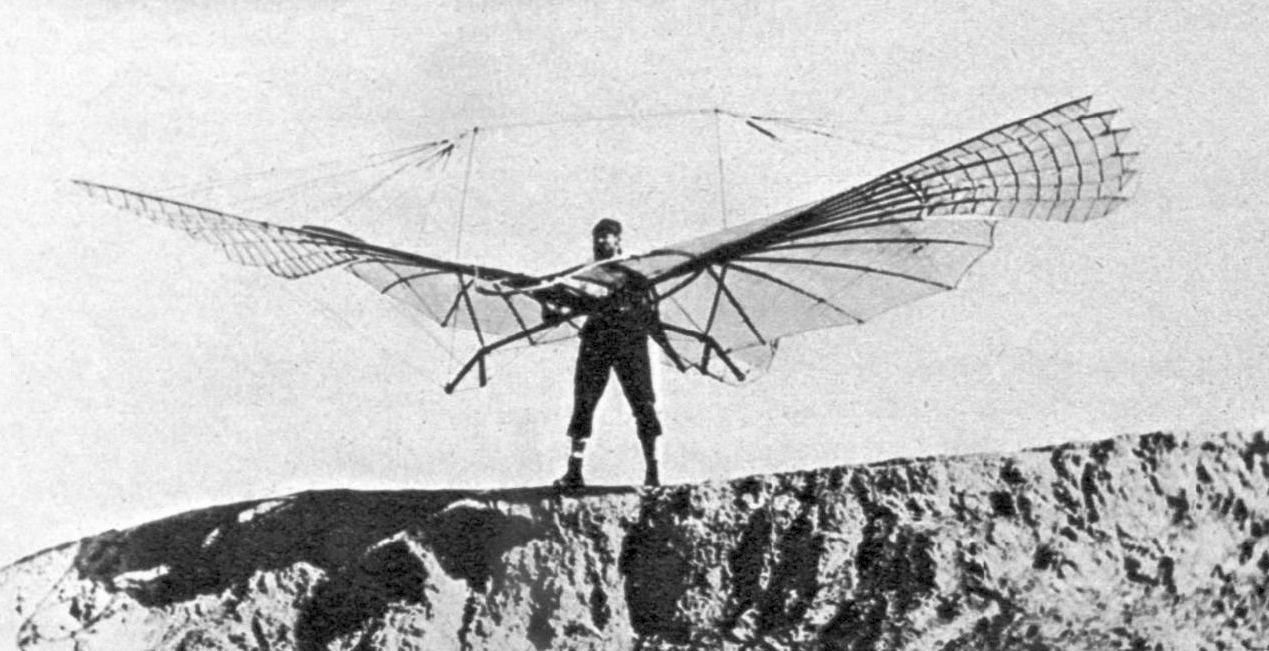
Otto Lilienthal in procinto di decollare da un'altura con uno dei suoi alianti, 1894

Negli anni settanta dell'Ottocento il francese Alphonse Pénaud fu il primo a far volare dei modellini di aereo propulsi da una banda elastica attorcigliata; il 18 agosto 1871 il suo Planophore, un modello a elastico dall'aspetto molto moderno (che, per primo, introduceva gli impennaggi cruciformi) volò per 55 metri in 11 secondi. Un suo modello di elicottero a elastico del 1870, poi, fu ciò che per la prima volta suscitò interesse per il volo nei fratelli Wilbur e Orville Wright. Tuttavia la considerazione in cui Pénaud è tenuto oggi fu prevalentemente postuma: un aeroplano anfibio che aveva progettato nel 1876, ben concepito, dotato di efficienti superfici di controllo e di una strumentazione moderna, non venne preso in considerazione da nessuna delle autorità aeronautiche francesi; egli ne fu disperato e, privo di fondi per realizzare il suo progetto, si suicidò nel 1880.
Tra gli anni ottanta e gli anni novanta altri sperimentatori fecero progredire notevolmente la formula dell'aliante: tra di essi si ricordano Percy Pilcher, John Montgomery, Wilhelm Kress, Lawrence Hargrave; tuttavia il più degno di nota, colui che perfezionò al massimo gli alianti, i deltaplani e la loro aerodinamica prima dei fratelli Wright, fu probabilmente Otto Lilienthal.
L'ingegnere tedesco Otto Lilienthal progettò e costruì tra il 1891 e il 1896 sedici diversi alianti del tipo che oggi si chiamerebbe deltaplano (cioè senza fusoliera, con il pilota "appeso" sotto o tra le ali); condusse con suoi libratori, monoplani e biplani, ad ala battente e ad ala fissa, 2000 voli il più lungo dei quali coprì 350 metri; condusse osservazioni sistematiche con uno spirito empirico propriamente scientifico; promosse l'idea di "saltare prima di volare", suggerendo che i ricercatori avrebbero dovuto iniziare a lavorare con gli alianti, piuttosto che progettare sulla carta macchine a motore sperando che avrebbero funzionato; si convinse che, per generare la massima portanza, le ali dovevano essere curve e inclinate, e pubblicò il risultato dei suoi studi nel 1889, in un saggio intitolato Il volo degli uccelli come base dell'aviazione. Fu anche il primo a farsi fotografare in volo, e pubblicizzò con successo la sua attività. Morì il 10 agosto 1896, il giorno dopo essere precipitato a causa di un'improvvisa raffica di vento, lasciando ai pionieri dell'aviazione un'importante eredità; le sue ultime parole furono "bisogna fare dei sacrifici".
Riprendendo da dove Lilienthal aveva lasciato, l'ingegnere francese emigrato negli Stati Uniti Octave Chanute cominciò a progettare alianti e deltaplani dalla fine degli anni ottanta. Anch'egli documentò accuratamente il suo lavoro, anche per mezzo della fotografia, e intrecciò una fitta corrispondenza in tutto il mondo con altri progettisti con idee simili alle sue: raccolse una vasta messe di conoscenze di aerodinamica e di tecnica costruttiva, che mise per iscritto nel 1894 in un volume intitolato I progressi delle macchine volanti. Collaborando con diversi assistenti, e in particolare con il giovane Augustus Herring, Chanute provò diversi libratori sulle spiagge del lago Michigan nel 1896; le sue prove dimostrarono definitivamente la superiorità delle ali fisse rispetto a quelle battenti, confermando il risultato a cui era giunto anche Lilienthal. Il suo aliante migliore, che volò alla fine dell'estate 1896, riuscì a rimanere in volo per 110 metri, e (grazie agli impennaggi cruciformi) era talmente stabile e facile da governare che venne fatto provare senza incidenti anche agli spettatori che osservavano gli esperimenti. Chanute in seguito collaborò con i Wright nel corso degli studi sugli alianti che precedettero i loro voli a motore.

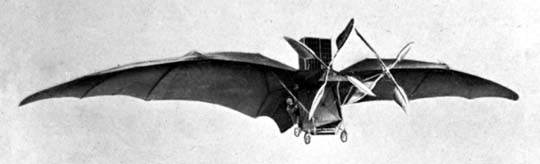
L'Avion III di Clément Ader, 1897

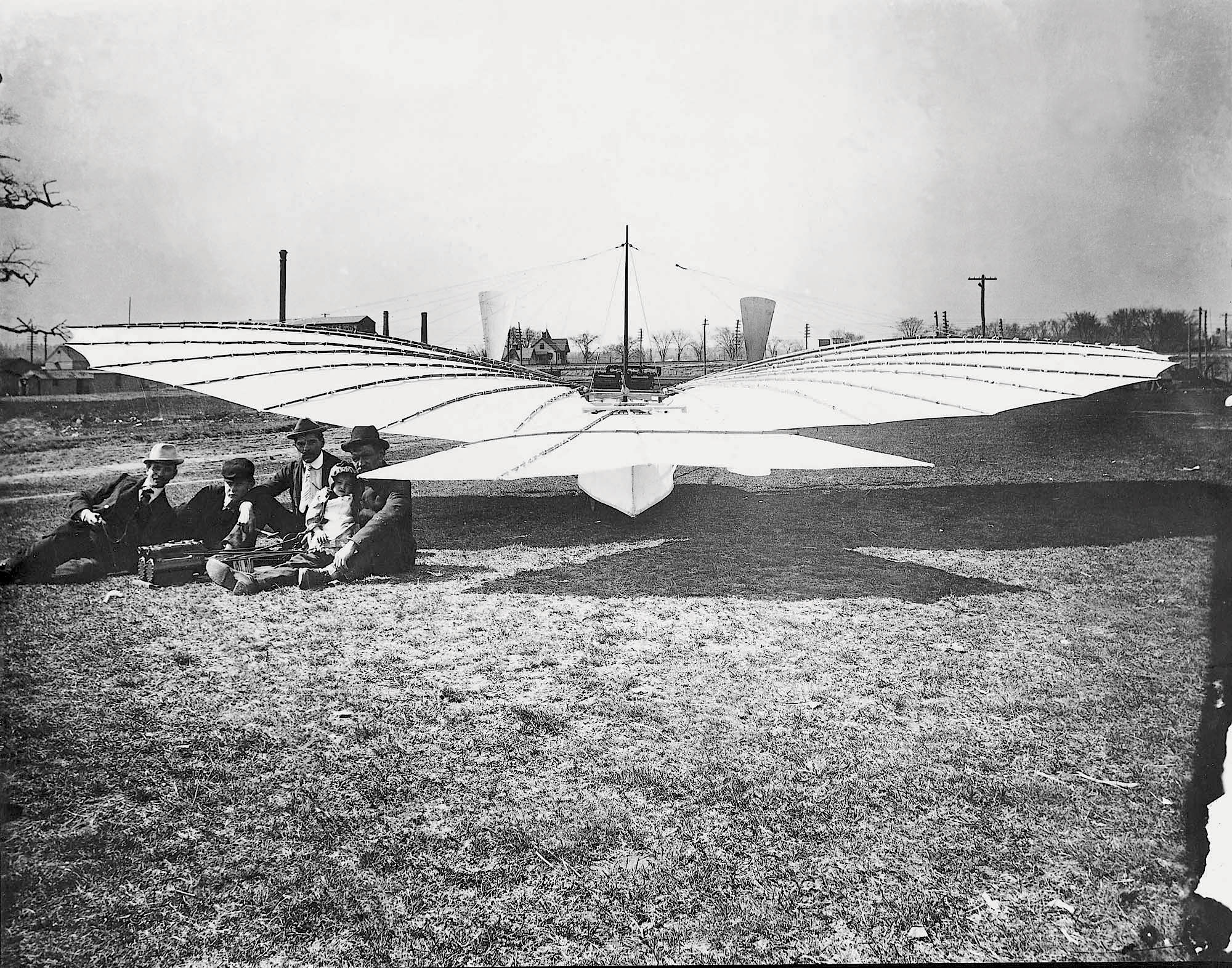
Il monoplano Numero 21 di Gustave Whitehead, 1901

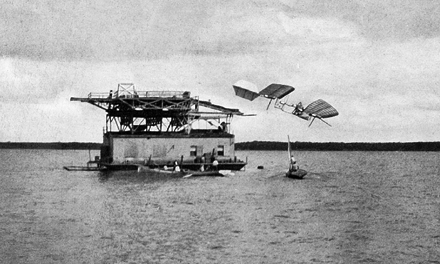
Il primo insuccesso dell'Aerodrome A di Samuel Pierpont Langley, il 7 ottobre 1903

### Ultimi aerei a vapore e primi a benzina
A partire dal 1890 si era riaccesa anche l'attenzione verso il volo a motore, e in questo periodo furono effettuati vari tentativi per produrre un vero aereo motorizzato. La maggioranza di questi sforzi però furono compiuti da uomini che avevano conoscenze molto scarse in termini di aerodinamica, ed erano all'oscuro delle scoperte effettuate da pionieri dell'aliante come Lilienthal e Chanute. Per lo più, gli sperimentatori di macchine volanti motorizzate della fine dell'Ottocento erano privi di quell'approccio umilmente scientifico ed empirico che invece avevano avuto i pionieri dei velivoli senza motore.
Nel 1884, il monoplano bimotore a vapore dello sperimentatore russo Alexander Mozhaysky effettuò vicino a Krasnoe Selo un "salto" di pochi istanti, replicando sostanzialmente il parziale successo di du Temple.
In Francia l'ingegnere Clément Ader costruì due macchine volanti a vapore con un'ala simile a quella di un pipistrello, l'Éole e l'Avion III, rispettivamente del 1890 e del 1897; la prima riuscì a staccarsi dal suolo pianeggiante solo di pochi centimetri, compiendo un volo di una cinquantina di metri, nel 9 ottobre 1897; tuttavia, quando Ader ebbe l'occasione di ripetere la prova con l'Avion III di fronte a testimoni ufficiali, nel 1897, il velivolo non si staccò nemmeno dal suolo. Comunque si trattava di una macchina primitiva, priva di un sistema di controlli in grado di consentire un volo prolungato.
Il facoltoso inventore statunitense (poi emigrato nel Regno Unito) Hiram Maxim studiò e costruì in Inghilterra un enorme biplano sperimentale, chiamato Test-Rig; esso pesava oltre 3 tonnellate ed era spinto da due motori a vapore da 180 cavalli ciascuno che muovevano due eliche con un diametro di 5,33 metri. Maxim lo assemblò per studiare i problemi fondamentali della costruzione e della motorizzazione, e non per volare nel vero senso della parola (era infatti convinto che per volare davvero fosse necessario un propulsore molto più leggero di quelli a vapore, ad esempio un motore a benzina): il velivolo era progettato per scivolare in discesa lungo un binario e rimanervi agganciato anche dopo il decollo in modo da non potersi sollevare per più di una sessantina di centimetri. Il 31 luglio 1894 nel corso di un test il biplano (con a bordo Maxim e altre tre persone) si alzò con una forza tale da rompere la rotaia di sicurezza e sbandò poi per circa 180 metri, alzandosi a tratti anche di un metro sopra il binario distrutto. Maxim non compì altri tentativi di volare prima del 1910.
Il tecnico tedesco Gustav Weisskopf (che cambiò il suo nome in Gustave Whitehead dopo essere immigrato negli Stati Uniti nel 1895) costruì diversi alianti nel corso degli anni novanta, e tra il 1898 e il 1899 costruì anche un velivolo spinto da un motore a vapore, noto come Numero 21. Esistono testimonianze secondo cui questo velivolo, costruito con una certa ingenuità e privo di sistemi di controllo, avrebbe volato per qualche centinaio di metri, toccando velocità di 110 chilometri orari, nel 1899, 1900 e 1901. Esse però vengono generalmente considerate esagerate e inattendibili, e la questione se Weisskopf abbia o meno davvero volato, anche solo per poco, rimane molto controversa.
Anche l'insigne fisico e astronomo statunitense Samuel Pierpont Langley, un affiliato della prestigiosa Smithsonian Institution di Washington, si dedicò alla progettazione di macchine volanti: fortemente critico verso l'approccio degli sperimentatori di alianti, era convinto che l'applicazione di un motore sufficientemente potente a una cellula aerodinamicamente stabile avrebbe portato facilmente alla soluzione del problema del volo. Pur senza aver eseguito esperimenti e ricerche sul campo, nel 1896 riuscì a far volare due modelli senza equipaggio con motore a vapore: i suoi due Aerodrome, con un'apertura alare di circa 4,25 metri ciascuno, riuscirono a rimanere in volo per anche 105 secondi alla volta, e sembrarono dimostrare che le teorie di Langley erano valide. A questo punto, sovvenzionato dal governo statunitense e con a sua disposizione i laboratori della Smithsonian, progettò e costruì un nuovo aereo, che venne chiamato Great Aerodrome. Si trattava di un grande biplano le cui due ali però, anziché essere sovrapposte, erano una dietro l'altra, ed era motorizzato con un moderno e leggero propulsore a benzina, capace di ben 52 cavalli; lo sviluppo del motore richiese più tempo del previsto, e anche la costruzione del velivolo in sé fu lunga e onerosa: il Grande Aerodromo fu pronto per volare nel 1903, quattro anni dopo il previsto e dopo aver ampiamente superato il budget iniziale. Venne collaudato con due lanci, eseguiti per mezzo di una catapulta installata sopra una casa galleggiante sul fiume Potomac, il 7 ottobre e l'8 dicembre 1903: entrambe le volte precipitò direttamente nell'acqua e in entrambi i casi il pilota, il meccanico Charles Manly, si salvò fortunosamente. Il fallimento del tentativo di Langley, sul quale il governo federale aveva investito una considerevole somma di denaro e nel quale l'opinione pubblica americana aveva riposto molta fiducia, sembrò dimostrare una volta per tutte l'impossibilità di realizzare il volo umano con macchine più pesanti dell'aria, e provocò un'ondata di disincanto verso il tema del volo in generale.

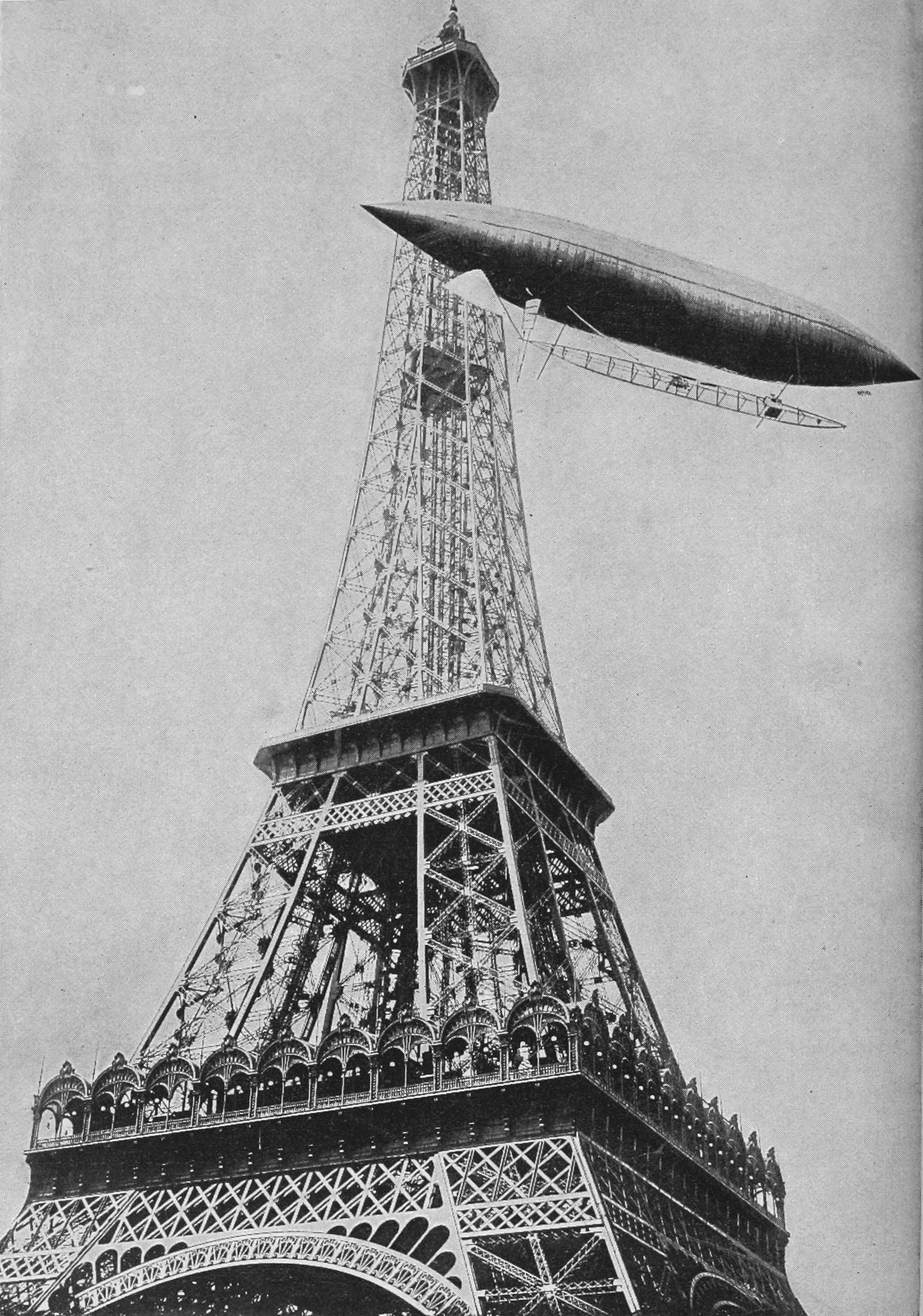
Il Santos-Dumont Numero 6 gira intorno alla Torre Eiffel durante la dimostrazione che lo portò a vincere il premio "Deutsch de la Meurthe"

## I pionieri

### L'età d'oro del dirigibile
La cosiddetta "età d'oro" del dirigibile cominciò nell'anno 1900, con il primo volo di un'aeronave Zeppelin. La prima, l'LZ 1, fu un successo solo parziale poiché era afflitta da una serie di problemi tecnici. Già nel 1906, però, l'LZ 3 poteva volare continuativamente per ore, e nel corso degli anni tra il 1900 e il 1914 ai dirigibili rigidi del conte von Zeppelin vennero apportate continue migliorie: l'autonomia e l'affidabilità migliorarono costantemente, le dimensioni passarono gradualmente da 128 metri a oltre 250; nel 1912 si iniziò a impiegare un nuovo materiale più leggero e sicuro per le celle che contenevano l'idrogeno, e nel 1914 l'introduzione del duralluminio nelle strutture portanti aumentò di molto il carico utile trasportabile. Alla vigilia della prima guerra mondiale un'aeronave come l'LZ 26 poteva trasportare 13 tonnellate di carico a una velocità di 80 chilometri orari; prima dello scoppio del conflitto la flotta Zeppelin aveva trasportato in giro per l'Europa un totale di 37 000 passeggeri.
Altri costruttori di aeronavi, oltre il conte Zeppelin, erano attivi all'epoca nel continente: ad esempio i fratelli Lebaudy in Francia ed Enrico Forlanini in Italia, anche se i più affezionati all'idea del dirigibile rimanevano i tedeschi, con le ditte Luft-Fahrzeug-Gesellschaft e Luftschiffbau Schütte-Lanz.
Uno dei pochi exploit importanti di un dirigibile non tedesco dell'epoca si deve al pioniere dell'aviazione franco-brasiliano Alberto Santos-Dumont, che fu tra i primi a combinare in modo realmente efficace un pallone con un motore a combustione interna. Il 19 ottobre 1901 divenne famoso in tutto il mondo per essere riuscito a far volare il suo dirigibile Numero 6 dal parco di Saint-Cloud alla Torre Eiffel e ritorno in meno di trenta minuti: questa impresa gli fece vincere il sostanzioso premio messo in palio dal ricco imprenditore francese Henri Deutsch de la Meurthe.

### Più pesante dell'aria

#### I fratelli Wright
Nonostante tutti i tentativi di alzarsi in volo compiuti con le macchine più diverse nel corso di tutto l'Ottocento (alcuni dei quali avevano anche incontrato un parziale successo), in generale il primo volo sostenuto e controllato di un mezzo motorizzato più pesante dell'aria con un essere umano a bordo è identificato con quello compiuto il 17 dicembre 1903 dal Flyer dei fratelli Orville e Wilbur Wright.

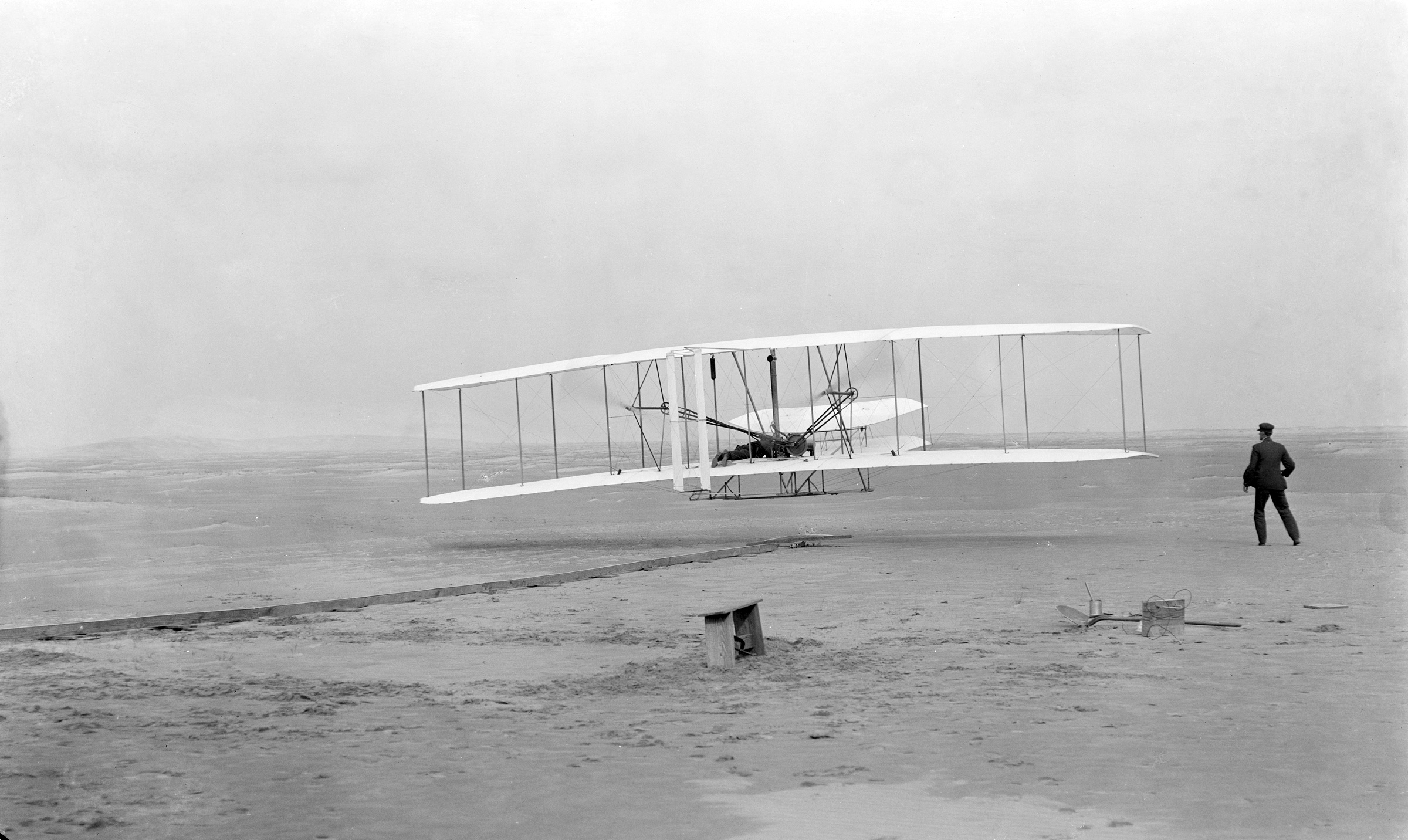
Il Flyer dei fratelli Wright fotografato durante il primo volo prolungato di un aereo motorizzato e controllabile. Kitty Hawk, Carolina del Nord, 17 dicembre 1903.

I fratelli Wright, titolari di un negozio di biciclette nella città di Dayton, Ohio, avevano cominciato a studiare approfonditamente la meccanica del volo fin dagli ultimi anni dell'Ottocento; tra il 1900 e il 1902, poi, eseguirono accurate sperimentazioni con gli alianti: i primi due, provati nel 1900 e nel 1901, diedero risultati poco soddisfacenti e condussero Orville e Wilbur a costruire una galleria del vento per fare una nuova serie di calcoli sulla portanza in relazione al profilo dell'ala. In seguito a questi studi sperimentali venne costruito un terzo aliante, collaudato nel 1902; esso era aerodinamicamente molto efficiente e capace di fornire una portanza adeguata; dopo aver eseguito alcune modifiche, anche la sua controllabilità divenne soddisfacente.
Il problema della controllabilità fu un punto sul quale i Wright si concentrarono fin dall'inizio, e che risolsero brillantemente: essi svilupparono la tecnica dello svergolamento alare per regolare il rollio, introdussero una coppia di piani orizzontali anteriori mobili per regolare il beccheggio e una coppia di piani verticali posteriori per regolare l'imbardata. Questi sistemi funzionarono bene e, anche se l'equilibratore anteriore fu sempre ipersensibile, gran parte del successo dei Wright fu dovuto alla grande innovazione della controllabilità del velivolo sui tre assi.
I Wright inoltre progettarono e costruirono, in collaborazione con il loro meccanico Charlie Taylor, un motore a benzina da 12 cavalli relativamente leggero e affidabile. Il Wright Flyer, risultante dall'installazione di questo propulsore su una cellula biplana con configurazione canard molto simile all'aliante del 1902, fu il loro primo velivolo a motore; sfruttando il vento contrario e un piccolo carrellino scorrevole per decollare, esso volò con successo alla fine del 1903: compì quattro voli, il primo dei quali (con Orville ai comandi) durò per 12 secondi e 36 metri, e l'ultimo (effettuato da Wilbur) per 59 secondi e 260 metri. Il velivolo, che aveva definitivamente dato una risposta affermativa all'interrogativo sulla possibilità del volo umano, era completamente sotto il controllo del pilota; tuttavia il suo ultimo volo si concluse con uno schianto, che segnò la fine della sua vita operativa.

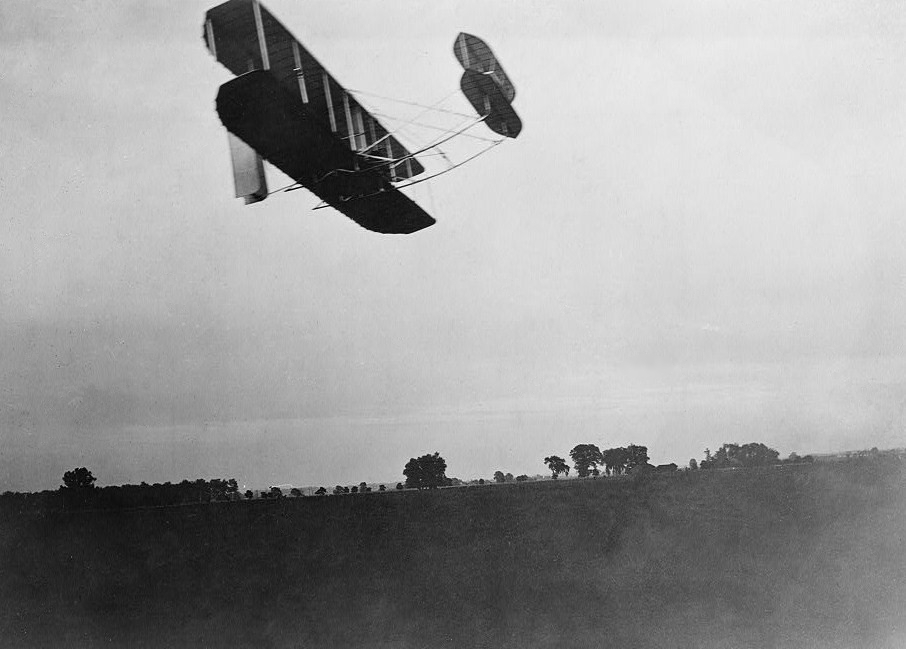
Il Flyer III in volo sopra Huffman Prairie, vicino a Dayton, nel 1905

Orville descrisse così l'ultimo volo della giornata:
I Wright continuarono a volare su versioni migliorate del Flyer (Flyer II e Flyer III) a Huffman Prairie, vicino a Dayton, nel 1904 e nel 1905. Dopo un grave incidente il 14 luglio 1905, dovuto sempre all'esagerata sensibilità dell'aereo in beccheggio, ricostruirono il velivolo facendo importanti modifiche al progetto. Quasi raddoppiarono la grandezza degli equilibratori e dei timoni, e all'incirca raddoppiarono la loro distanza dalle ali. Aggiunsero inoltre due superfici verticali fisse (chiamate blinkers) tra gli equilibratori. Separarono la manovra del timone dal controllo dello svergolamento alare e, come in tutti i loro aerei successivi, affidarono il suo controllo a una leva a sé stante. Quando i voli ripresero, i risultati furono soddisfacenti: la forte instabilità di beccheggio che ostacolava i Flyer I e II fu significativamente ridotta nel Flyer III, eliminando i ripetuti incidenti minori; i voli iniziarono a durare diverse decine di minuti. Il Flyer III riprogettato fu il primo aereo veramente pratico (anche se senza ruote e con la necessità di un dispositivo di lancio), in grado di volare affidabilmente con il pieno controllo, riportando il suo pilota al punto di partenza in sicurezza e atterrando senza incidenti. Il 5 ottobre 1905, Wilbur volò per 39 chilometri in 39 minuti e 24 secondi.

#### Altri voli pionieristici

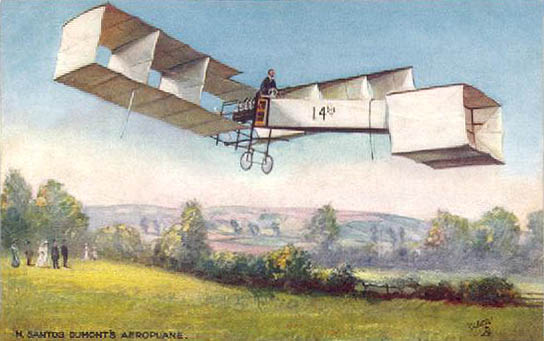
Uno dei voli di Alberto Santos-Dumont sul suo 14-bis a Parigi, nel 1906, in una cartolina illustrata dell'epoca

In quel periodo, intorno agli anni dal 1900 al 1905, vari inventori fecero (o dichiararono di avere fatto) brevi voli.
Il neozelandese Lyman Gilmore dichiarò di esserci riuscito nel 1902 con un monoplano a vapore di sua concezione, ma non esistono prove (oltre la sua testimonianza) che questo volo abbia davvero avuto luogo. Un altro appassionato di tecnologia neozelandese, Richard William Pearse, potrebbe aver volato tra il 1903 e il 1904 con un monoplano ad ala alta propulso da un motore a benzina a due cilindri a sua volta di sua concezione; tuttavia non sembra che riuscì a volare prima dei Wright, né lui stesso avanzò mai la pretesa di essere stato il primo a volare con un "più pesante dell'aria" motorizzato.
Karl Jatho, un impiegato e inventore di Hannover, costruì un biplano con ali prive di curvatura modellato sul seme della pianta Zanonia macrocarpa, noto per la sua capacità di planare stabilmente; spinto da un motore monocilindrico da 10 cavalli, condusse un volo di circa 60 metri nell'agosto 1903, alcuni mesi prima dei Wright. Anche se le superfici di controllo del velivolo erano sostanzialmente inefficaci e Jatho non riuscì ad allungare i suoi voli fino al 1909, è generalmente accettato che riuscì a volare nell'estate del 1903.
Nel settembre 1904, Aldo Corazza effettuò il primo volo italiano di un mezzo più pesante dell'aria, a bordo dell'aliante biplano Corazza I.
L'inventore rumeno Traian Vuia effettuò il 18 marzo 1906 quello che viene considerato il primo decollo senza nessuna assistenza portato a termine con successo da un velivolo dotato di un moderno carrello d'atterraggio provvisto di ruote, anche se volò solo per 12 metri. Inoltre, si trattò del primo monoplano ad aver mai volato.
L'era in cui il volo divenne popolare e diffuso, però, venne inaugurata probabilmente da Alberto Santos-Dumont, che volò diverse volte tra il settembre e il novembre 1906 a Parigi. Questo pioniere franco-brasiliano, che era già noto per i suoi risultati con i dirigibili e che era stato tra i fondatori dell'Aéro-Club de France, progettò un aereo con configurazione canard e ali a scatola propulso da un motore a scoppio capace di ben 50 cavalli: i ripetuti successi del 14-bis gli valsero una serie di premi, e inoltre i suoi voli riscossero molto interesse ed ebbero un ampio riscontro mediatico, contribuendo in misura determinante alla diffusione della passione per il volo nell'Europa della Belle Époque. Poiché non necessitava di decollare controvento o con catapulta, e poteva rimanere in aria con una certa facilità anche per un paio di centinaia di metri, il 14-bis è considerato da alcuni come il primo "vero" aereo a motore.
Da allora in poi, spinti anche dall'entusiasmo del pubblico, i costruttori e piloti di aeroplani fecero in breve importanti passi avanti nel cammino verso il dominio dell'aria, in particolare in Francia: nel 1906 i fratelli Charles e Gabriel Voisin fondarono la prima fabbrica di aeroplani, nel 1907 Louis Blériot e Robert Esnault-Pelterie sperimentarono i primi monoplani a elica traente, nel 1908 Henri Farman si aggiudicò i 50 000 franchi del premio Deutsch-Archdeacon per il primo volo su un circuito di un chilometro; solo nel luglio 1908 gli americani tornarono alla ribalta, quando Glenn Curtiss vinse con il suo June Bug il trofeo messo in palio dalla rivista Scientific American per il primo volo pubblico a superare il chilometro negli Stati Uniti. È da notare che tutti questi risultati erano già stati ottenuti nel 1904-1905 dai fratelli Wright con i Flyer II e III, ma i premi iniziarono a venire istituiti in Europa e in America solo più tardi.
I Wright, comunque, non rimasero a guardare: tra il 1907 e il 1908 presero contatti con l'U.S. Army e con una società francese per la vendita dei loro aerei; nell'estate del 1908, Wilbur partì per la Francia per eseguire dimostrazioni pubbliche delle potenzialità del suo aereo. Tra l'8 agosto e la primavera dell'anno successivo, egli diede tante e tali dimostrazioni della sua padronanza del mezzo aereo da sciogliere del tutto lo scetticismo dei francesi sul fatto che i Wright avessero davvero volato prima e meglio di tutti gli altri: essi rimasero impressionati in particolare dalla grazia delle virate effettuate grazie allo svergolamento alare e dalla durata dei voli: il 31 dicembre 1908 Wilbur rimase in aria per 2 ore e 20 minuti; inoltre batté un record di altitudine (toccando i 110 metri) e portò in volo in totale 60 passeggeri, per dimostrare che il volo era sicuro.
Le prove effettuate da Orville per l'esercito statunitense a Fort Myer, in Virginia, non conobbero lo stesso successo: anche se i militari si convinsero delle potenzialità dell'aereo, il 17 settembre 1908 un grave incidente provocò la prima vittima di un incidente con un "più pesante dell'aria" motorizzato; il tenente Thomas Selfridge morì poche ore dopo l'incidente per una frattura al cranio mentre Orville se la cavò, anche se con ferite serie.

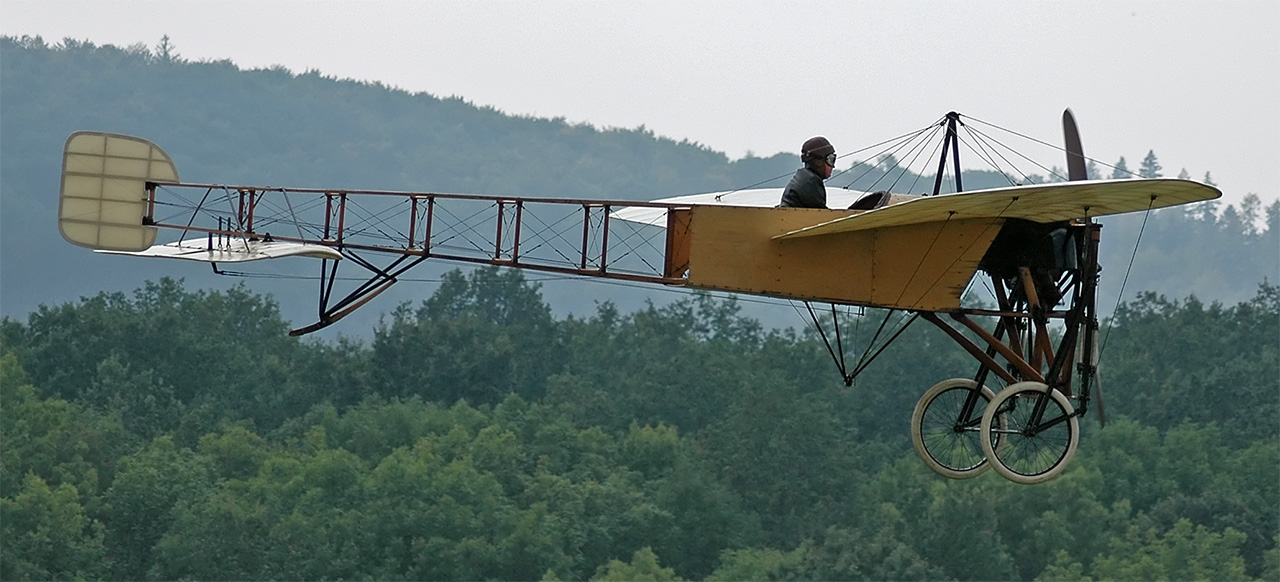
Un Blériot XI originale in volo nel 2005

Il 25 luglio 1909, Louis Blériot pilotò il monoplano Blériot XI attraverso il canale della Manica, vincendo il premio di 1 000 sterline messo in palio dal quotidiano inglese Daily Mail per il primo che fosse riuscito nell'impresa. Il suo volo da Calais a Dover durò 36 minuti, e l'aereo tenne una velocità media di 64 chilometri orari. Il 23 settembre 1910, pilotando un aereo dello stesso modello, l'aviatore peruviano Geo Chávez fu il primo a eseguire la trasvolata delle Alpi; partito da Briga, in Svizzera, sorvolò il passo del Sempione a oltre 2 000 metri d'altezza e giunse a Domodossola dopo 41 minuti di volo; tuttavia perse il controllo dell'aereo nella fase di atterraggio e precipitò. Morì quattro giorni dopo l'incidente per le ferite riportate, e le sue ultime parole furono "Arriba, siempre arriba" ("In alto, sempre più in alto").
L'8 marzo 1910 l'aviatrice francese Raymonde de Laroche divenne la prima donna al mondo a ricevere il brevetto di pilota. Probabilmente era stata anche la prima donna a pilotare un aeroplano in assoluto. Poco più tardi, il 19 settembre 1910, un'altra aviatrice francese, Marthe Niel, ottenne un'autorizzazione ufficiale alla conduzione di un aeroplano diventando così la seconda donna al mondo a ottenere brevetto di pilota.
Il 14 novembre dello stesso anno il pilota statunitense Eugene Ely, a bordo di un biplano Curtiss, effettuò il primo decollo da una nave, utilizzando un pontone in legno montato su un incrociatore ancorato a Hampton Roads. Poco più di un mese più tardi, il 18 gennaio 1911, lo stesso pilota compì con un aeroplano dello stesso tipo anche il primo appontaggio della storia.
Tra il 1909 e il 1911 la popolarità del volo esplose: si moltiplicarono i meeting aeronautici (come quelli di Reims e di Hendon), i premi (come quelli per la trasvolata della Manica e delle Alpi) e le corse (come quella da Londra a Manchester, vinta nel 1910 dal francese Louis Paulhan con un biplano Farman dopo un volo di 4 ore e 18 minuti su una distanza di 296 chilometri). In meno di dieci anni il volo dei "più pesanti dell'aria" aveva fatto passi da gigante, ma sarebbe sembrato niente in confronto ai progressi compiuti durante la prima guerra mondiale.
In India nel 1936 Sarla Thakral diventò, all'età di 21 anni, la prima donna indiana a pilotare un aereo.

#### Elicottero

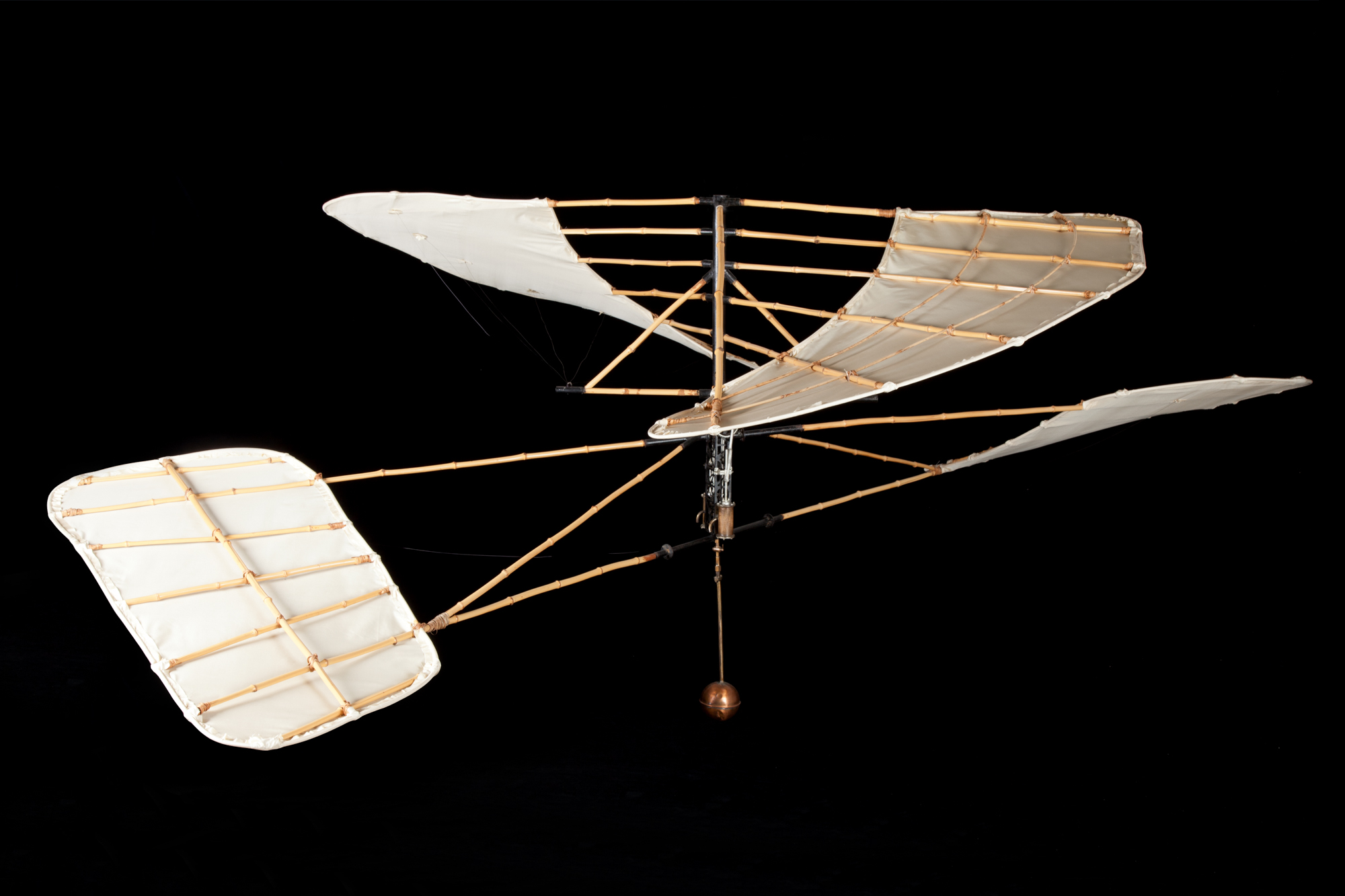
Elicottero sperimentale di Enrico Forlanini del 1877, esposto al Museo nazionale della scienza e della tecnologia Leonardo da Vinci di Milano

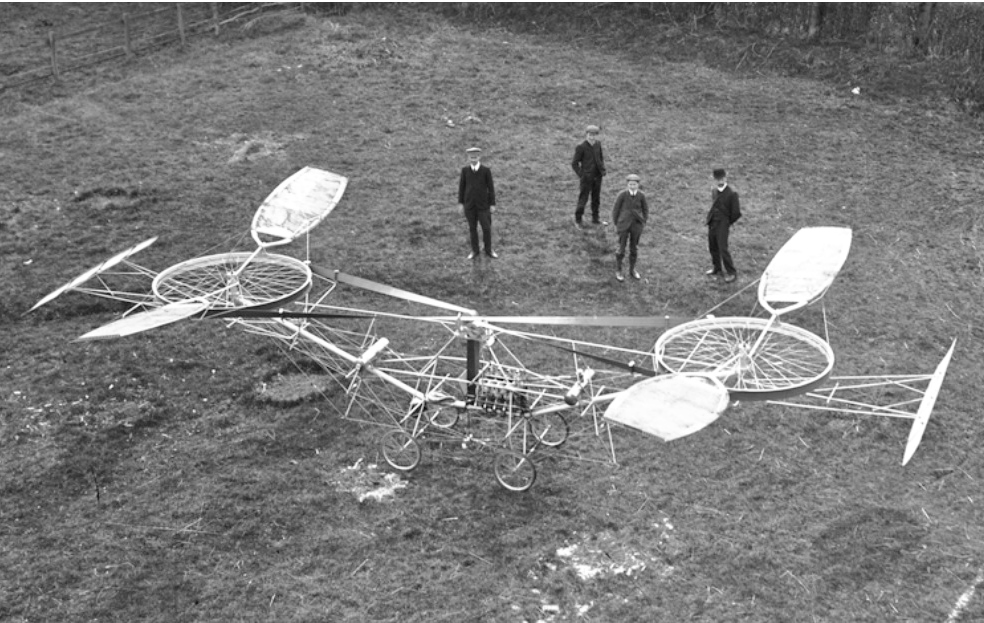
L'elicottero di Paul Cornu, costruito nel 1907, fu la prima macchina volante pilotata a sollevarsi dal suolo usando ali rotanti invece di ali fisse

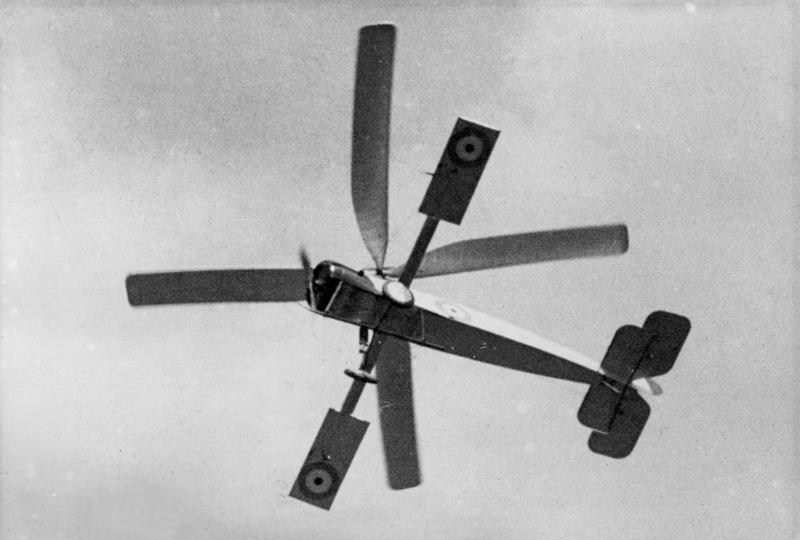
L'autogiro C.6 di Juan de la Cierva, 1930

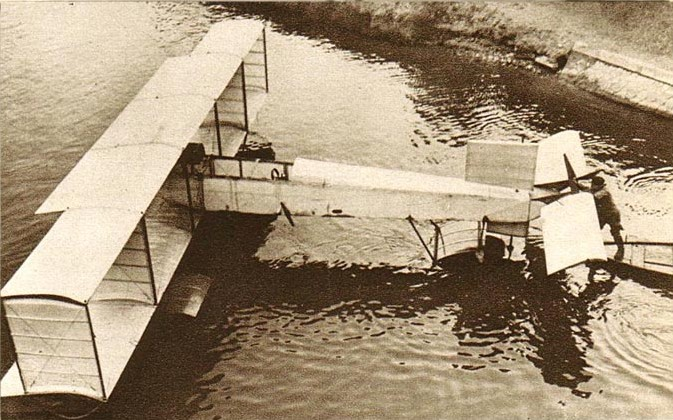
Un Canard Voisin nel 1912

Già nel 1877 l'ingegnere italiano Enrico Forlanini era riuscito a far volare un elicottero non pilotato spinto da un motore a vapore: esso, decollato in verticale da una piazza nel centro di Milano, si era sollevato fino a un'altezza di 13 metri e vi era rimasto per circa 20 secondi.
Tra l'agosto e il settembre del 1906, i fratelli Jacques e Louis Breguet fecero alzare da terra di circa sessanta centimetri un instabile aerogiro chiamato Breguet-Richet n° 1, con un pilota a bordo; la macchina, propulsa da un motore a benzina, era però fissata al suolo con delle funi di sicurezza. Il primo volo libero di un elicottero con pilota avvenne il 13 novembre 1907 in Francia, dove la macchina ad ala rotante costruita da Paul Cornu si sollevò di circa 30 centimetri dal suolo e vi rimase per 20 secondi.
Il primo aerogiro ad aver avuto successo non fu tuttavia un vero elicottero, bensì un autogiro inventato nel 1919 dall'ingegnere spagnolo Juan de la Cierva. Gli autogiri furono il tipo di velivoli ad ala rotante più usati fino allo sviluppo dei moderni elicotteri, dopodiché vennero abbandonati (sebbene l'idea ogni tanto sia risorta). Poiché il primo vero elicottero ad avere un uso pratico fu il Focke-Achgelis Fa 61, costruito in Germania nel 1936, l'epoca d'oro degli autogiri durò solo vent'anni.

#### Idrovolante
Il primo idrovolante, un monoplano ideato dall'ingegnere francese Henri Fabre, volò il 28 marzo 1910 ai comandi di Louis Paulhan. Esso però era scarsamente affidabile, e i primi veri aeroplani efficienti capaci di decollare e ammarare sull'acqua furono realizzati da Glenn Curtiss nel 1911 e da Mario Calderara, il primo pilota brevettato in Italia, nel 1912.
Questi esperimenti furono seguiti da vicino dai fratelli Voisin, che acquistarono molti galleggianti Fabre e li adattarono ai loro aerei Canard Voisin. Nel marzo 1912, un Voisin divenne il primo idrovolante a essere usato militarmente da una nave portaidrovolanti, la francese La Foudre, che a sua volta fu la prima nel suo genere. Il già citato Curtiss continuò a dare un contributo determinante allo sviluppo degli idrovolanti all'inizio degli anni dieci con le sue Flying Boat; con un idrovolante Benoist, invece, nel 1914 fu avviato in Florida il primo servizio di linea della storia.

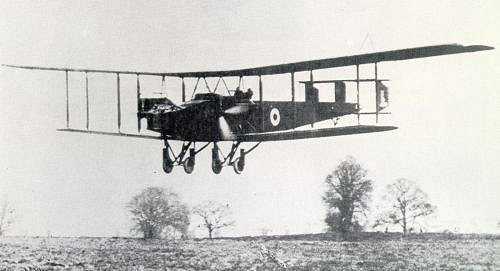
Un bombardiere inglese Handley Page O/400, 1918

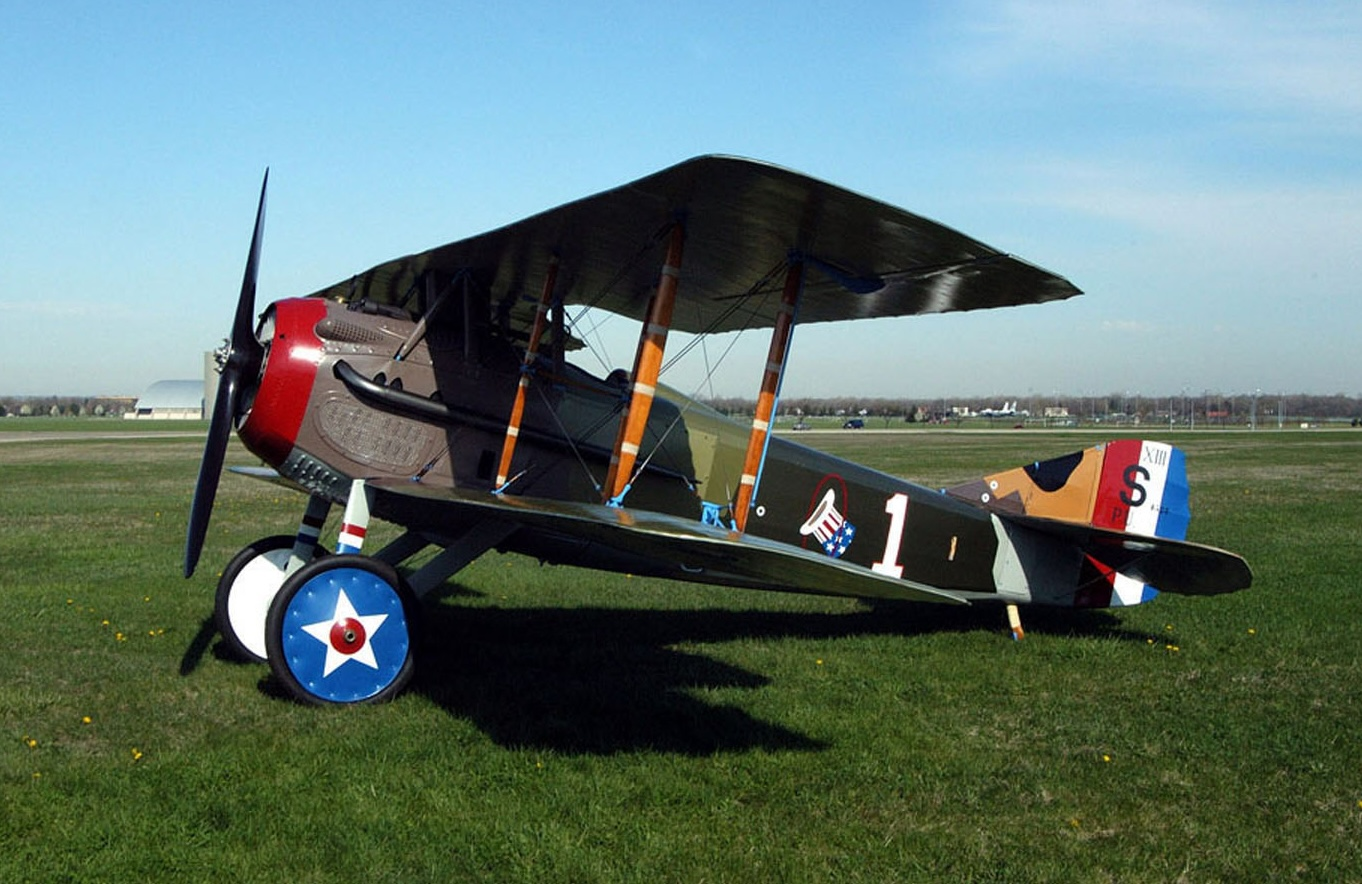
Un aereo da caccia SPAD S.XIII statunitense

## La prima guerra mondiale
La possibilità di impiegare gli aeroplani per fini bellici era nata praticamente appena essi erano stati inventati (ad esempio, il primo potenziale cliente a cui i Wright si erano rivolti per vendere il loro Flyer era stato l'U.S. Army); tuttavia al momento dello scoppio della prima guerra mondiale nessun esercito era ancora dotato di una consistente forza aerea (non esistevano nemmeno velivoli progettati apposta per essere aerei militari) e inoltre tra gli alti comandi era diffuso un certo scetticismo riguardo alle reali potenzialità dell'aereo in campo bellico.
La prima nazione a usare gli aerei per scopi militari era stata l'Italia, i cui Etrich Taube avevano effettuato azioni di ricognizione, bombardamento e correzione dei cannoneggiamenti in Libia durante la guerra italo-turca (1911-1912). La prima missione (una ricognizione) era avvenuta il 23 ottobre 1911, e il 1º novembre aveva avuto luogo il primo bombardamento, che fu anche il primo bombardamento della storia portato a termine da un aeroplano.
All'inizio del conflitto mondiale, nella tarda estate del 1914, il ruolo dell'aeroplano consistette essenzialmente nell'osservare i movimenti delle forze nemiche e nel prendere appunti per fare rapporto agli alti comandi dell'esercito. Già in questo ruolo, però, l'impiego dell'aviazione fu proficuo: ad esempio la battaglia di Tannenberg, sul fronte orientale, fu vinta dalla Germania in inferiorità numerica grazie alle informazioni dei ricognitori. Sul fronte occidentale, invece, il 29 agosto una singola granata venne sganciata su Parigi nella prima missione di bombardamento della guerra. E fu sempre grazie alle informazioni dei piloti che, pochi giorni dopo, i francesi riuscirono durante la battaglia della Marna a respingere i tedeschi ormai giunti alle porte di Parigi fino al Belgio, dove la guerra si sarebbe fermata per i successivi tre anni e mezzo. Durante la statica e logorante fase della guerra di trincea, gli aerei continuarono a fornire agli alti comandi preziose informazioni tattiche, specialmente dopo l'introduzione delle macchine fotografiche a bordo a partire dal 1915; tuttavia, l'aereo cominciò ben presto a essere impiegato anche per colpire soldati e mezzi nemici con attacchi al suolo e bombardamenti tattici, dapprima in via sperimentale con aerei adattati al meglio, poi con sempre maggiore efficacia grazie a sistemi d'arma progettati apposta.
Inizialmente, quando due aerei nemici si incontravano in volo, i rispettivi equipaggi si prendevano reciprocamente a revolverate o si sparavano con delle carabine, sortendo in generale effetti molto limitati; verso la fine del 1914 però, quando la crescente potenza dei motori iniziò a consentirlo, vennero installate sugli aerei le prime mitragliatrici. In un primo tempo esse potevano essere gestite solo dal secondo membro dell'equipaggio, l'osservatore che sedeva dietro il pilota negli aerei biposto, il quale sparava posteriormente con un'arma brandeggiabile (come su alcune versioni del RAF B.E.2); oppure essere montate anteriormente su aerei monoposto a elica spingente (Airco DH.2 o Vickers Gunbus); altrimenti, dovevano essere collocate al di sopra dell'ala superiore dei biplani, in modo da far fuoco al di fuori del disco dell'elica (Nieuport 11). I francesi provarono a usare mitragliatrici anteriori fissate sopra il motore corazzando le pale dell'elica (Morane-Saulnier Type N), ma il sistema era inefficiente. Fu solo con l'introduzione da parte dei tedeschi di un sistema di sincronizzazione, che permetteva di interrompere il fuoco quando le pale dell'elica passavano davanti all'arma, che nacque l'aereo da caccia nel senso moderno del termine: ora il pilota poteva sparare da solo, puntando contro il nemico tutto l'aereo, usando una mitragliatrice anteriore fissa sincronizzata montata sopra un comodo ed efficiente motore traente.
I primi velivoli equipaggiati con un sistema d'arma di questo tipo furono i caccia tedeschi della famiglia Fokker Eindecker: nel periodo immediatamente successivo alla loro entrata in servizio essi vennero soprannominati il flagello Fokker a causa della loro grande efficacia in combattimento, la quale era dovuta principalmente al loro innovativo armamento. Ben presto, comunque, anche gli aerei delle forze dell'Intesa furono dotati di mitragliatrici sincronizzate.
I neonati caccia iniziarono subito a dare del filo da torcere a ricognitori e bombardieri, pur venendo contrastati a loro volta da altri caccia; nasceva così il combattimento aereo, e con esso la figura del pilota militare. Per tutta la prima guerra mondiale intorno ai piloti (e specialmente agli assi) rimase un'aura romantica di cavalleria e sportività, spesso non smentita dai fatti, anche se l'aviazione aveva ormai definitivamente perso la sua innocenza.
Per quanto riguardò il bombardamento, la prima guerra mondiale vide principalmente l'impiego tattico dell'aereo, con i mitragliamenti delle trincee e lo sgancio di piccole bombe o razzi da parte di aerei progettati come caccia. Tuttavia, specialmente dopo il 1916, quasi tutte le nazioni belligeranti costruirono e impiegarono aerei per il bombardamento strategico, con effetti (anche psicologici) devastanti. Aerei come i tedeschi Zeppelin-Staaken R.VI, Gotha G.IV e G.V, gli inglesi Handley Page Type O, i russi Sikorsky Ilya Muromets e gli italiani Caproni Ca.33 e Ca.44 eseguirono centinaia di missioni di bombardamento a lungo raggio, colpendo sia le linee di comunicazione e i centri industriali nemici, sia le loro città. Nella prima fase della guerra anche i dirigibili Zeppelin presero parte ad azioni di bombardamento, e in particolare a diversi raid su Londra, ma erano troppo grossi, lenti e vulnerabili e il loro impiego in questo ruolo venne presto abbandonato.
Gli aerei che entrarono in servizio dal 1917 in poi (come i Fokker D.VII e D.VIII, il Sopwith Camel e lo SPAD S.XIII) erano macchine veloci, potenti e affidabili, che non avevano più molto in comune con i fragili velivoli di appena quattro anni prima.

## "L'età dell'oro"
I grandi progressi che la tecnologia aeronautica aveva compiuto nel corso della guerra vennero immediatamente applicati, subito dopo la sua fine, per una categoria di scopi completamente nuova; una rinnovata passione per il volo delle élite di tutto il mondo occidentale, unita al rapido miglioramento delle prestazioni e dell'affidabilità dei velivoli, fecero degli anni venti e trenta una vera e propria "età dell'oro" dell'aviazione, che non risentì quasi per nulla degli effetti della grande depressione.

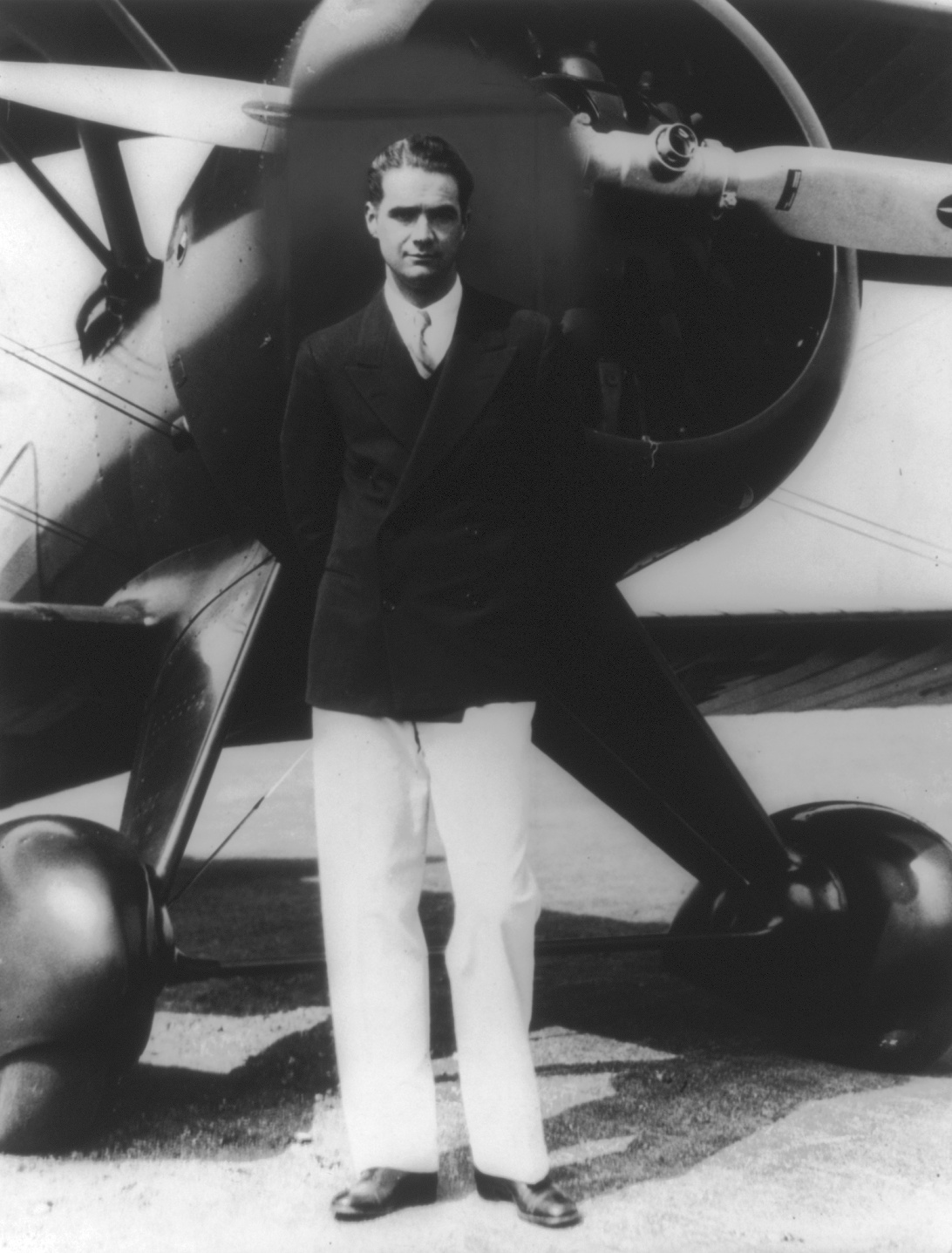
L'aviatore e miliardario statunitense Howard Hughes davanti a un Boeing

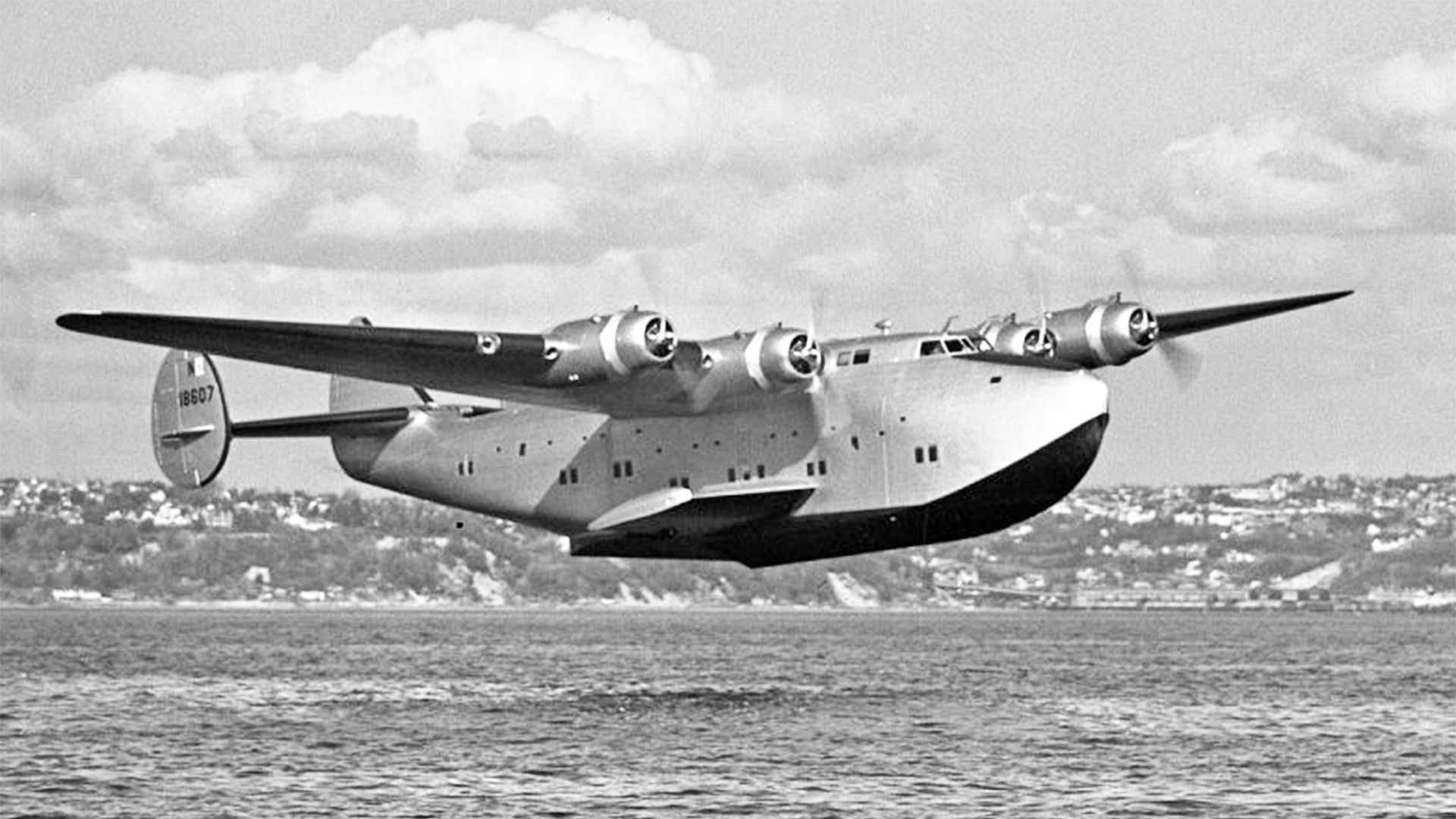
Un Boeing 314, il più grande idrovolante di linea della sua epoca

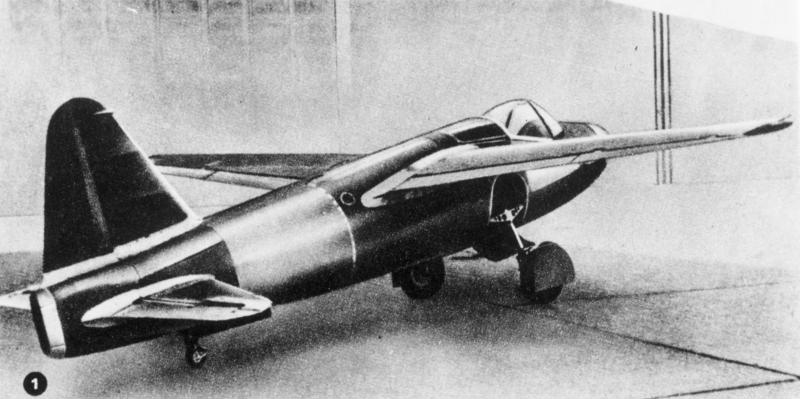
L'Heinkel He 178, il primo aereo a reazione della storia

Subito dopo la fine del conflitto, il surplus di aeroplani e piloti fece esplodere, specialmente negli USA, la moda dei "Circhi volanti", con acrobati e piloti spericolati che si esibivano per il piacere del pubblico; altri piloti militari rimasti senza lavoro invece cercarono di conquistare i cospicui premi che le autorità pubbliche e private continuavano a mettere in palio per le imprese da record, anche se si trattava di azioni rischiose: tra il 14 e il 15 giugno 1919, ad esempio, gli aviatori inglesi Alcock e Brown si aggiudicarono 10 000 sterline del Daily Mail per essere stati i primi ad aver attraversato l'oceano Atlantico con un volo senza scalo.
Nel 1923 i tenenti John Macready e Oalkey Kelly dell'U.S. Army compirono il primo volo coast-to-coast degli Stati Uniti, volando da Long Island a San Diego in circa 27 ore. Il 28 settembre 1924 due Douglas World Cruiser (erano partiti in quattro) riuscirono a completare dopo cinque mesi il primo giro del mondo in aereo.
I primi servizi di posta aerea nacquero prima ancora dell'inizio degli anni venti: La Ligne francese, poi Aéropostale, iniziò a operare nel 1919 e nello stesso anno anche in America vennero messi in piedi dall'esercito i primi collegamenti (New York-Washington, New York-Chicago, poi anche New York-San Francisco) finché le poste non divennero in grado di gestirli da sé. Nel 1921, negli USA, venne anche messo in atto il primo collegamento postale notturno.
Il 21 maggio 1927, completando un'impresa che fece enorme scalpore, il giovane pilota americano Charles Lindbergh fu il primo ad atterrare a Parigi dopo un volo senza scalo partito da New York e compiuto in solitaria. Il cosiddetto "Effetto Lindbergh" moltiplicò i lunghi voli intercontinentali, di cui furono protagoniste anche le donne: Amy Johnson, inglese, volò da sola dall'Inghilterra all'Australia nel 1930; Amelia Earhart, statunitense, divenne la prima donna a eseguire una trasvolata dell'Atlantico in solitaria un anno dopo.; anche fuori dal mondo occidentale si ebbero le prime aviatrici, tra le quali l'egiziana Lotfia El Nadi e la turca Sabiha Gökçen.
Il prestigioso trofeo Schneider, una gara di velocità per idrovolanti tenutasi undici volte tra il 1913 e il 1931, produsse alcuni dei velivoli a pistoni più veloci e potenti mai costruiti, che costituirono anche un importante banco di prova per le tecnologie che sarebbero poi state impiegate durante la seconda guerra mondiale: ad esempio l'inglese Supermarine S.6B, che vinse l'ultima edizione della coppa nel 1931, fu il "nonno" del caccia Spitfire. L'italiano Macchi-Castoldi M.C.72, progettato per la corsa ma completato troppo tardi per potervi partecipare, stabilì nel 1934 un record di velocità tuttora imbattuto per gli idrovolanti a elica.
Sempre tra gli anni venti e gli anni trenta, inoltre, nacquero i primi collegamenti regolari per via aerea destinati ai passeggeri: la compagnia aerea tedesca Deutsche Luft-Reederei compì il primo volo passeggeri dell'era postbellica il 5 febbraio 1919, seguita appena tre giorni dopo dal primo collegamento Parigi-Londra dei francesi della Farman. Nel 1926 nacque la Deutsche Luft Hansa, poi Lufthansa: i suoi piloti, già nel 1931, erano addestrati al volo strumentale, quindi in grado di volare di notte; erano dotati di radio a bordo e volavano regolarmente al di sopra delle Alpi. Nel 1938 i Focke Wulf Condor tedeschi potevano portare 26 passeggeri da Berlino a New York in 24 ore e mezzo, senza scalo. Il resto del mondo non fu comunque da meno: nel 1919 nasceva la KLM, nel 1920 la Qantas, nel 1924 la Imperial Airways, nel 1927 la Pan Am, nel 1934 l'Ala Littoria. Gli aerei di questo periodo erano, tra gli altri, lo Junkers F 13, il Fokker F.10, il Boeing 247 e il Douglas DC-2, a cui si aggiungevano i grandi idrovolanti come il Boeing 314, il Sikorsky S-42, lo Short Empire.
Anche il dirigibile conobbe di nuovo una breve epoca di popolarità, specialmente grazie alle lussuosissime aeronavi Zeppelin, come ad esempio l'LZ 127, che nell'estate 1929 diede una spettacolare dimostrazione delle sue capacità compiendo un volo passeggeri intorno al mondo durato 21 giorni. Tuttavia, come gli americani e gli inglesi avevano imparato a loro spese dai fallimenti di aeronavi come l'USS Akron e l'R101, la cui perdita nel corso di gravi incidenti era costata la vita a molte persone, il dirigibile (in quanto riempito di idrogeno altamente infiammabile) non era un mezzo del tutto sicuro o affidabile: la fine dell'era del trasporto passeggeri con i "più leggeri dell'aria" venne anche per la Germania con l'incidente che, il 6 maggio 1937, distrusse l'LZ 129 Hindenburg, il più grande e famoso di tutti gli Zeppelin.
L'"età dell'oro" dell'aviazione si avviò alla sua conclusione sotto i cattivi auspici della guerra di Spagna (1936-1939) e del rapido riarmo della Germania nazista. La guerra civile nella penisola iberica fu, secondo molti, una sorta di prova generale della seconda guerra mondiale, in cui vennero sperimentati aeroplani (come lo Junkers Ju 87) e tecniche di impiego (come quella del bombardamento in picchiata, usato anche contro la popolazione civile). L'ultima innovazione tecnologica prima dello scoppio del conflitto mondiale venne anch'essa dalla Germania, dove il 27 agosto 1939 decollò il primo aeroplano con motore a reazione della storia, l'Heinkel He 178 di Hans von Ohain.

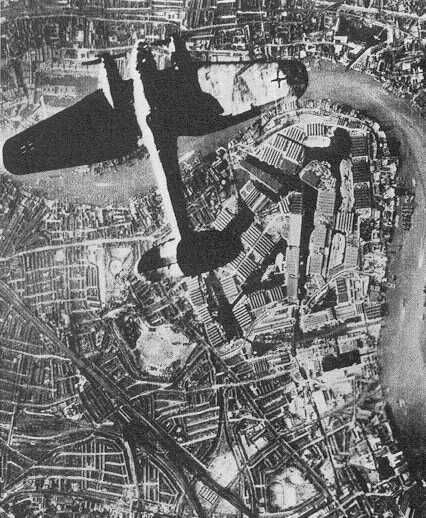
Un fotomontaggio della propaganda tedesca dell'epoca della battaglia d'Inghilterra mostra un bombardiere medio Heinkel He 111 sopra i docks di Londra

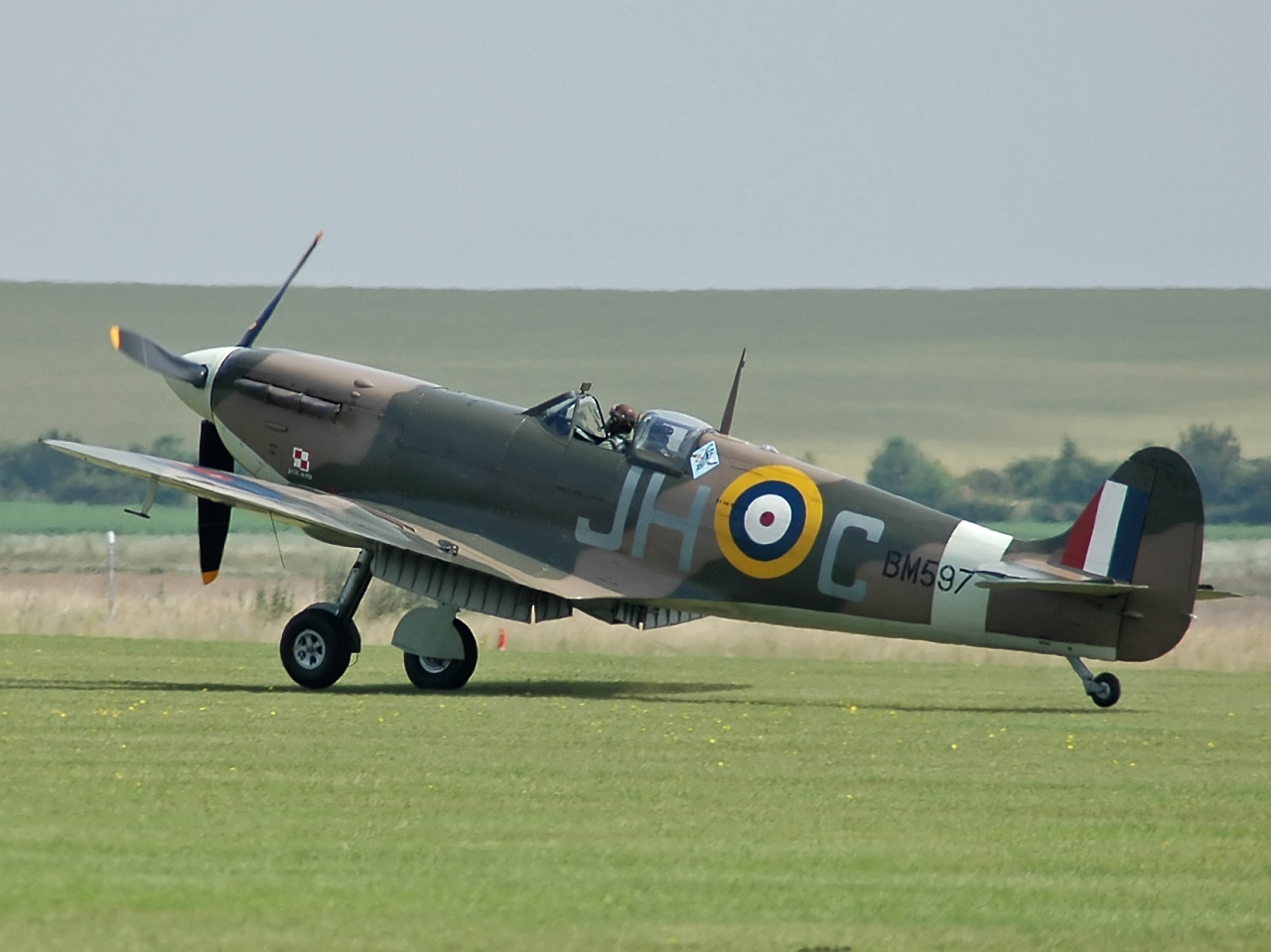
Un caccia inglese Supermarine Spitfire

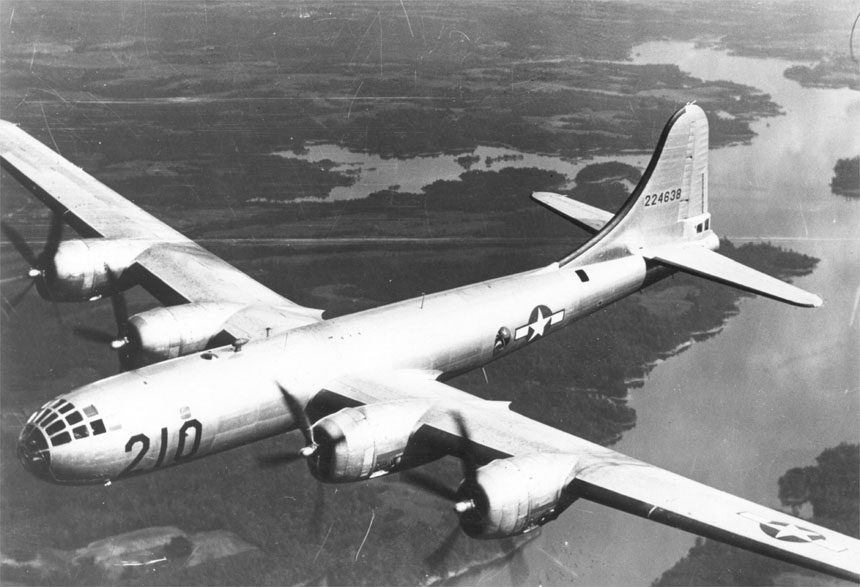
Il Boeing B-29 Superfortress, un bombardiere strategico statunitense. Tra i più avanzati aerei di tutta la guerra, è ricordato principalmente per aver sganciato due bombe nucleari sulle città giapponesi di Hiroshima e Nagasaki.

## La seconda guerra mondiale
La seconda guerra mondiale iniziò, il 1º settembre 1939, con l'invasione della Polonia da parte dell'esercito della Germania nazista. Fin dalle sue prime fasi fu chiaro che non si trattava di una guerra del tutto tradizionale, e che l'aviazione vi avrebbe avuto un ruolo importante se non addirittura decisivo: la fulminea conquista della Polonia avvenne secondo la tattica della Blitzkrieg, "guerra lampo", che prevedeva la stretta collaborazione di carri armati e aeroplani, specialmente da bombardamento in picchiata, scortati da caccia capaci di garantire loro la superiorità aerea; l'aviazione polacca fu in breve annientata e la Polonia stessa si arrese prima della fine del mese.
Tra l'ottobre 1939 e il maggio 1940 la guerra conobbe un periodo di stasi, noto con il nome francese di drôle de guerre, "strana guerra"; il 10 maggio cominciò la campagna di Francia, nella quale i tedeschi, aggirata la linea Maginot, riuscirono con relativa facilità a prendere Parigi il 14 giugno e a far capitolare la Francia il 25, costringendo la British Expeditionary Force a ritornare precipitosamente in Gran Bretagna passando per Dunquerque. I francesi schieravano aerei come il Dewoitine D.520, il Morane-Saulnier MS.406 e il Curtiss P-36, e anche in questo caso la superiorità degli aerei della Luftwaffe fu schiacciante.
Conquistata praticamente tutta l'Europa continentale, Hitler era consapevole che per poter portare a termine l'invasione della Gran Bretagna prima dell'inverno 1940-1941 era necessario acquisire la superiorità aerea sulle isole britanniche durante l'estate 1940, distruggendo al più presto la Royal Air Force. Nei cieli dell'Inghilterra, però, l'avanzata tedesca incontrò il suo primo ostacolo: la resistenza degli Hawker Hurricane e Supermarine Spitfire britannici, coordinata da una moderna rete di radar di avvistamento sulla costa, non cedette ai Messerschmitt Bf 109 e Bf 110 tedeschi, né il morale della popolazione crollò a causa dei pesanti bombardamenti sulle città portati a termine dagli Heinkel He 111, Junkers Ju 87 e Ju 88, Dornier Do 17 durante il cosiddetto Blitz. La battaglia d'Inghilterra si concluse a metà del settembre 1940 con il rinvio indefinito da parte di Hitler del suo piano d'invasione.
Nel giugno 1941 la Germania attaccò l'URSS, rompendo il patto di non aggressione e aprendo il fronte orientale. Preso di sorpresa, l'esercito russo arretrò molto velocemente e con pesantissime perdite; anche l'aviazione russa, la VVS, che all'inizio della guerra era ancora equipaggiata con aeroplani vecchi e non all'altezza di quelli tedeschi, subì un terribile salasso di uomini e mezzi (prima del 1942, la maggior parte degli effettivi dell'aviazione russa erano aerei come i Polikarpov I-15 e I-16 e i Mikoyan-Gurevich MiG-1 e MiG-3). I tedeschi però non riuscirono a prendere Mosca, e a dicembre i russi contrattaccarono e ricacciarono indietro la Wehrmacht fino a giungere, nel 1942, oltre Stalingrado; qui, asserragliati nella città assediata dall'Armata Rossa, i tedeschi misero in piedi un imponente ponte aereo per i rifornimenti; la VVS però riuscì a contrastarlo efficacemente, e nel febbraio 1943 la città tornò in mani russe.
Nel frattempo, il 7 dicembre 1941, la marina imperiale giapponese aveva attaccato la United States Navy a Pearl Harbor, nelle Hawaii, provocando l'entrata in guerra a fianco degli alleati degli Stati Uniti. Dopo aver subito la rapida avanzata della flotta aeronavale giapponese, le cui portaerei trasportavano i bombardieri in picchiata Aichi D3A e gli aerosiluranti Nakajima B5N, scortati dai temibili caccia Mitsubishi A6M "Zero", con la battaglia delle Midway (giugno 1942) gli americani ribaltarono la situazione a loro favore; cominciò allora (anche grazie all'arrivo di una nuova generazione di aerei come il Grumman F6F, il Vought F4U, il Curtiss SB2C e il Grumman TBF, che soppiantarono i Grumman F4F e i Douglas SBD) l'avanzata che li avrebbe portati nel 1945 alla vittoria.
Tra il 1940 e il novembre 1942, nel Mediterraneo e in Nordafrica, gli inglesi (con i loro Hurricane e Spitfire tropicalizzati) combatterono a lungo contro i tedeschi e gli italiani (che schierarono, oltre agli obsoleti Fiat C.R.42, i caccia Macchi M.C.200 e M.C.202 e i bombardieri Savoia-Marchetti S.M.79 e Fiat B.R.20), riuscendo infine a cacciarli dal continente africano; fu così aperta la via per l'invasione della Sicilia, che cominciò il 10 luglio 1943, la quale a sua volta avrebbe portato gli alleati a liberare (tra il 1944 e il 1945) tutta la penisola italiana.
Nel febbraio 1942 gli inglesi e gli statunitensi iniziarono la grande campagna di bombardamenti strategici around the clock: le città e le strutture industriali e logistiche tedesche sul territorio nemico venivano colpite dai Boeing B-17 e Consolidated B-24 americani di giorno, e dagli Short Stirling, Handley-Page Halifax e Avro Lancaster inglesi di notte. Queste azioni, comunque duramente contrastate da caccia tedeschi come i Focke-Wulf Fw 190, oltre a danni gravi alle infrastrutture tedesche causarono anche decine di migliaia di morti nella popolazione civile.
Il 6 giugno 1944, dopo mesi di preparazione del terreno da parte di cacciabombardieri come il Lockheed P-38, il Republic P-47, il North American P-51, l'Hawker Typhoon e l'Hawker Tempest, gli alleati lanciarono l'invasione del continente europeo a partire dalla Normandia. Anche grazie all'intervento costante dei suddetti cacciabombardieri nell'appoggio tattico alle truppe di terra, il 25 agosto gli angloamericani entrarono a Parigi, e – salvo l'interruzione dell'avanzata causata dalla controffensiva tedesca delle Ardenne, proseguirono stabilmente fino a giungere poco distante da Berlino nella primavera del 1945.
Nel frattempo, nel luglio 1943 i russi avevano inflitto ai tedeschi una pesante sconfitta nella battaglia di Kursk; essa, che fu la più grande battaglia di carri armati del conflitto, vide il diretto coinvolgimento dell'aviazione con l'impiego di aeroplani cacciacarri da parte di entrambi gli schieramenti; con questa vittoria, i russi cominciarono l'avanzata che, riconquistata all'inizio del 1944 anche Leningrado, li avrebbe portati a prendere Berlino l'8 maggio 1945. Una nuova generazione di caccia era entrata in servizio a partire dal 1942, come lo Yakovlev Yak-9 e il Lavochkin La-5.
La messa in servizio da parte della Germania dei primi aeroplani da guerra a reazione (il Messerschmitt Me 262, l'Heinkel He 162, l'Arado Ar 234) a partire dal 1944 fu troppo tardiva per influire sulle sorti del conflitto, anche se si trattava di macchine estremamente veloci e molto valide dal punto di vista bellico.
Sul fronte del Pacifico la guerra finì con lo sgancio di due bombe atomiche sulle città giapponesi di Hiroshima e Nagasaki, in un'azione che, causando circa duecentomila morti, coronò una campagna di bombardamenti tradizionali che durava da tutto il 1945, e che aveva già messo in ginocchio la capacità industriale del Giappone e la sua popolazione.

Berlinesi osservano un Douglas C-54 (versione militare del DC-4) del ponte aereo in atterraggio a Tempelhof per scaricare i rifornimenti, 1948

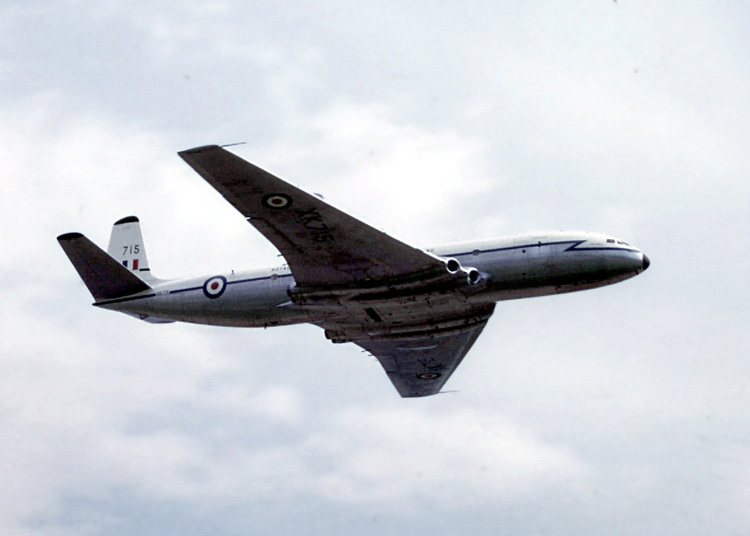
Il primo aviogetto di linea: il de Havilland Comet. Come mostrato in questa immagine, è stato impiegato anche nella RAF.

## La guerra fredda

### Trasporto aereo
Dopo la seconda guerra mondiale il peso economico e sociale dell'aviazione commerciale crebbe rapidamente in tutto il mondo; nei ranghi delle compagnie aeree statunitensi, accanto a modelli degli anni trenta che avevano prestato servizio anche durante il conflitto, come il già citato bimotore Douglas DC-3 e il quadrimotore DC-4, entrarono in servizio modelli nuovi come il DC-6, il Lockheed Constellation o il Boeing 307 Stratoliner, il primo aereo di linea pressurizzato, derivato dal bombardiere B-17. Nell'Unione Sovietica entrarono in servizio presso l'Aeroflot i modelli Ilyushin Il-12 e Il-14; in Francia, il Breguet Br 763 Provence.
Nel luglio 1948 il blocco da parte dell'URSS di tutte le vie d'accesso a Berlino Ovest, finalizzato a portare tutta la città sotto il suo controllo prendendola sostanzialmente per fame, spinse i Paesi del blocco occidentale ad attivare un imponente ponte aereo, rimasto famoso come il ponte aereo di Berlino, nel corso del quale milioni di tonnellate di generi di prima necessità furono depositati agli aeroporti di Tempelhof e di Gatow, consentendo alla città di sopravvivere fino a quando, nel maggio 1949, l'URSS cedette e sbloccò le vie di terra.
Nel 1952 entrò in servizio commerciale il de Havilland Comet, il primo jet di linea della storia. Altri aerei di linea a reazione cominciarono a entrare in servizio nell'URSS (Tupolev Tu-104) e in altre parti del mondo negli anni cinquanta, ma fu solo tra gli anni sessanta e settanta che aerei come i Boeing 707, 727, 737 e 747, insieme al Douglas DC-9 e all'Airbus A300, iniziarono a rendere il volo un fatto accessibile alle masse.
A partire dagli anni settanta, poi, il progresso aeronautico nel campo civile conobbe una biforcazione: da un lato le case costruttrici come la Boeing e la Airbus continuarono a orientarsi verso la filosofia dei grandi aerei subsonici capaci di trasportare grandi quantità di passeggeri abbattendo i costi di viaggio (entrarono in servizio tra gli anni ottanta e gli anni novanta aeroplani come i Boeing 757, 767 e 777, l'Airbus A320, il McDonnell Douglas MD-11); dall'altra parte in diverse zone del mondo alcune industrie aeronautiche decisero di intraprendere la via del trasporto passeggeri supersonico: la Boeing progettò il Boeing 2707, di cui però non fu completato nemmeno un prototipo; la Tupolev invece riuscì a far entrare in produzione il suo Tu-144, un trasporto passeggeri da Mach 2, che rimase in servizio tra il 1968 e il 1978; e il consorzio anglo-francese Aérospatiale-BAC ebbe successo con la progettazione del Concorde, che volò regolarmente tra il 1976 e il 2003. Tuttavia i trasporti supersonici sono sempre stati gravati da problemi legati a costi molto elevati, emissioni e consumi eccessivi, grande rumorosità e una certa relativa inaffidabilità.

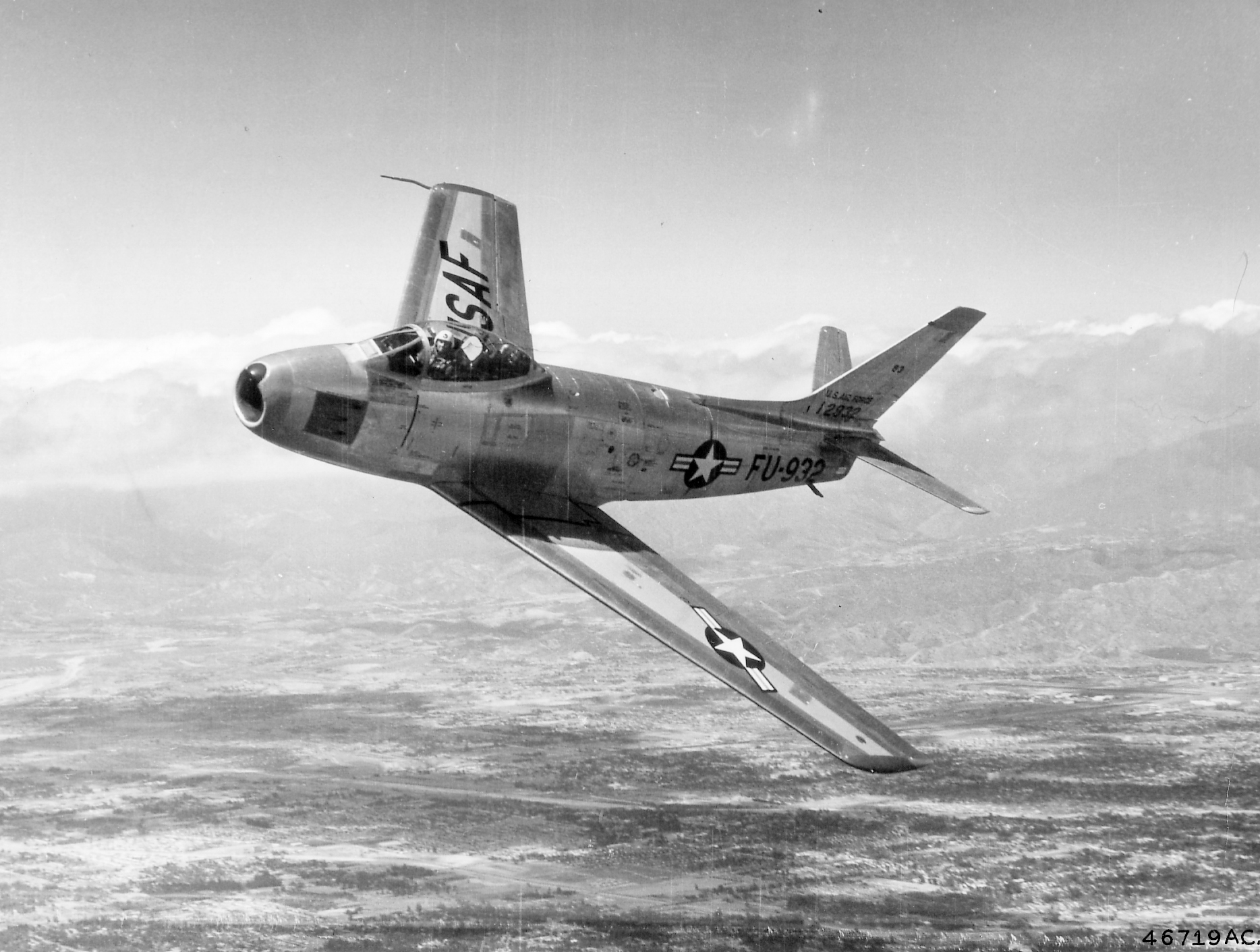
Un North American F-86 Sabre, coprotagonista della guerra di Corea

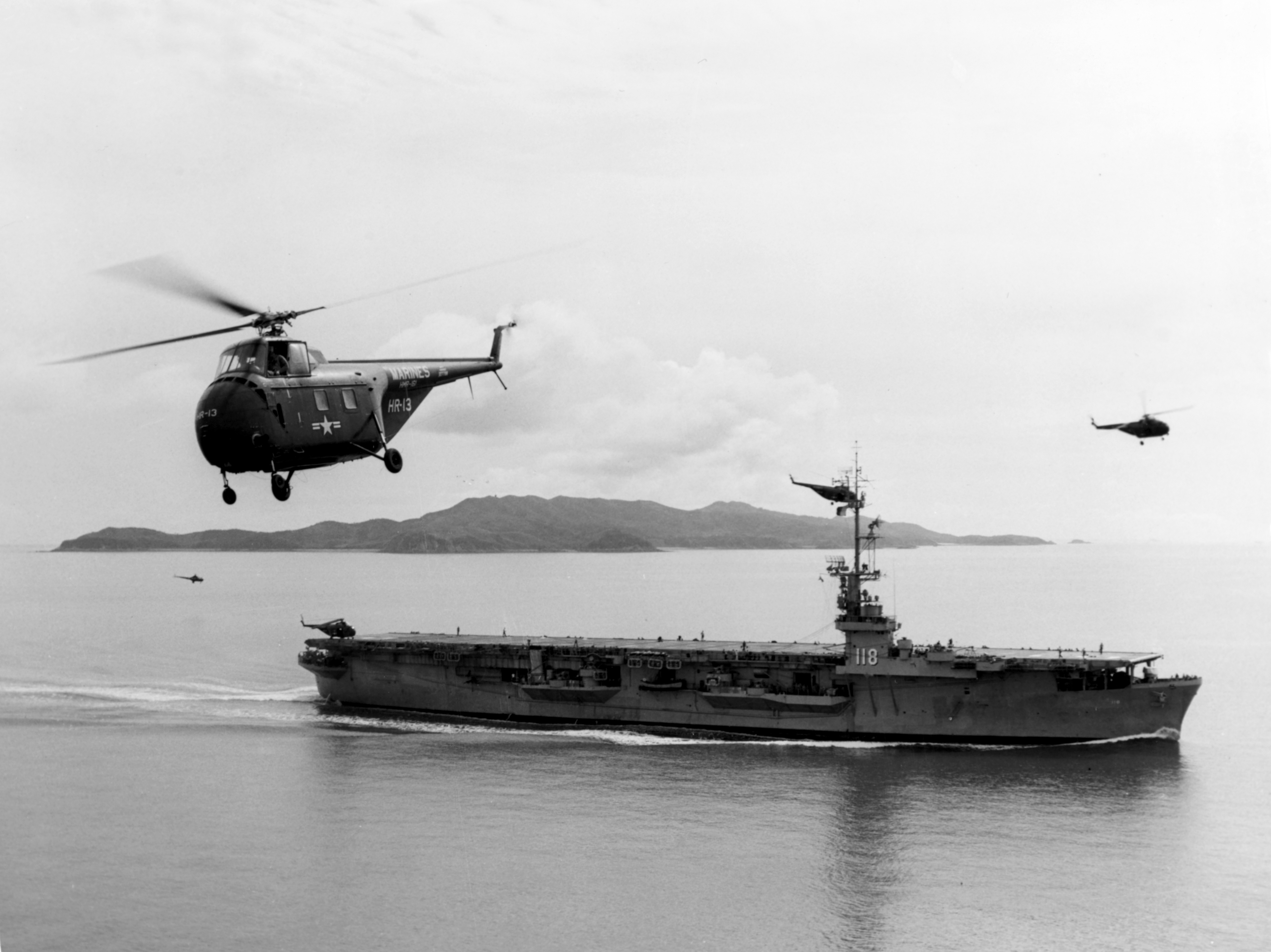
L'elicottero (qui un Sikorsky SO4S nel 1952) conobbe in Corea il suo primo impiego massiccio

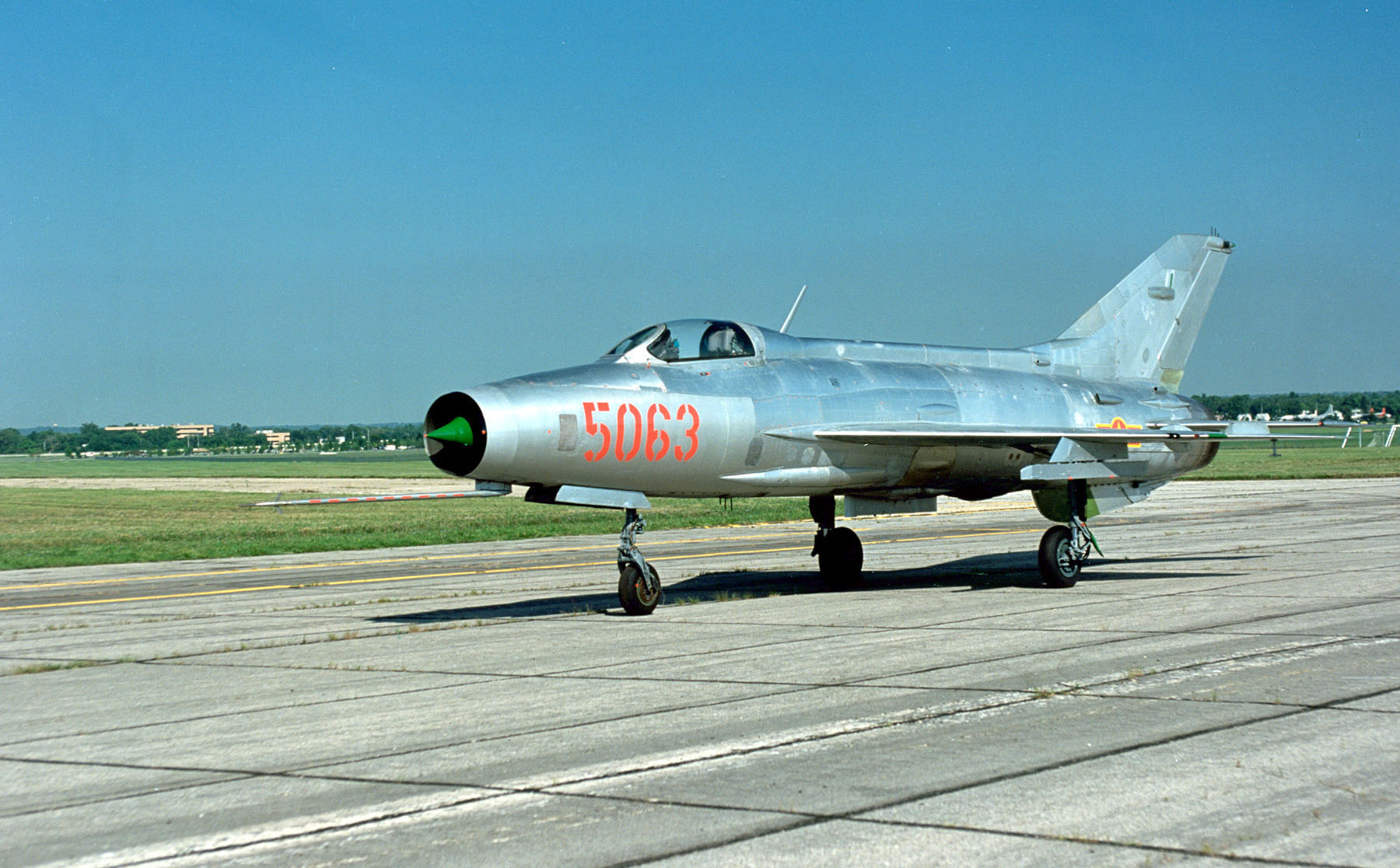
Un Mikoyan-Gurevich MiG-21 con i colori del Vietnam del Nord

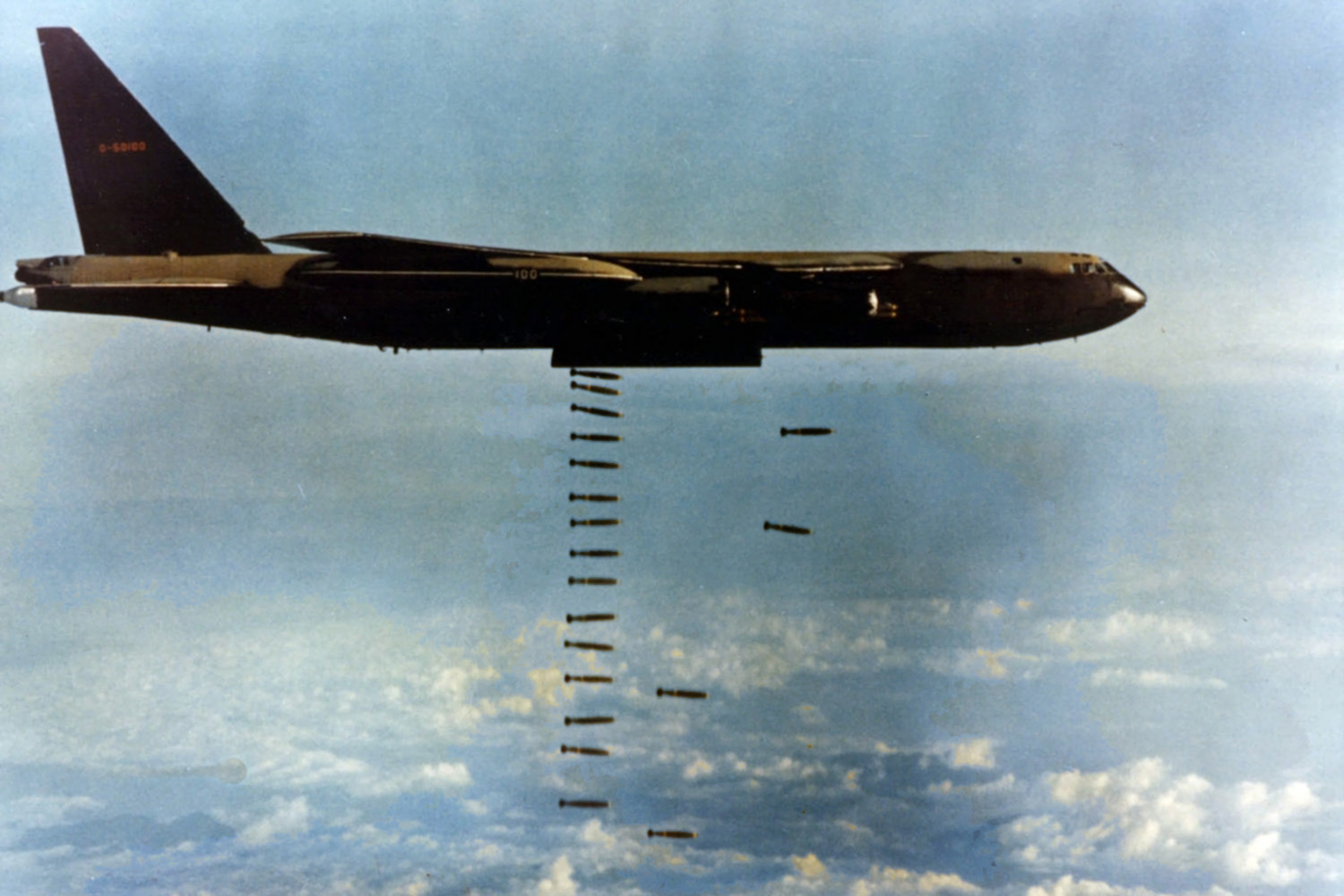
Un B-52 statunitense bombarda il Vietnam del Nord con armi convenzionali nel 1972

### Aviazione militare

#### La guerra di Corea
Il 14 ottobre 1947, il pilota statunitense Chuck Yeager divenne il primo uomo ad aver superato la velocità del suono in volo orizzontale pilotando un Bell X-1 motorizzato a razzo. Il superamento del "muro del suono", che alcuni tra gli anni trenta e gli anni quaranta avevano ritenuto impossibile a causa di una serie di incidenti (causati da cedimenti strutturali in regime transonico dovuti a fenomeni di compressibilità allora sconosciuti), insieme al perfezionamento dei motori a reazione, ampliò di molto il margine di miglioramento delle prestazioni degli aerei militari.
La prima generazione di jet militari (a parte quelli messi in campo dalla Germania nazista alla fine della seconda guerra mondiale) era composta da aerei come gli inglesi Gloster Meteor (entrato in servizio prima dell'armistizio del 1945), de Havilland Vampire e English Electric Canberra, lo svedese Saab Tunnan, gli statunitensi Lockheed F-80, North American F-86, Republic F-84 e i sovietici Ilyushin Il-28, Mikoyan-Gurevich MiG-15 e MiG-17. Tutti questi aerei erano subsonici, salvo poter superare di poco Mach 1 in picchiata.
Gli aerei statunitensi e quelli sovietici si fronteggiarono nei cieli sopra la Corea durante una delle fasi più tese della guerra fredda, la guerra di Corea, tra il 1950 e il 1953. Si trattò del primo conflitto in cui gli aeroplani a getto rivestirono un ruolo centrale, e segnò in sostanza la fine dell'impiego in prima linea dei velivoli ad ala fissa a pistoni (con poche eccezioni). Essa fu anche la prima guerra in cui l'elicottero conobbe un impiego su larga scala, nel ruolo di aeroambulanza per l'evacuazione medica (medevac).

#### L'"equilibrio del terrore"
Lo sviluppo da parte degli americani, verso la fine della seconda guerra mondiale, dei primi ordigni nucleari (che furono seguiti a breve da armi omologhe sviluppate dai russi) aprì la prospettiva di bombardamenti strategici su tutt'altra scala rispetto a quelli, pur devastanti, che erano stati portati a termine prima del 1945. Ora un singolo aereo armato di una singola bomba poteva distruggere un'intera città, laddove nella seconda guerra mondiale per radere al suolo un centro abitato erano necessari centinaia (a volte migliaia) di bombardieri con armi convenzionali. Il nuovo equilibrio, spesso chiamato l'"equilibrio del terrore", era basato sulla possibilità di entrambi i blocchi (quello occidentale gravitante intorno agli USA e quello orientale intorno all'URSS) di distruggere completamente quello avversario, il quale avrebbe fatto in tempo a sua volta a sganciare centinaia di bombe atomiche per rappresaglia su chi aveva scatenato l'attacco, causando la distruzione mutua assicurata. I bombardieri strategici intercontinentali che durante la guerra fredda costituivano i rappresentanti materiali della politica della deterrenza furono alcuni tra i più grandi aerei mai costruiti: da parte statunitense il Convair B-36, significativamente soprannominato Peacemaker, "pacificatore", il Convair B-58, i Boeing B-47, B-50, e soprattutto B-52; da parte sovietica i Tupolev Tu-95, Tu-16 e Myasischev M-4. A essi si aggiunge la flotta dei "bombardieri V" britannici (Vickers Valiant, Handley Page Victor e Avro Vulcan). Alla fine degli anni sessanta, però, i lunghi pattugliamenti di questi grossi e costosi aeroplani vennero progressivamente sostituiti dai missili balistici intercontinentali (ICBM).

#### La guerra del Vietnam
Il delicato equilibrio della guerra fredda fu di nuovo messo alla prova, tra il 1960 e il 1975, dalla guerra del Vietnam. In questa occasione le forze armate degli Stati Uniti (e alcuni loro alleati), corse in supporto del Vietnam del Sud, si trovarono in gravi difficoltà nel tentativo di fronteggiare la guerriglia dei Viet Cong nordvietnamiti; l'aviazione statunitense, contrastata da caccia di produzione russa come i MiG-21, i Mikoyan-Gurevich MiG-19 e soprattutto i subsonici Mig-17, agì su tre fronti: con il supporto ravvicinato alle truppe di terra garantito da cacciabombardieri come i Douglas A-1 e A-4 e il McDonnell Douglas F-4; con le missioni degli elicotteri, sia di tipo "cerca e distruggi" (con macchine come il Bell AH-1) sia finalizzate all'evacuazione dei feriti, all'assalto in verticale e al trasporto (con i Bell UH-1 e i Sikorsky CH-54); con i bombardamenti pesanti sulle basi nordvietnamite e sulle vie di comunicazione portati a termine dai B-52 riconvertiti al ruolo di bombardieri convenzionali.
Le diverse campagne strategiche di bombardamento sul Vietnam del Nord (in particolare Pierce-Arrow, Rolling Thunder, Linebacker I e II) messe in atto dall'USAF, con il coinvolgimento della US Navy, furono generalmente viste come dei successi dai contemporanei (malgrado le perdite, soprattutto fino al 1972, fossero in percentuale non insignificanti), al massimo ottenendo qualche critica sulle regole d'ingaggio, ma ottennero pochi significativi e durevoli successi, e, in definitiva, furono tollerate dalla popolazione e dal governo nordvietnamita, non misero in crisi le sue forze armate, né riuscirono a paralizzare le linee di rifornimento logistico. Il tipo di bersagli e di linee di rifornimento (in buona parte poco o per nulla meccanizate) del Nord Vietnam si dimostrò molto flessibile, ma anche i porti e le ferrovie furono riparati con grande velocità. La contraerea nordvietnamita migliorò costantemente le proprie prestazioni (anche se gli americani, proprio per questo, inventarono le missioni di soppressione delle difese contraeree, Wild Weasel).
Durante la guerra del Vietnam, inoltre, furono perfezionati e impiegati sempre più di frequente i missili antiaerei, sia terra-aria sia aria-aria sia aria-terra, nelle varianti a guida radar e all'infrarosso. Essi, che inizialmente erano molto poco affidabili (i missili a guida infrarossa dell'epoca, poi, erano impiegabili solo se lanciati da dietro), erano comunque destinati a rivoluzionare la guerra aerea. I caccia che cominciarono il conflitto privi dei tradizionali cannoni, come gli F4 americani, furono rapidamente riequipaggiati con uno o più cannoni, perché i missili aria-aria evidenziavano diversi difetti, soprattutto nei combattimenti tra agili caccia, agendo molto meglio contro i più vulnerabili bombardieri.
Va inoltre rimarcato come durante gli anni 1960, quasi dal nulla, il Vietnam del Nord, inizialmente con scarsi aiuti da parte dell'URSS e della Cina (potenze rivali e interessate a non far giungere in Vietnam tecnologie che l'avversario potesse copiare), riuscisse a costruire un'aeronautica competitiva. L'aeronautica nordvietnamita, a parte pochissimi casi (con bimotori da trasporto e con Mig 17 in missioni anti nave) non effettuò missioni d'attacco, concentrandosi invece in missioni di caccia e intercettazione. I Mig vietnamiti (prodotti in URSS o in Cina) dimostrarono l'importanza dell'addestramento dei piloti al combattimento manovrato e la necessità di impiegare ancora cannoncini per i caccia. Anzi i Mig 17 subsonici riuscirono, in diverse occasioni, ad abbattere o a mettere in brutte acque i più sofisticati F 4 Phantom e F 105 americani. Le ingenti perdite di costosi aerei da guerra, inclusi i bombardieri B 52, e degli equipaggi, operate dai caccia vietnamiti ebbero un enorme impatto morale e propagandistico per la popolazione nordvietnamita (che smetteva di sentirsi "bersaglio passivo") e per quello sudvietnamita (che iniziò a considerare i nordvietnamiti come superiori, da un punto di vista militare) e verso gli USA, fiaccando il morale della nazione.

### Record e primati

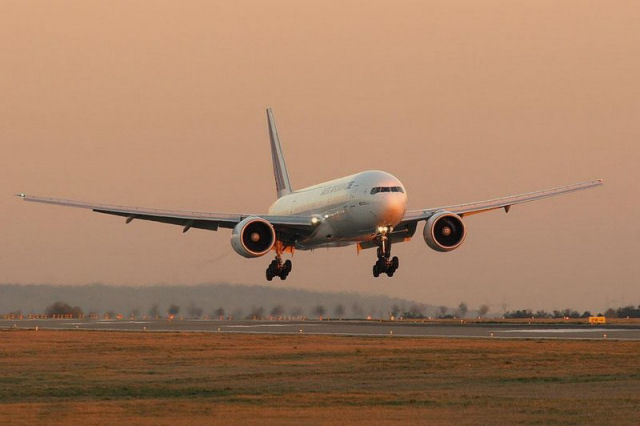
Un Boeing 777 dell'Air France

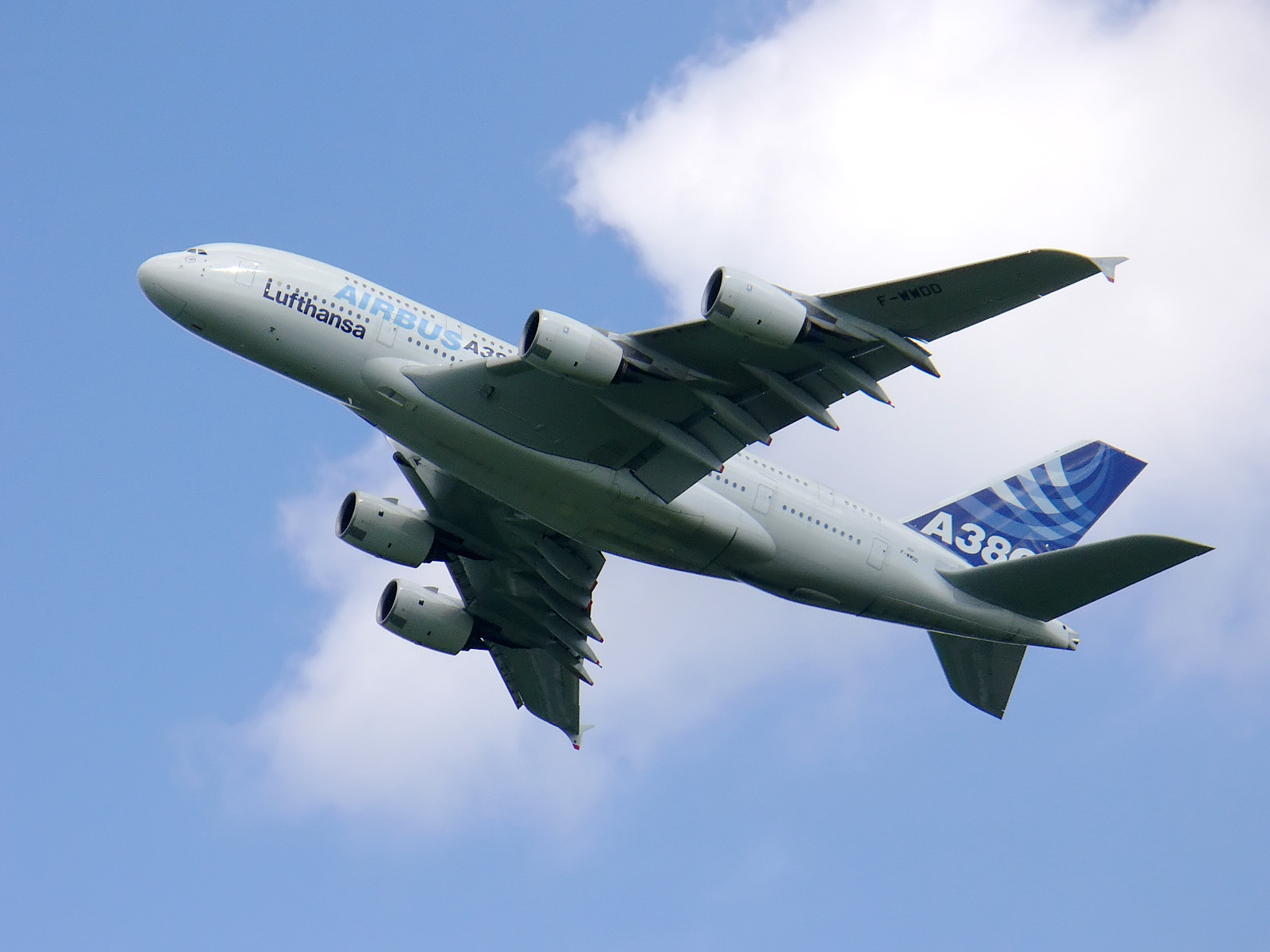
Un Airbus A380, il più grande aereo di linea del mondo in servizio all'inizio degli anni dieci del XXI secolo

Nel corso della guerra fredda, oltre che nel campo economico e in quello militare, le due superpotenze si fronteggiarono anche cercando di dimostrare ciascuna la propria superiorità nei campi più avanzati della tecnologia; si ricorda, in proposito, la corsa allo spazio. Tuttavia anche l'aeronautica vide progressi collegati alla volontà di spingersi sempre più avanti dell'avversario politico, in particolare con una serie di record stabiliti da aerei sperimentali della NACA, poi NASA.
Il record di Yeager del 14 ottobre 1947 durò molto poco; lo stesso Bell X-1 fu spinto fino a Mach 1,46, e nel novembre 1953 il Douglas D-558-2 Skyrocket già superava Mach 2; una versione migliorata dell'X-1, il Bell X-1A, toccò Mach 2,44 un mese dopo e nel settembre 1956 il Bell X-2 arrivò a Mach 3,2. Il record di velocità per aerei terrestri è attualmente di 3 529 chilometri orari, ed è stato stabilito nel 1976 da un Lockheed SR-71.
Negli anni sessanta, l'aereo a razzo North American X-15 volò più in alto e più veloce di quanto avesse mai fatto qualunque aeroplano all'interno dell'atmosfera terrestre, toccando i 7 274 chilometri orari (Mach 6,72) e i 108 chilometri di quota. Notare che questo non è considerato il record di velocità per gli aeroplani perché, secondo i regolamenti della Fédération Aéronautique Internationale, l'ente responsabile dell'omologazione dei primati aeronautici, un record è valido esclusivamente se l'aeroplano che l'ha infranto l'ha fatto decollando con i suoi soli mezzi: l'X-15, invece, veniva lanciato da un B-52 in volo.

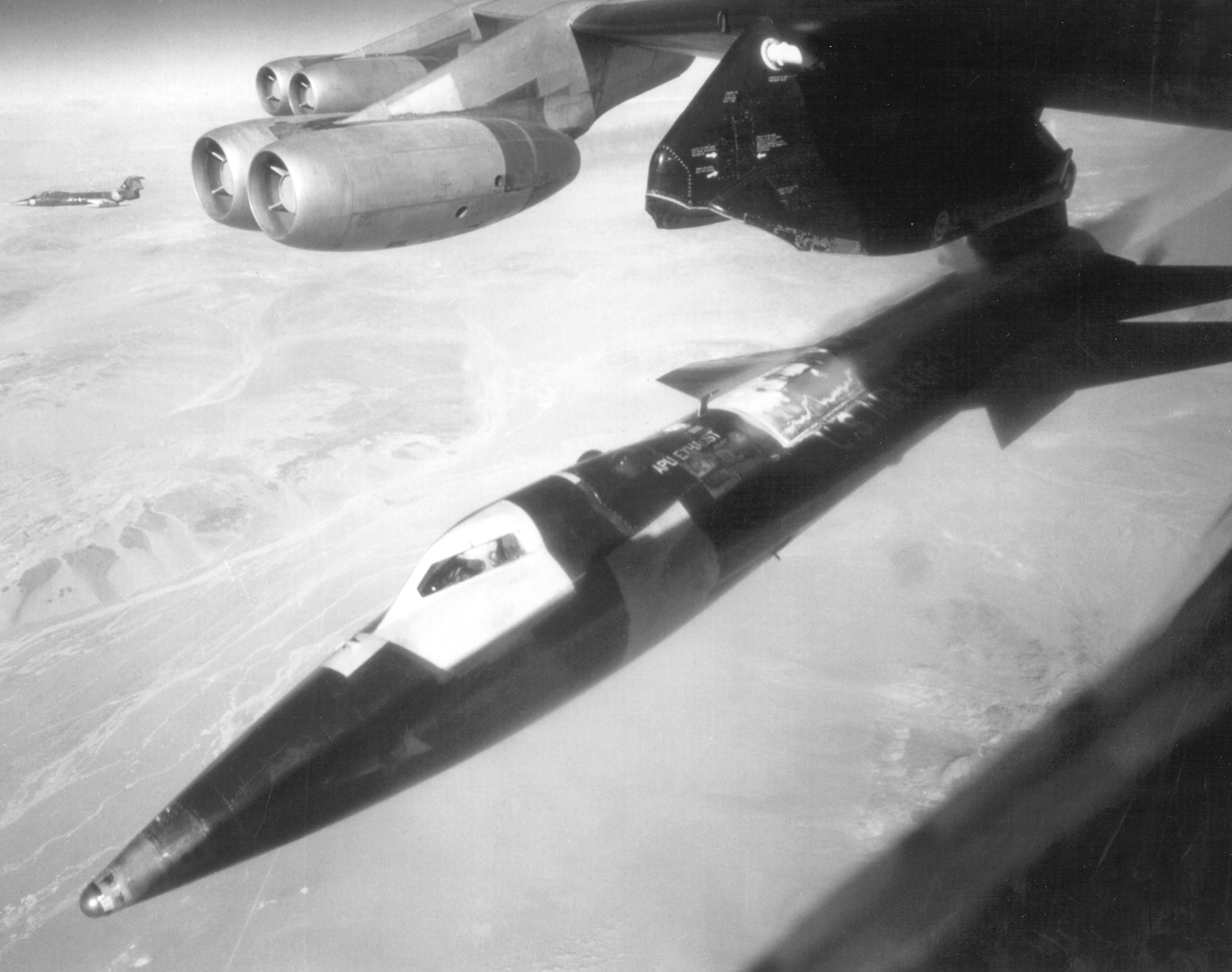
Un X-15 viene lanciato dall'aereo madre, un Boeing B-52

La conclusione della guerra fredda, seguita di pochi anni alla caduta del muro di Berlino, ha fatto venire meno un forte stimolo al continuo miglioramento delle prestazioni e delle caratteristiche dei velivoli e ha causato un rallentamento nei progressi dell'aeronautica, così come in quelli dell'esplorazione dello spazio: anche a causa dei costi sempre più elevati legati all'avanzata tecnologia a bordo dei velivoli (in particolare all'avionica) lo sviluppo di nuovi aerei militari (e anche, in parte, civili) è diventato progressivamente più lungo e in alcuni casi (esemplare quello del B-2 Spirit) è stato seriamente ridimensionato.
Tuttavia, su scala molto minore, l'interesse dei privati per l'aviazione in generale e per i primati in particolare non è mai venuta meno: nel 1977 una squadra guidata dall'ingegnere aeronautico Paul MacCready progettò e costruì un aereo propulso dalla sola forza muscolare del pilota, cioè a pedali. Esso, chiamato Gossamer Condor, volò con successo il 23 agosto ai comandi del ciclista e deltaplanista Bryan Allen, e fece vincere al team un premio di 100 000 dollari messo in palio dall'industriale inglese Henry Kremer per il primo aereo a propulsione umana a volare in modo controllato e duraturo; due anni più tardi la stessa squadra vinse un altro premio, sempre offerto da Kremer, per aver superato la Manica con un altro velivolo a pedali, il Gossamer Albatross.
Nel 1986 gli statunitensi Dick Rutan e Jeana Yeager furono i primi a compiere un giro del mondo in aeroplano senza scalo e senza rifornimento in volo, pilotando il Rutan Voyager dalla Edwards Air Force Base, in California, alla Edwards Air Force Base, in California, per 42 120 chilometri percorsi in 9 giorni e 3 minuti. Nel 1999 Bertrand Piccard e Brian Jones divennero le prime persone a circumnavigare la terra in pallone.

## Dopo il 1991

### Trasporto aereo
Negli anni novanta e negli anni duemila il trasporto aereo civile è stato caratterizzato (come, d'altronde, anche l'aviazione militare) dalla sempre maggiore quantità di alta tecnologia presente a bordo degli aeroplani, in particolare per quanto riguarda l'elettronica: per esempio, i sistemi di volo assistiti da servocomandi computerizzati noti come fly-by-wire, introdotti sui jet civili dalla ditta europea Airbus alla fine degli anni ottanta, sono gradualmente diventati la normalità; e nel 1995 è entrato in servizio il Boeing 777, il primo aereo progettato interamente al computer.
Le principali direttrici su cui si è andato sviluppando il trasporto aereo di linea sono due: da una parte quella dei jet wide-body medio-piccoli, generalmente bimotori, capaci di autonomie regionali, nazionali o internazionali, ma non intercontinentali; tra di essi si annoverano le varie versioni aggiornate delle famiglie Boeing 737 e Airbus A320 e A 320 NEO New Engine Option, oltre ai Boeing 757 e 767, al McDonnell Douglas MD-11 e al Tupolev Tu-154. Dall'altra parte, quella dei grandi quadrimotori a medio e lungo raggio capaci di oltre 500 passeggeri, come l'Airbus A380 e le ultime versioni del Boeing 747, a cui si aggiunge il Boeing 777, aereo di caratteristiche simili ma bimotore. La tipologia dell'aereo civile supersonico, invece, sembra essere tramontata con il ritiro dal servizio del Concorde nel 2003.
Gli attentati contro il World Trade Center dell'11 settembre 2001 hanno inferto un grave colpo all'industria del trasporto aereo in generale, e all'immagine di sicurezza che gradualmente era andata formandosi intorno all'aviazione civile in particolare. Tutti i controlli di sicurezza si sono irrigiditi, e molte compagnie aeree non si sono dimostrate in grado di sopravvivere a un periodo di recessione, per quanto temporaneo; secondo alcuni analisti, la previsione di 4 miliardi di voli di linea all'anno prima del 2020 (risalente a prima del 2001) deve essere considerevolmente ridimensionata alla luce della compressione del mercato seguita all'11 settembre.
Un'altra questione importante che riguarda l'aviazione contemporanea è quella legata al prezzo del petrolio: tra tutte le forme di trasporto, l'aereo è sia quella che consuma più grammi di petrolio equivalenti per passeggero per chilometro sia quella su cui risulta più difficile applicare fonti di energia alternative (ciononostante, tra la fine degli anni novanta e il 2011 sono stati compiuti progressi importanti anche nell'applicazione delle energie alternative alla propulsione dell'aeroplano: si ricordano aerei a energia solare come l'Helios e il Solar Impulse).
| Tipo di mezzo | Consumo specifico (gep/pkm) |
| ------------- | --------------------------- |
| Aereo         | 49,95                       |
| Autovettura   | 37,30                       |
| Motociclo     | 26,90                       |
| Treno         | 15,43                       |
| Autobus       | 10,20                       |

Per questo motivo gli aumenti del prezzo del petrolio hanno una forte influenza sull'aviazione civile: il costo del carburante rappresenta una frazione significativa del prezzo del biglietto. Questo è vero per casi limite, come il Concorde, che era marginalmente competitivo a causa dell'elevato consumo specifico nonostante abbia volato in un periodo in cui il petrolio era relativamente economico. Ma è altrettanto vero per i jet subsonici, che usano meno carburante per passeggero. Di conseguenza l'incremento del prezzo del petrolio rende il viaggio più costoso. Il continuo aumento del costo del petrolio e i problemi collegati con l'impatto ambientale dell'aviazione hanno spinto le case produttrici di aeroplani a cercare motori sempre più efficienti e a disegnare i loro aerei in modo da renderli quanto più possibile leggeri e poco dispendiosi: uno dei più avanzati aerei di linea che hanno volato negli anni duemila, il Boeing 787, è costruito impiegando largamente materiali compositi come la fibra di carbonio, che rendono la sua cellula nettamente più leggera di quella di aerei simili basati sull'alluminio.
Nel frattempo il progresso nel campo delle telecomunicazioni, con lo sviluppo ad esempio delle comunicazioni in videoconferenza, continua a ridurre il costo della mobilità virtuale, specialmente nel comparto commerciale. Alcuni esperti di industria dell'estrazione petrolifera, come Matt Simmons, hanno previsto un diffuso abbandono dei viaggi fisici. Altri invece, come lo storico R.G. Grant, ritengono che, nonostante le difficoltà economiche e tecnologiche, il futuro dell'aviazione commerciale che negli ultimi cinquant'anni del Novecento "ha dato all'uomo una libertà di movimento impensabile" non sia in discussione.
Nel novembre 2022, Rolls-Royce e easyJet testano a terra con successo il primo motore interamente alimentato a idrogeno per velivoli commerciali.

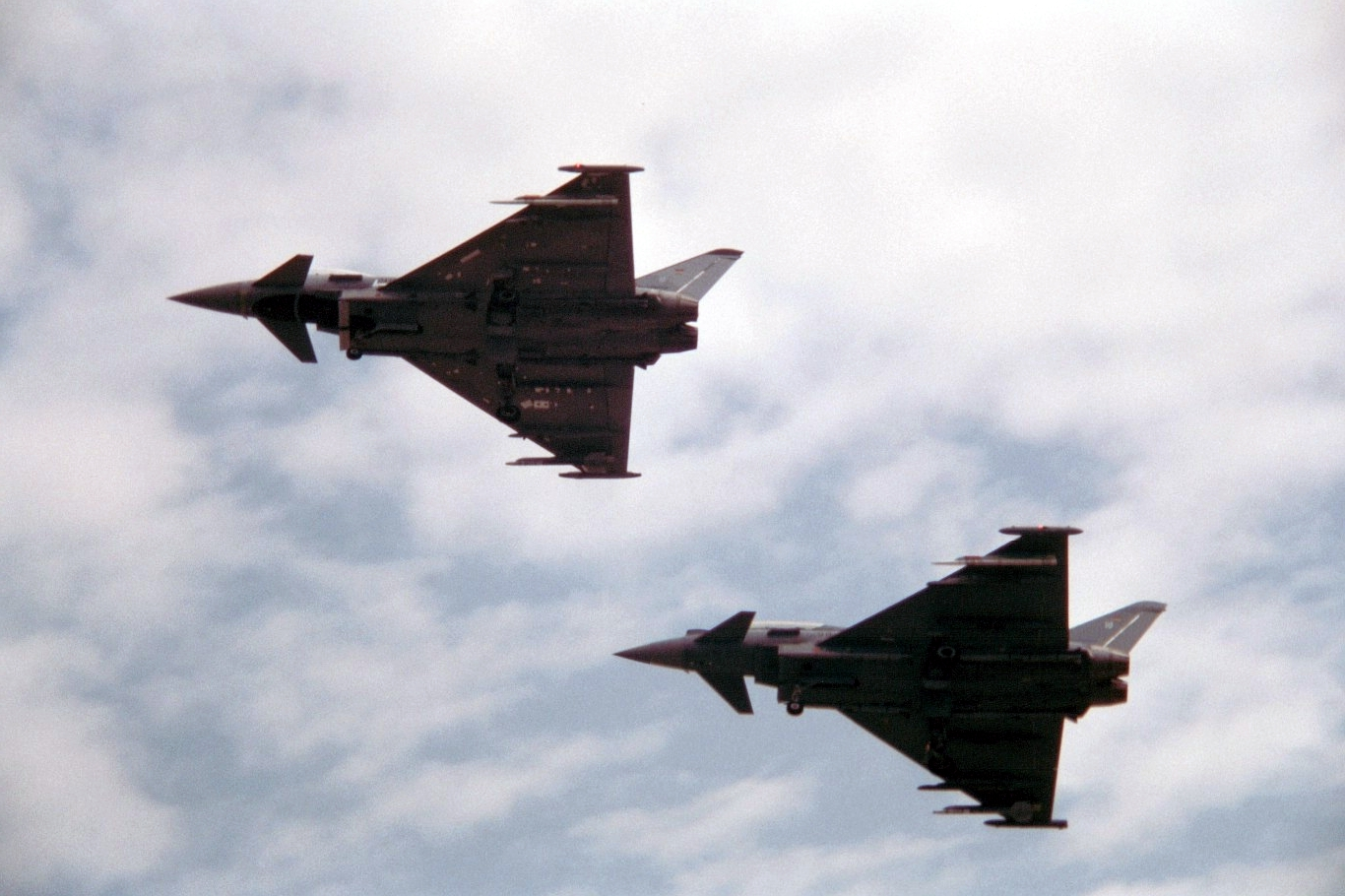
Due Eurofighter Typhoon, 2006

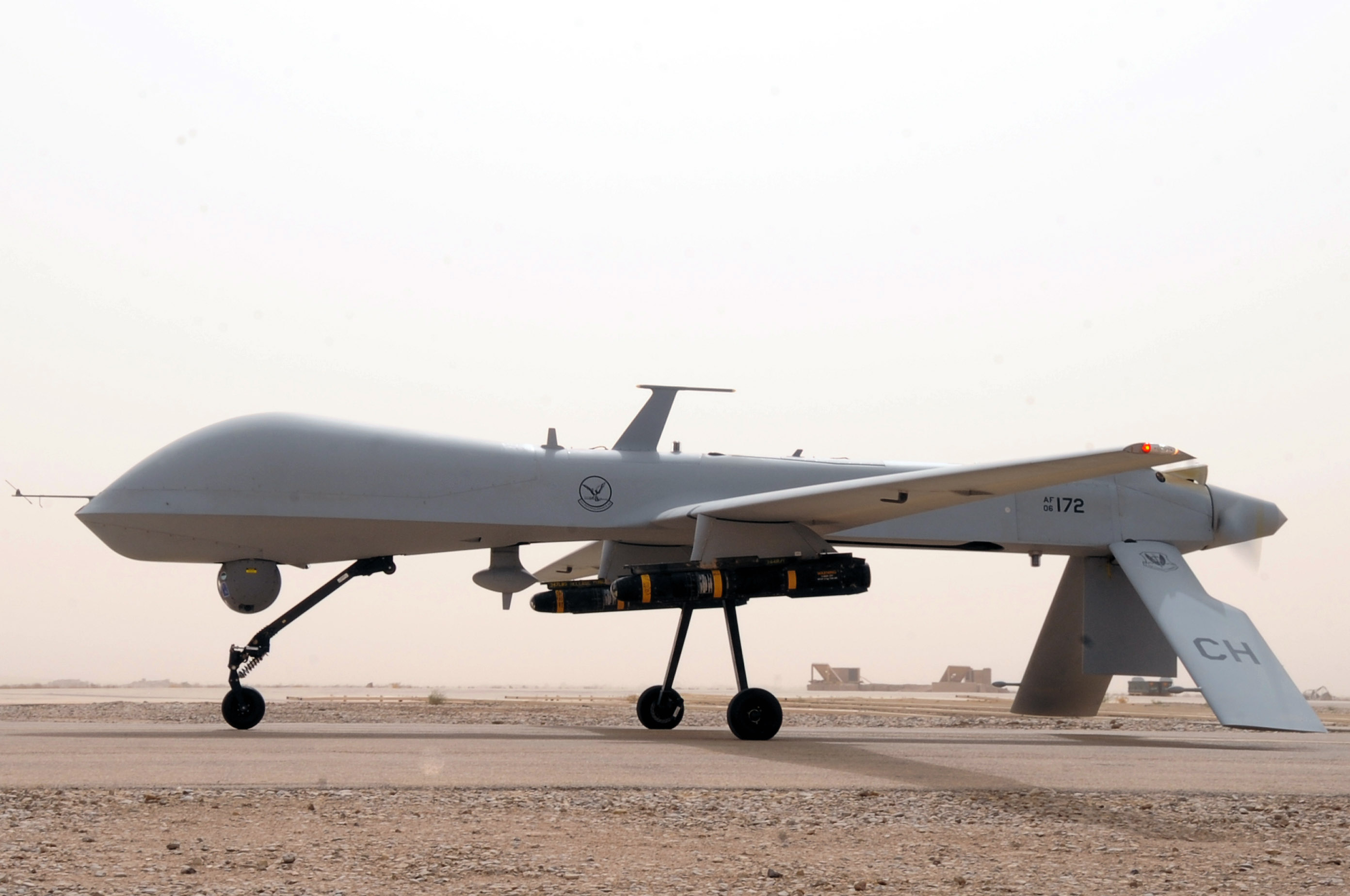
Un drone General Atomics MQ-1 armato di missili aria-terra impiegato dagli USA in Iraq nel 2008

### Aviazione militare
Venuta meno la spinta al progresso tecnologico e al miglioramento delle prestazioni garantita, fino al 1991, dalla guerra fredda, l'industria dell'aviazione militare ha conosciuto un complessivo rallentamento. Se alla fine dell'"equilibrio del terrore" si aggiunge il fatto che la complessità dei velivoli continua ad aumentare e i costi collegati con il loro sviluppo diventano sempre più rilevanti, non stupisce che nel corso degli anni duemila siano entrati in servizio aerei il cui sviluppo era cominciato ben prima della caduta del muro di Berlino, come il Lockheed Martin-Boeing F-22 e l'Eurofighter Typhoon.
Le prestazioni dei moderni aerei da combattimento, praticamente sempre multiruolo per questioni di costi, sono state definite "stupefacenti": essi, capaci di volare di giorno e di notte e in qualunque condizione meteorologica, sono dotati di motori turboventola con potenze nell'ordine delle migliaia o decine di migliaia di chilogrammi spinta; raggiungono velocità doppie di quella del suono, e salgono in pochi minuti a quote di 14 000 o 16 000 metri.
Oltre al continuo miglioramento delle prestazioni, dell'avionica e delle capacità di guerra elettronica, alcuni caccia di quinta generazione (come il già citato F-22 o l'F-35) sono stati studiati per avere caratteristiche di furtività (stealth) ed essere molto difficili da individuare per i radar e i sistemi di difesa antiaerea nemici.
L'ultima frontiera della moderna aviazione militare sembrano però essere gli aeromobili a pilotaggio remoto, noti anche con le sigle UAV (Unmanned Aerial Vehicle, "velivolo senza equipaggio") o RPV (Remotely Piloted Vehicle, "veicolo a pilotaggio remoto") e spesso citati anche come "droni". Si tratta di velivoli generalmente piccoli, spesso a elica, equipaggiati con sensori di vario tipo per missioni di ricognizione o, anche, con missili aria-superficie per l'attacco al suolo; essi consentono di condurre missioni di sorveglianza e di combattimento in circostanze in cui il fattore di rischio sarebbe considerato inaccettabile per un aeroplano con equipaggio umano; la loro utilità in questo senso è stata chiara fin dagli anni ottanta, ma è stato negli anni duemila che essi hanno visto il loro primo impiego operativo nelle operazioni statunitensi in Afghanistan e in Iraq.

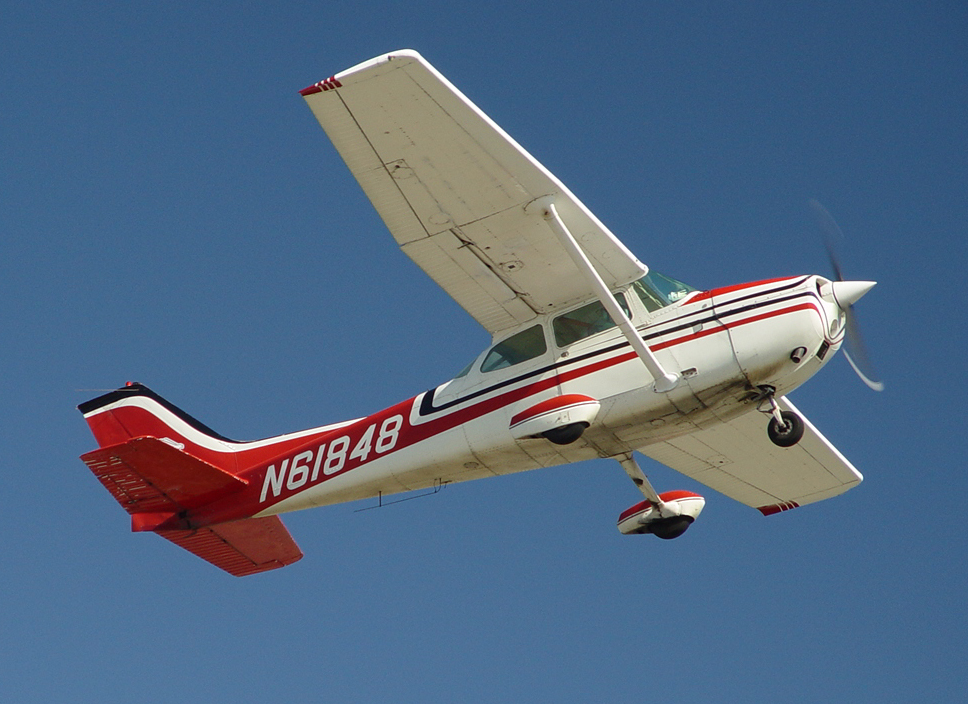
Un Cessna 172, il modello di aereo più prodotto di sempre

### Aviazione generale
Il campo dell'aviazione generale, cioè di tutto ciò che non fa parte dell'aviazione militare né di quella di linea, ha risentito meno della fine della guerra fredda e dei problemi correlati con il terrorismo e l'ambiente: il velivolo in assoluto più prodotto di tutti i tempi, il Cessna 172, un piccolo aeroplano a quattro posti da turismo privato, è rimasto in produzione continuativamente dal 1956 ed è stato prodotto in oltre 43 000 esemplari.
Già a partire dagli anni cinquanta gli aeroplani leggeri prodotti da Piper, Cessna e Beech si diffusero enormemente, anche al di fuori degli Stati Uniti, e accanto a piccoli monomotori di successo come i Piper Cub, Cherokee, Comanche, il Cessna Caravan o il Beech Bonanza, si diffuse anche (ma su tutt'altra scala) l'impiego dei jet executive privati, subito percepiti come status symbol; questo mercato è tuttora dominato dalle ditte Gulfstream e Learjet.
Questo comparto del mondo del volo è cambiato relativamente poco nel corso degli anni: molti dei modelli citati sono ancora in produzione dopo più di cinquant'anni, e vengono ancora diffusamente impiegati dagli aeroclub di tutto il mondo.

### Testi in italiano
- AA. VV., Aerei di tutto il mondo – civili e militari, Novara, DeAgostini, 2007, ISBN 88-415-9655-4.
- Rosario Abate, Storia degli aerei, Milano, La Sorgente, 1964.
- John Batchelor, Malcolm V. Lowe, Enciclopedia del Volo – dal 1939 al 1945, Vercelli, Edizioni White Star, 2007, ISBN 978-88-540-0692-8.
- G. Dicorato, G. Bignozzi, B. Catalanotto, C. Falessi, Storia dell'Aviazione, Milano, Fratelli Fabbri Editori, 1973.
- R.G. Grant, (ed. italiana a cura di R. Niccoli), Il volo – 100 anni di aviazione, Novara, DeAgostini, 2003, ISBN 88-418-0951-5.
- Fortunato Minniti, La rivoluzione verticale. Una storia culturale del volo nel primo Novecento, Roma, Donzelli, 2018, ISBN 9788868437749

### Testi in inglese
- (EN) Tom D. Crouch, Wings: A History of Aviation from Kites to the Space Age, New York, W.W. Norton & Co, 2004, ISBN 0-393-32620-9.
- (EN) Edwin J. Kirschner, Aerospace Balloons – From Montgolfiere to Space, Fallbrook, Aero Publishers, Inc., 1985, ISBN 0-8168-0951-8.

### Testi in francese
- (FR) AA.VV., L'atlas des pionniers du ciel, Editions Atlas, 2000, ISBN 978-2-7234-3359-4.
- (FR) AA.VV., L'atlas des avions de la deuxième guerre mondiale, Editions Atlas, 2005, ISBN 978-2-7234-3653-3.
- (FR) AA.VV., L'atlas des avions de combat modernes, Editions Atlas, 2004, ISBN 978-2-7234-3039-5.